# Miasteczko Wilanów

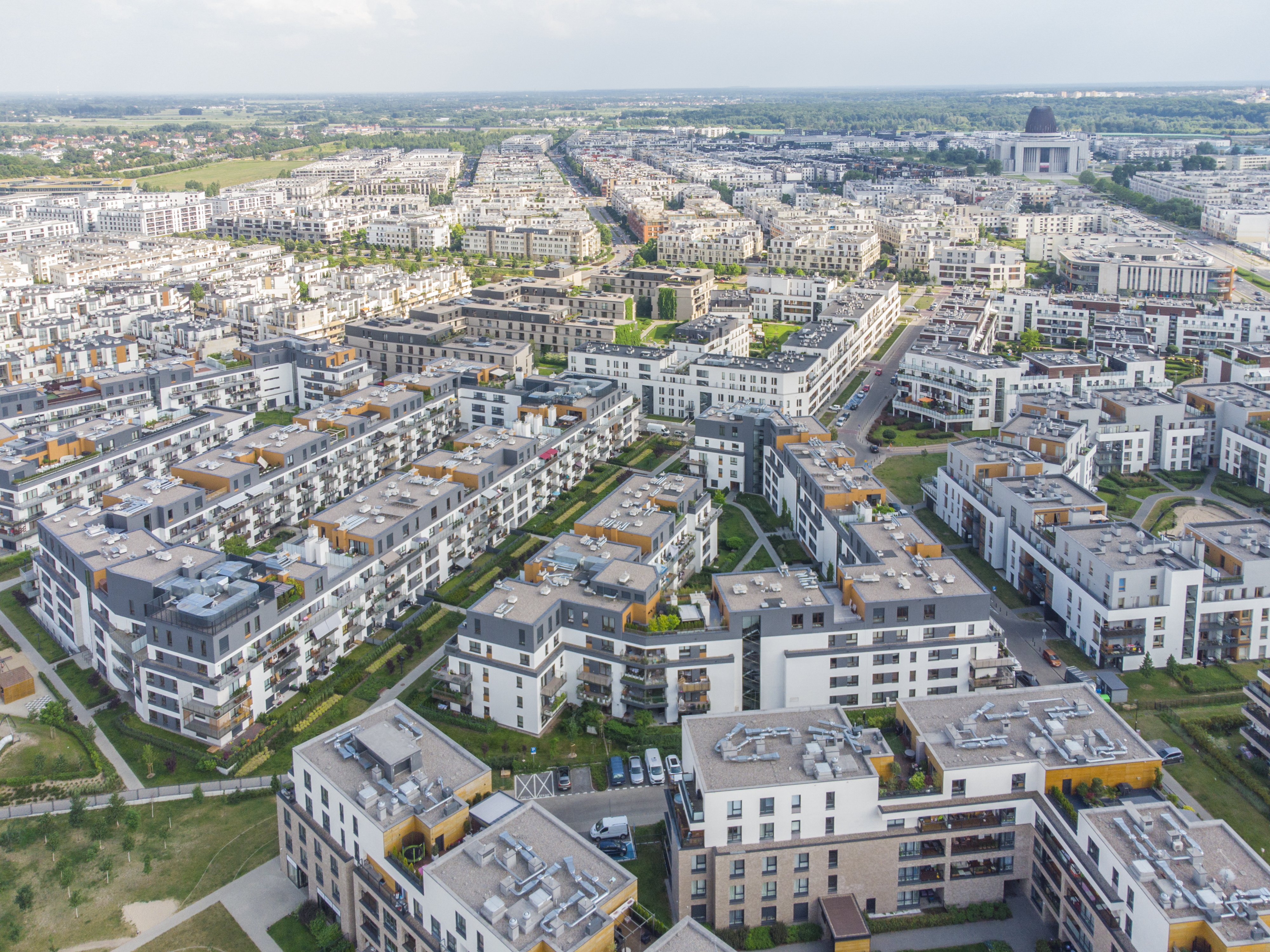
Blick auf das Neubaugebiet in Richtung Süden

Miasteczko Wilanów (etwa: Dorf oder Städtchen Wilanów) ist ein Neubaugebiet im Warschauer Stadtbezirk Wilanów. Hier entstehen auf einer Fläche von 169 Hektar mehr als 20.000 Wohnungen für etwa 50.000 Bewohner sowie Büros für einige Tausend Arbeitsplätze. Die Bauarbeiten auf vormaligem Ackerland begannen 2002 und werden voraussichtlich Anfang der 2020er Jahre abgeschlossen sein. In der Mitte des Gebietes wurde der Tempel der Göttlichen Vorsehung errichtet, eine der größten Kirchenneubauten Europas der letzten 200 Jahre. Miasteczko Wilanów wird im Rahmen eines Masterplanes erbaut, der eine harmonische Verbindung von Wohnen, Gewerbe und Büroarbeit ermöglichen soll. Der städtebauliche Leitgedanke folgt einigen Ideen des New Urbanism, etwa durch die relativ hohe Bebauungsdichte, Fußgängerfreundlichkeit und seine Nutzungsmischung. Es ist das größte zusammenhängende Neubaugebiet in Zentraleuropa zu Beginn des 21. Jahrhunderts.
Das Entstehen der Gesamtanlage war von Auseinandersetzungen zwischen dem Generalentwickler, den Bauträgern einzelner Wohnanlagen, der Stadt, der Distriktverwaltung und Bewohnerinteressen vertretende Institutionen geprägt. In diesem Spannungsfeld und unter Begleitung mehrerer medienwirksamer, juristischer Verfahren und politischer Skandale gelang es nach schwierigen Anfangsjahren, eine Modellstadt – weitgehend ohne die Unterstützung oder Regulierung des öffentlichen Sektors – zu errichten.
Miasteczko Wilanów ist als herausragendes Immobilienprojekt das bekannteste Neubaugebiet Polens. Die Auseinandersetzungen um das Stadtviertel wurden vielfach von Medien aufgegriffen und so Bestandteil der öffentlichen Debatte zum Wohnungsbau in Polen. Die Anlage wird unter städtebaulichen Gesichtspunkten als das bestkonzipierte moderne Wohngebiet bezeichnet. Das Bauprojekt steht nach Ansicht von Kommentatoren symbolisch auch für die Veränderungen, die in den letzten 20 Jahren in Polen stattgefunden haben; Miasteczko Wilanów wird als Stück Geschichte der postsozialistischen Transformation und des Erfolgs der neu entstandenen, aufstrebenden polnischen Mittelschicht interpretiert. Der in den letzten Jahren errichtete Stadtteil wird als „neues Symbol Wilanóws“ bezeichnet. Kritiker bezeichnen Miasteczko Wilanów wegen der hohen Bevölkerungsdichte und dem ähnlichen sozioökonomischen Hintergrund seiner Bewohner als „Lemingrad“ (Wortspiel: Lemminge iVm Leningrad).

## Lage

Nach der Distrikteinteilung Warschaus (MSI – Miejski System Informacji) des Jahres 2006 gehört Miasteczko Wilanów zum Bereich Błonia Wilanowskie

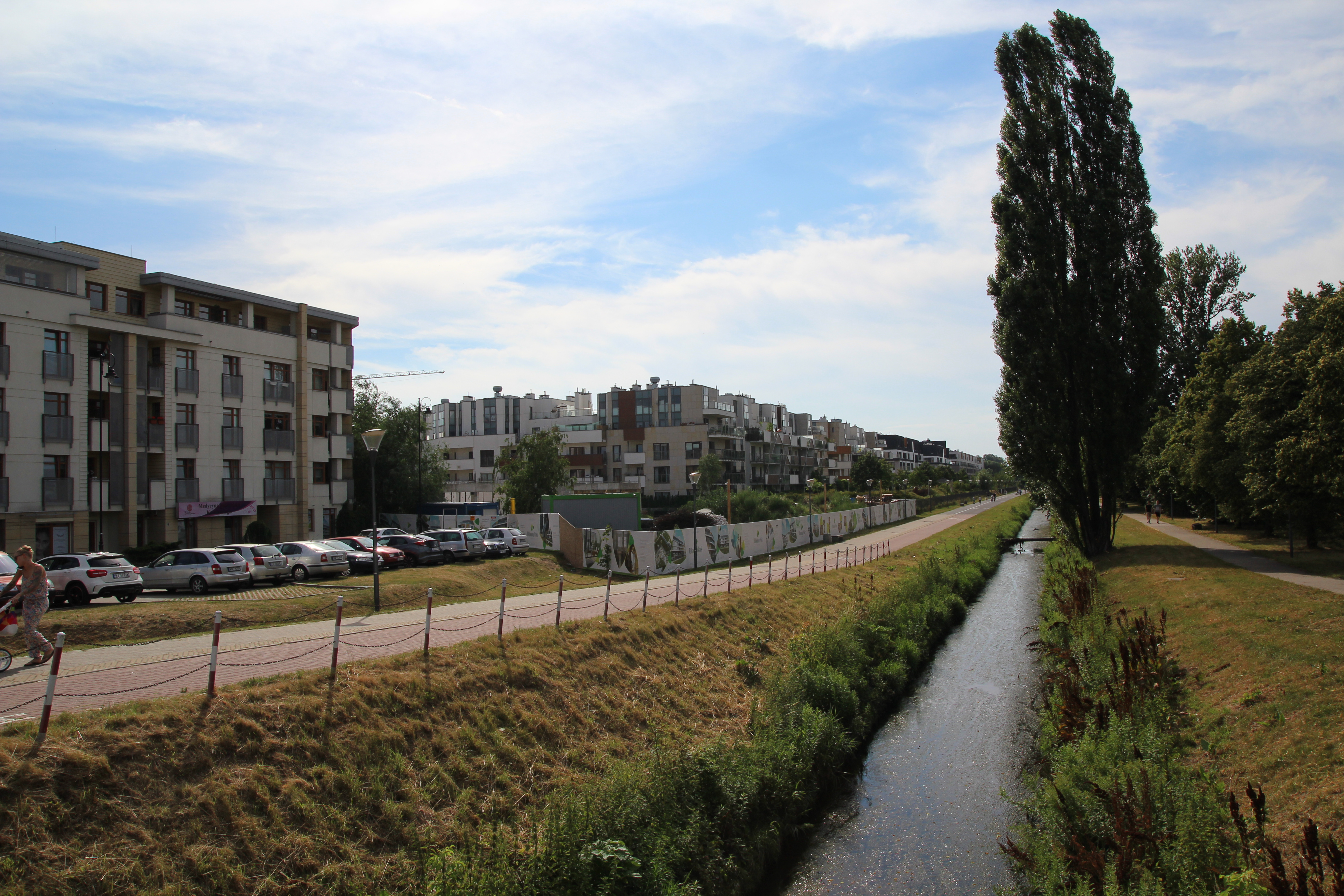
Der Służewiecki-Kanal (Potok Służewiecki) begrenzt Miasteczko Wilanów entlang der Aleja Wilanowska

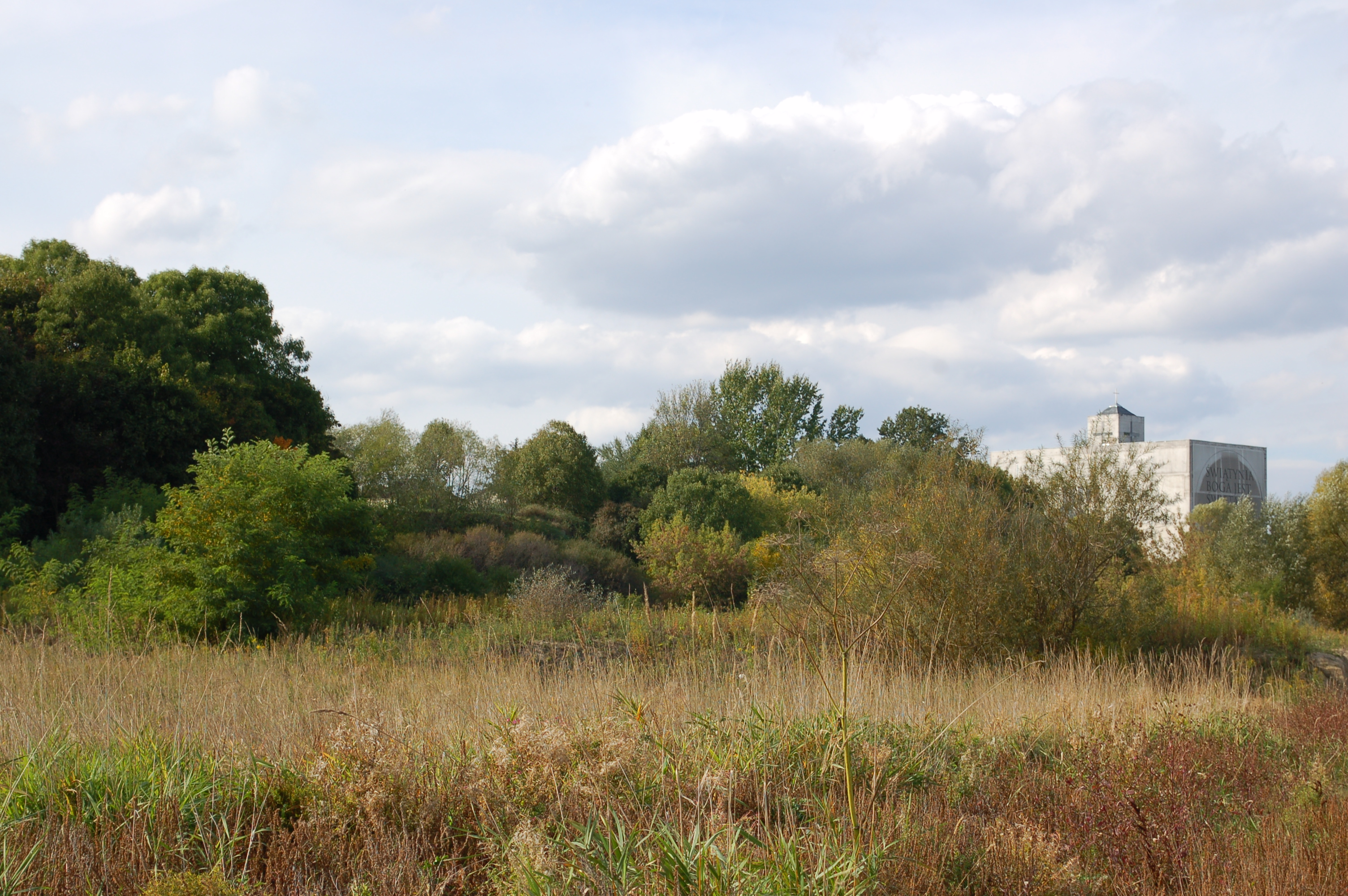
Blick von Miasteczko Wilanów auf die Skarpa Ursynów (im Jahr 2012) mit der Edmund-Bojanowski-Kirche, die auf der Böschung (Skarpa) errichtet wurde

Der neue Stadtteil liegt auf dem Distriktgebiet von Błonia Wilanowskie (übersetzt etwa: Grasland Wilanów) und wird im Westen durch das Naturschutzgebiet an der Warschauer Weichselböschung (Rezerwat przyrody Skarpa Ursynowska), im Norden von der Aleja Wilanowska, im Osten von der Ulica Przyczółkowa und im Süden von der bis zum Jahr 2020 zu errichtenden Schnellstraße (Droga ekspresowa S2), der Warschauer Südumfahrung der Autostrada A2 (und damit Teil der Europastraße 30) begrenzt. Die Weichsel verläuft in einer Entfernung von etwa drei Kilometern, das Stadtzentrum liegt neun Kilometer und der Wilanów-Palast rund 1000 Meter vom Zentrum des Stadtteils entfernt.
Das Gebiet war vor dem Ausweis als Bauland als offener Raum aufgrund seiner Biodiversität geschützt.
Wilanów liegt am Flussbett der Weichsel unterhalb der Böschung des Urstromtals der Weichsel (Skarpa). Diese Lage führte schon immer zu hohen Grundwasserständen und der Bildung von Oberflächengewässern im Distrikt. Starke Regenfälle stellen über einen Anstieg des Służewiecki-Kanals eine Überschwemmungsgefahr dar. Die beiden Seen ostwärts der Ulica Przyczółkowa (Jezioro Wilanowskie, Jezioro Powsinkowskie) spielen ebenso wie das Wasserreservoir in Ostoja Wilanów eine wichtige Rolle bei der Stabilisierung des hydrologischen Gleichgewichts des Gebietes. Grünflächen und andere, biologisch aktive Gebiete sind entscheidend für die Aufrechterhaltung des Wasserhaushalts. Die Lage nahe dem Flussbett der Weichsel erforderte weitsichtige infrastrukturelle Baumaßnahmen, um einerseits den hohen Grundwasserspiegel auf dem Gelände von Miasteczko Wilanów abzusenken, andererseits das empfindliche Ökosystem des nahegelegenen Schlossparkes von Wilanów nicht zu stören. Die infrastrukturellen Vorarbeiten zum Abwasser- und Regenwassermanagement waren entsprechend aufwändig.

## Konzept
Die 2020 weitgehend abgeschlossene Errichtung von Miasteczko Wilanów folgt einem im Jahr 2000 erstellten Masterplan, der auf einem ersten Entwicklungsplan des Jahres 1996 basiert. Die Umsetzung des Konzeptes wurde weitgehend realisiert.

### Bezug
Die von den Erstellern des Urplanes sowie des Masterplanes vorgesehene Struktur lehnt sich an das städtebauliche Konzept der Gartenstadt an. Der Verantwortliche des Masterplans, Guy Perry, verwies ausdrücklich auf die entsprechenden Forderungen des Stadtplaners Ebenezer Howard: der Raum sollte von niedrigen Gebäuden dominiert werden, viel Grün, öffentliche Plätze und Parks enthalten.
Als reale Vorbilder wurden einerseits teilweise exklusive Wohngebiete in anderen Ländern (Beverly Hills, London-Belgravia oder Saint-Germain-en-Laye, aber auch Barcelona-Eixample und South Kensington) genannt, andererseits auf die historischen Warschauer Wohngebiete Stary Mokotów (einen Stadtteil von Mokotów), Saska Kępa (einen Stadtteil in Praga-Południe), Żoliborz und Stara Ochota (einen Stadtteil in Ochota) verwiesen – so, wie sie in der Zeit zwischen den beiden Weltkriegen entwickelt waren. Ziel der Planung war die Schaffung einer „Stadt in der Stadt“, die eine autarke Existenz bei hoher Funktionalität und Wohndichte ermöglichen sollte. Die Architektur sollte moderne Trends abbilden, sich aber dennoch an den historischen Konzepten Vorkriegswarschaus wie des erhaltenen Palastensembles in Wilanów orientieren.

### New Urbanism
Den Ideen des New Urbanism folgend, sollte der neue Stadtteil den Bewohnern eine ihren Bedürfnissen angepasste Umgebung bieten. Die einzelnen Wohnanlagen sollten einerseits Privatsphäre, andererseits Öffentlichkeit bieten. Deren Beziehung zueinander sollte prägnante Sichtachsen und Aussichtspunkte ergeben; hervorgehoben durch Grünanlagen und Gewässer. Die Integration von Wohn- und Arbeitsbereichen sowie das verteilte Angebot an Dienstleistungen und Einkaufsmöglichkeiten sollten die Versorgung in Fußdistanz ermöglichen. Der den Ansprüchen des modernen Lebens entsprechende Kraftverkehr war soweit möglich den Vorstellungen eines humanen Zusammenlebens unterzuordnen: große Parkflächen sollten durch den verpflichtenden Bau unauffälliger Tiefgaragen vermieden, Verkehrsbelastung durch Verkehrsberuhigungsmaßnahmen (Geschwindigkeitsbegrenzungen, Bremsschwellen, und Kreisverkehre) reduziert werden. Die Anlage großzügiger Bürgersteige und Fahrradwege sowie die Reduktion von Fahrzeugparkplätzen im Straßenbild soll die Anwohner zur Fortbewegung zu Fuß oder mit dem Fahrrad motivieren; nicht mehr der Kraftverkehr soll die Gestaltung öffentlichen Raumes dominieren.
Der New-Urbanism-Ansatz soll dem neuen Stadtgebiet eine in Warschau im sozialistischen Wohnungsbau verlorengegangene Vielfältigkeit zurückgeben. Damit soll mittelbar auch Demokratiefähigkeit und die Bereitschaft zu gemeinschaftlichem Handeln gestärkt werden. Als Bestandteil des Konzeptes war eine hohe Besiedlungsdichte zu erzielen. Nur durch sie konnte einerseits die Basis für den Aufbau notwendiger Infrastruktur gegeben, andererseits die Möglichkeit zu funktionaler Mischbebauung – eine Zersiedlung sollte verhindert werden. Die hohe Bevölkerungsdichte war mittels eines Gesamtkonzeptes so zu gestalten, dass individuelle Entfaltung und Schaffung privaten Raums möglich ist. Die Einführung des New-Urbanism-Modells führt weniger in der äußeren Gestaltung des Stadtteils zu einer Abweichung von den vorab genannten Bezugsbeispielen Vorkriegwarschaus und in anderen Ländern, als vielmehr die Mischnutzung (Arbeit, Gewerbe, Wohnen) und die hohe Einwohnerdichte.

### Einbindung

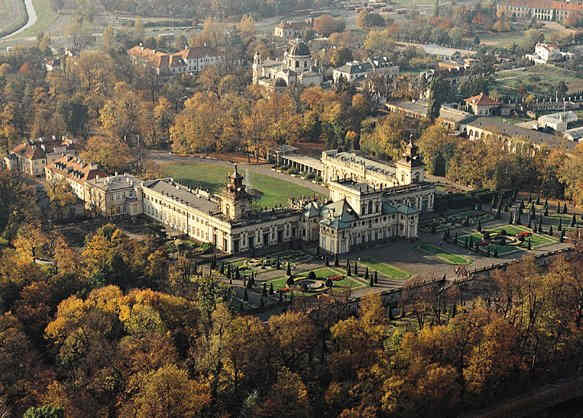
Der Wilanów-Palast in Warschau, Foto aus der zweiten Hälfte des 20. Jahrhunderts, Blick vom Südosten. An der oberen linken Bildecke schließt sich heute Miasteczko Wilanów an

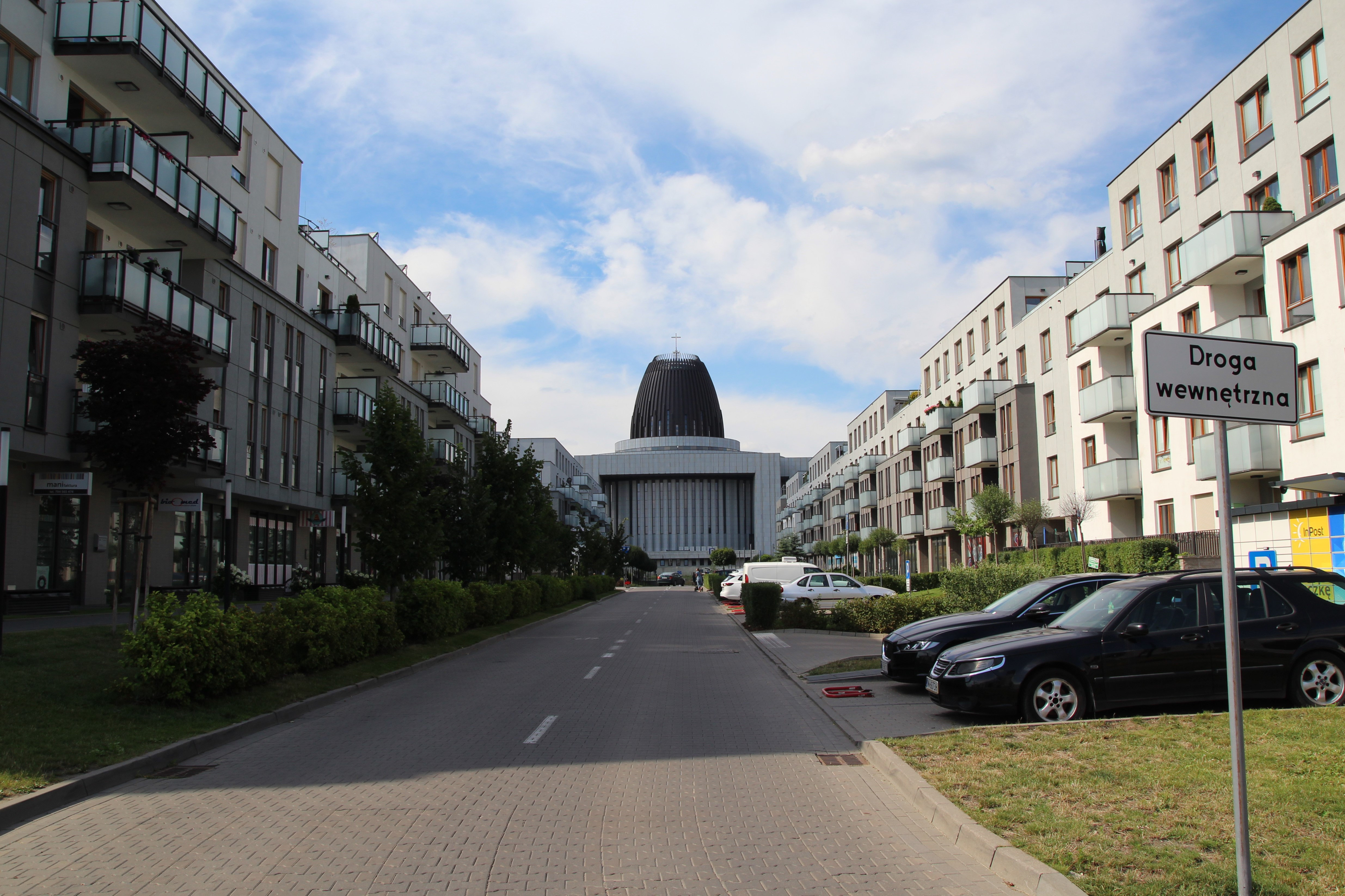
Sichtachse auf den Tempel der Göttlichen Vorsehung, hier von der Ulica Branickiego aus

Für die Grundstruktur wurden zwei dominante Bezugsgrößen gesetzt: der bestehende Wilanów-Palast mit seinem Park und den dort vorgegebenen geometrischen Strukturen sowie der zu errichtende Tempel der Göttlichen Vorsehung. Sichtachsen und Verkehrswege hatten auf diese Dominanten ausgerichtet zu sein. Darüber hinaus war der historische landschaftliche Kontext zu berücksichtigen, darunter natürliche und künstliche Gewässer.
Ebenso war die Anbindung an umgebende Stadtteile und Distrikte zu beachten. Neben dem Zugang zur im Norden liegenden Warschauer Innenstadt war besonders eine Verbindung zum bislang von Wilanów durch die Skarpa abgetrennten Nachbardistrikt Ursynów notwendig.

### Umsetzung
Wesentliche Infrastrukturbaumaßnahmen (Kanal- und Straßennetz) werden im Jahr 2020 wie geplant abgeschlossen sein. Die wichtigen Sichtachsen (Oś Królewska, Ulica Klimczaka und Aleja Rzeczypospolitej), die den Wilanów-Palast sowie den Tempel einschließen, sind entstanden. Eine Begrünung von Straßen sowie öffentlichem Raum ist weitgehend erfolgt. Die erreichte Bevölkerungsdichte ist hoch, sie war 2017 bereits dreimal höher als in der Warschauer Innenstadt und 20-mal höher als in anderen Standrandlagen. Die große Nachfrage nach Wohnraum in Miasteczko Wilanów führte zur Realisierung hoher Gewinnmargen bei den Bauträgern – je nach Projekt wurden zwischen 15 % und 30 % Profitabilität erreicht.
Die Bevölkerungsdichte wurde erreicht, obwohl die Höhenbegrenzung der zu errichtenden Gebäude (Ausnahme: Tempel) auf 20 Meter konsequent durchgesetzt wurde. Der äußere Charakter der Gebäude (Form, Farben) ist überwiegend – wie vorgesehen – abwechslungsreich und gelungen. Die Ansiedlung von Gewerbetreibenden und damit die Möglichkeit zu lokaler Versorgung ist realisiert worden. So standen den Bewohnern im Jahr 2018 bereits 50 Restaurants zur Verfügung. Fuß- und Fahrradwege wurden angelegt. Die Vorgabe zur Anlage von Tiefgaragenplätzen wurde erfüllt, im Jahr 2016 waren bereits 16.350 solcher Parkplätze entstanden. Im öffentlichen Raum gibt es nur wenig Kfz-Stellplätze.
Defizite gibt es im Bereich öffentlicher Dienstleistungen. Zwar befindet sich das moderne Rathaus des Distriktes in Miasteczko Wilanów, es gibt aber zu wenig öffentliche Kindergärten und Schulen sowie von der staatlichen Sozialversicherung getragene Anbieter medizinischer Versorgung. Bewohner müssen entweder auf private, zu bezahlende Angebote zurückgreifen, oder in andere Stadtteile fahren. Ebenso haben sich nicht alle Bauherren bzw. Wohnungseigentumsverwaltungen an die Vorgabe gehalten, die von ihnen bebauten Grundstücke wenigstens teilweise öffentlich zugänglich zu machen. So sind einige Gated Communities entstanden – eine Wohnform, die nicht mit dem Gedanken des New Urbanism vereinbar ist; einige Grünanlagen und Sport-/Spielplätze sind nicht für die Allgemeinheit zugänglich. Wohngebiete mit Zugangskontrolle können einen negativen Einfluss auf die soziale Integration und die Entwicklung eines Gemeinschaftsgefühls in einem Stadtteil ausüben. Nach wie vor ist der geplante, zentrale Handels-, Vergnügungs- und Freizeitbereich nicht entstanden.
Der gute Abverkauf von Wohnungen führte zu einer Ausweitung der Bebauung (von ursprünglich 30.000 zu 50.000 Einwohnern) mit einer Reduktion an Grünflächen – als Gartenstadt kann Miasteczko Wilanów nicht mehr bezeichnet werden. Der anfängliche Plan, nur 30 % der Gesamtfläche zu bebauen, ist nicht umgesetzt worden. Der manchmal angesprochene Mangel an öffentlichen Plätzen ist Ergebnis von Planungsfehlern: es wurde bei der Gesamtplanung nicht bedacht, dass Distrikt und Stadt jeweils Flächen von dem Generalentwickler kaufen müssen, um diese Plätze zu realisieren. Da es auf dem Baugebiet nur wenige Bestandsbäume gab, sind die Grünanlagen bislang vorwiegend von Grasflächen, Sträuchern und noch jungen (und also kleinen) Baumpflanzungen dominiert.
Eine zentrale Idee des New Urbanism ist die Vermischung von Wohnen und Arbeit sowie von unterschiedlichen Gesellschaftsschichten. Diese Aspekte scheinen nicht umsetzbar zu sein. Der Versuch, ein großes Bürogelände im Süden von Miasteczko Wilanów zu etablieren, ist mangels Nachfrage von Mietinteressenten gescheitert. Anstelle von geplanten Bürogebäuden werden dort weitere Wohnanlagen errichtet. Von zwischenzeitlich geplanten Büroflächen von 240.000 Quadratmetern wurden bis zum Jahr 2016 nur 28.500 Quadratmeter realisiert. Auch die Durchmischung verschiedener sozialer Klassen ist nicht erfolgt. Zwar gibt es neben wohlhabenden Penthouse-Besitzern eine große Anzahl von Bewohnern kleiner Zwei- und Dreizimmerwohnungen, die zumeist durch Bankkredite finanziert wurden. Dennoch sind die Bewohner mit Blick auf ihre gute Ausbildung, geringe Arbeitslosigkeit, politische Ausrichtung, Lebensalter und Familienstatus insgesamt recht homogen.

## Struktur

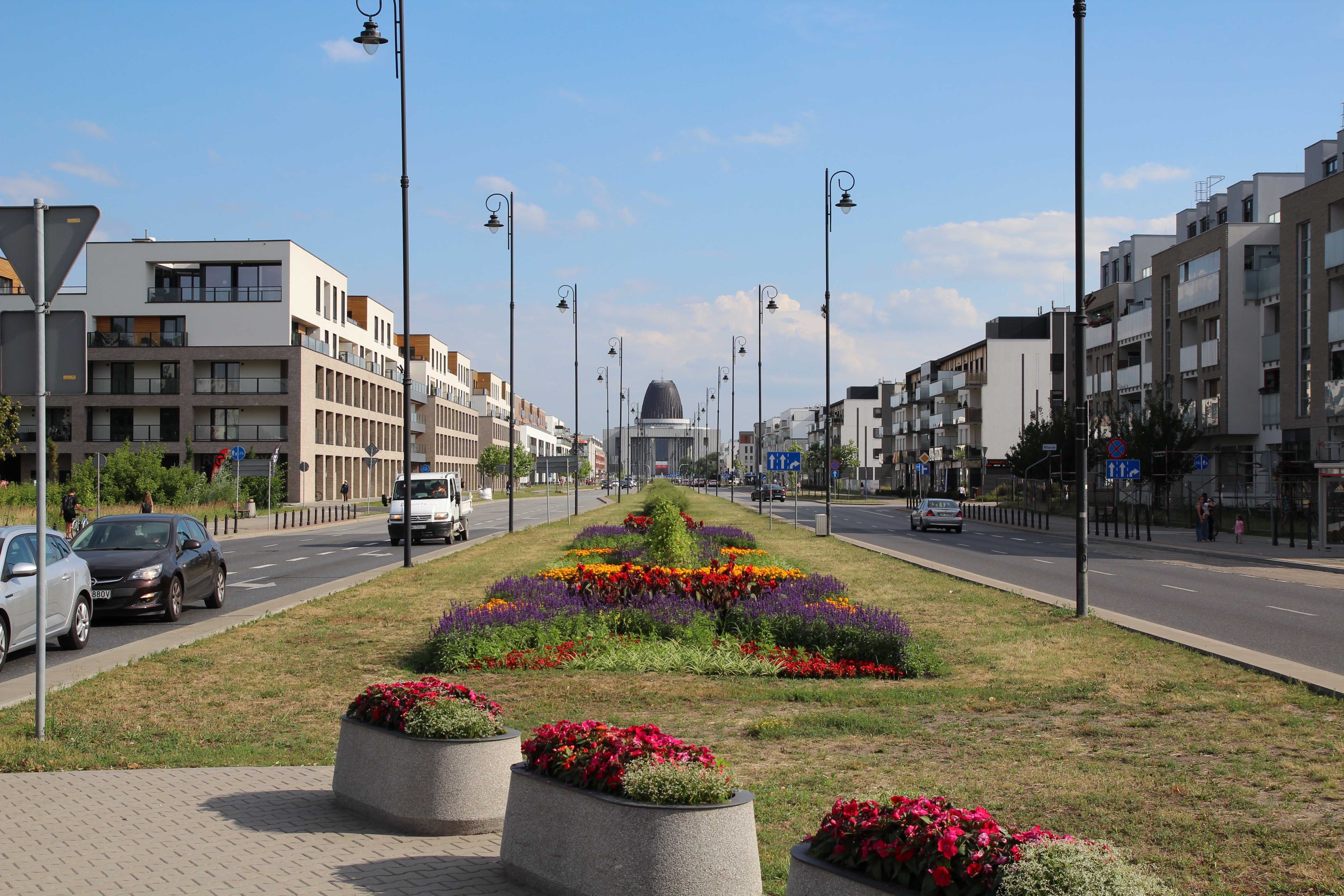
Die Aleja Rzeczypospolitej ist die Hauptverkehrsader in Nord-Süd-Richtung und bindet Miasteczko Wilanów an die Ulica Sobieskiego an

Die Lage des Baugebietes am Palastkomplex von Wilanów und am Ende des Warschauer Königswegs erforderte eine besondere Beachtung bei der Gestaltung des Projektes. Das Rückgrat des Stadtteils bildet ein Straßennetz mit Blöcken aus Apartmenthaus-Bebauung, die die Fassaden zu den Straßen bilden und innen grüne Innenhöfe für die Bewohner bieten. Das Straßensystem basiert auf historischen und neu gestalteten Sicht- und Hauptverkehrsachsen. Das Achsensystem wurde in Form einer sogenannten „Patte d’oie“ (Krähenfuß) gestaltet. Es steht im Verhältnis zu zwei dominanten Bauwerken: dem Palast und dem Tempel der göttlichen Vorsehung. Die Verlängerung der von Osten nach Westen verlaufenden Parkachse des Schlosses wird als Oś Królewska durch Miasteczko Wilanów fortgeführt. Diese Straße und großzügige Sichtachse steht als Gesamtanlage unter Denkmalschutz. Im neuen Stadtteil verläuft hier teilweise ein offener Kanal, der von Grünflächen, Fußgänger- und Radwegen sowie einer je einspurigen Kfz-Fahrbahn umgeben ist.
Etwa vom Schnittpunkt der historischen Palaststraße Stanisława Kostki Potockiego mit der Palastpark-Achse führen zwei gedachte Diagonalen über die befahrene Ulica Przyczółkowa (Verlängerung der westlichen Weichseluferstraße) und bilden dort die Aleja Wilanowska und die Ulica Klimczaka. Die Ulica Klimczaka, ein vormaliger Feldweg, führt auf den Tempel zu und teilt den neuen Stadtteil in zwei etwa gleich große Hälften – im Norden und im Süden. Parallel zur Ulica Klimczaka verläuft im Süden eine dritte Ost-West-Achse, die Ulica Branickiego, die ab 2020 eine Verbindung nach Ursynów bilden wird. Von Nord nach Süd wird Miasteczko Wilanów durch die Aleja Rzeczypospolitej erschlossen, die ebenso eine Sichtachse auf den Tempel darstellt.
In Miasteczko Wilanów liegen im Osten, entlang der Ulica Przyczółkowa, das Rathaus und zukünftig das Einkaufs- und Vergnügungszentrum. Im Süden sind Büros und ein Krankenhaus angesiedelt, sie sollen die Wohnbereiche gegen die im Bau befindliche Stadtautobahn abschirmen. Im Westen liegen der Tempel sowie die Schulen und Kindergärten des Stadtteils.

## Architektur

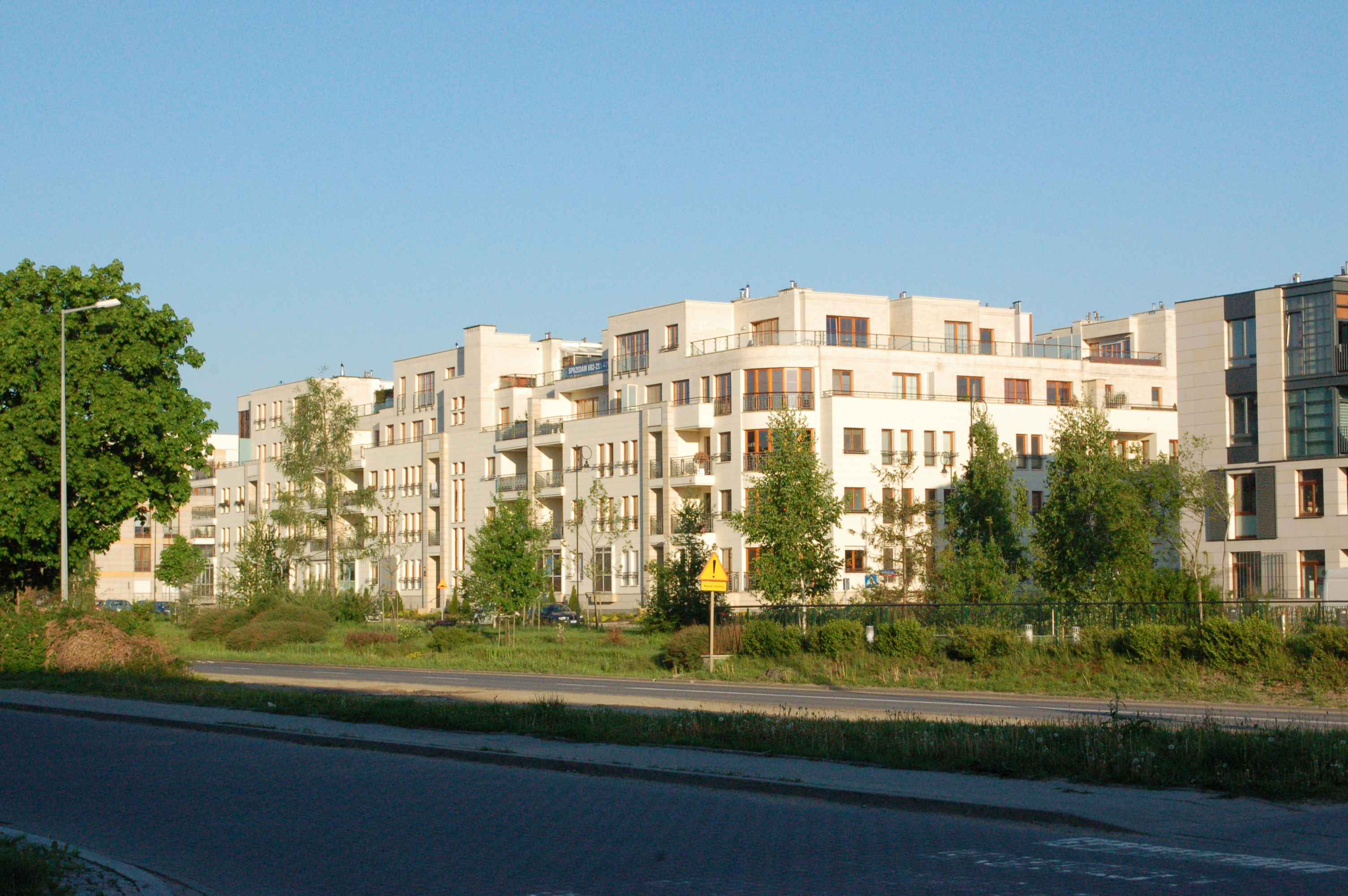
Straßenfassade der Wohnsiedlung Ulica Klimczaka 10

Die Gestaltung der Wohnanlagen in Miasteczko Wilanów richtete sich nach den Rahmenvorgaben des Generalentwicklers und entfaltete sich innerhalb dieser Vorgaben im Stil neomoderner Architektur. Die deshalb gewünschte Beteiligung unterschiedlicher Bauträger und Architektenbüros führte zu vielfältigen Ausprägungen, die als Gesamtheit einem Querschnitt moderner polnischer Architektur des beginnenden 21. Jahrhunderts entsprechen. Die Fassaden der großen Wohnblöcke sind abwechslungsreich segmentiert.
Wohnblöcke haben eine maximale Höhe von fünf oberirdischen Geschossen, wobei das oberste Geschoss von der Fassade zurückgesetzt ist. Hier sind häufig Penthäuser mit Dachterrassen entstanden. Treppenhäuser sind verglast, um Nutzung sichtbar zu machen. Alle Wohnanlagen verfügen über Tiefgaragen; für jede Wohnung wurden durchschnittlich mindestens 1,5 Garagenparkplätze errichtet. Die Tiefgaragenzufahrten sind unauffällig gestaltet. Die den Straßen zugewandten Erdgeschossräume werden weitgehend von Gewerbetreibenden genutzt. Fassadengestaltung und -materialien beziehen sich teilweise auf den Wilanów-Palast. Werbung ist im öffentlichen Raum nicht gestattet, nur die Betreiber von Gewerbeeinrichtungen dürfen diese im Erdgeschossbereich anzeigen. Die Beschilderung von Straßen und Gebäuden ist einheitlich geregelt, Straßenlampen sind Replikas historischer Lampen vom Typ „Bischofsstab“.
Wesentlich beteiligte Bauträger waren:
| - Acciona Nieruchomości (Acciona) - Atal - Bouygues Immobilier Polska (Bouygues) - BRE Property Partners - Fadesa (Fadesa Inmobiliaria) - Hines Polska (Hines Interests Limited Partnership) - Mill-Yon (Israel Land Development Company ILDC) - Polnord | - Prokom Investments - Qualia Development (PKO Bank Polski, vormals: PKO BP Inwestycje) - Robyg Development - Sirena Projekt - Sjaelso Poland (Sjaelso Gruppen) - Wilanów Investments (Gesellschafter: Prokom Investments und PKO Inwestycje) - White Stone Development - Yareal Polska (Yareal International) |

Wesentlich beteiligte Architekturbüros waren:
| - Andrzej Kiciński - Atelier 3 Girtler & Girtler - AMP Atelier - Firma Projektowa Akcent - Grupa 5 Architekci - HRA Architekci - JEMS Architekci - KAPS Architekci Korneluk Parysek Słowik - KIPP Projekt | - Kuryłowicz & Associates - Mąka Sojka Architekci - MHW Majewski Wyscynski - Plus3Architekci - Pracownia Architektury i Urbanistyki - SDA Szcześniak Denier Architekci - Staniszkis - Szymborski i Zielonka Architekci |

An der Planung der Park- und Grünanlagen des Stadtteils war die nordamerikanische Landschaftsarchitektin Martha Schwartz beteiligt.

## Geschichte
Die Geschichte Wilanόws ist eng mit dem dort seit den 1680er Jahren erbauten Palast verbunden. König Jan III. Sobieski ließ die repräsentative Sommerresidenz in ländlicher Umgebung außerhalb der Stadt nach Entwürfen von Augustyn Locci dem Jüngeren errichten. Bis zur Enteignung 1945 war der Palast mit seinem umfangreichen Landbesitz von rund 6000 Hektar mit kleineren Ortschaften („Herrschaft Wilanów“, poln.: Dobra wilanowskie), der sich über große Teile der heutigen Stadtdistrikte Wilanόws und Ursynόw erstreckte, im Besitz bedeutender polnischer Magnatenfamilien: Sieniawski, Lubomirski, Czartoryski, Potocki und Branicki. Neben dem Unterhalt einiger mindergroßer Residenzen (wie dem Palast in Natolin) wurde auf dem Landbesitz der Herrschaft Wilanόw Acker- und Viehwirtschaft betrieben.
1951 erfolgte die Eingemeindung Wilanóws nach Warschau, 1995 wurde der Bezirk ein Distrikt der Stadt. Bis zum Niedergang der Volksrepublik Polen war Wilanów zwar der flächenmäßig größte, aber auch am dünnsten besiedelte Distrikt (weniger als 500 Einwohner pro Quadratkilometer) der polnischen Hauptstadt. Er bestand zu einem großen Teil aus ungenutztem Ackerland.
Der Grundbesitz der letzten Besitzer des Palastes war nach der Enteignung 1945 an den Staatsschatz übertragen worden. Die in der Nähe des Palastes liegenden Ackerflächen wurden in den „Verwaltungsbetrieb für Land- und Forstflächen“ (Administracja Gospodarstw Rolnych i Leśnych – AGRiL) überführt, der daraus 1948 den staatlichen Landwirtschaftsbetrieb Wilanów (eine Państwowe Gospodarstwo Rolne – PGR) bildete. Bereits kurze Zeit später wurde die PGR aufgelöst und die Flächen an die Warschauer Naturwissenschaftliche Universität (SGGW) zum Erhalt der historischen Landschaft abgegeben. Den im späteren Distrikt Ursynόw liegenden Grundbesitz nutzte die landwirtschaftliche Hochschule zum Aufbau ihres neuen Campus, der bis zum Jahr 2003 abgeschlossen war. Der in Wilanów liegende Teil (unterhalb der Skarpa) lag über Jahrzehnte brach. In den 1950er Jahren hatte es Überlegungen gegeben, diese Fläche zur Schaffung eines Erholungsgebietes der kommunistischen Partei Polska Zjednoczona Partia Robotnicza zu nutzen – eine Realisierung dieses Plans erfolgte jedoch nicht.
Im September 1992 beschloss der neugewählte (demokratische) Rat der Stadt Warschau einen Bauentwicklungsplan für den Großraum Warschau (Miejscowy plan ogólny zagospodarowania przestrzennego m.st. Warszawy). Dieser Plan sah neben der Entwicklung von damals sieben auf zukünftig 18 Distrikte den Ausweis von großen Stadtentwicklungszonen im Süden der Stadt auf der westwärtigen Flussseite vor. Das Gebiet des heutigen Miasteczko Wilanów wurde in dem Plan als zu entwickelndes Wohn- und Gewerbegebiet („MU-24“) ausgewiesen. Auf dieser Basis war eine Umwidmung des von der SGGW gehaltenen Ackerlandes möglich und damit der spätere Verkauf an private Bauträger.

### Erste Bebauungspläne
Im August 1996 wurde vom Distrikt Wilanów in Kooperation mit dem Polnischen Architektenverband SARP ein polenweiter Wettbewerb zur Gestaltung des Gebietes „MU-24“ ausgeschrieben. Die Ausschreibung sah einen Entwurf vor, der sich an vorhandenen Straßen- und Achsenstrukturen zu orientieren hatte. Im Dezember 1996 erhielt ein Entwurf des Architektenbüros DJiO (Paweł Detko, Piotr Jurkiewicz und Michał Owadowicz) unter Leitung von Paweł Detko den ersten Preis. Dessen Projekt sah die Entwicklung zu einer Gartenstadt in der Tradition Warschauer Stadtteile der Zwischenkriegszeit, wie Saska Kępa, Żoliborz und Stara Ochota, vor. Die heutige Grundstruktur von Miasteczko Wilanów geht auf diesen Entwurf zurück. Im Mai 1997 wurde zwischen Gemeinde und DJiO ein Vertrag zur Planung des Bereiches an der palastnahen Kreuzung Ulica Przyczółkowa und Ulica Sobieskiego unterzeichnet. In diesem Plan wurden die Lage des Rathauses, des Handelszentrums und wesentliche Straßenstrukturen festgelegt. Im selben Jahr schrieb die landwirtschaftliche Hochschule den Verkauf von drei landwirtschaftlichen Flächen mit einem Gesamtumfang von 169 Hektar aus.

### Ankauf des Gebietes
1999 kaufte Prokom Investments das Feld- und Wiesengelände. Die Prokom Investments war das 1990 gegründete Holding- und Investmentunternehmen des polnischen Unternehmers Ryszard Krauze. Krauze hatte sich Ende der 1980er Jahre an der damals kleinen Softwarefirma Computer Studio Kajkowski beteiligt und sie zum hochprofitablen IT-Unternehmen Prokom Software aufgebaut; lukrative Beteiligungen an anderen Unternehmen folgten – der Unternehmer war so in den 1990er Jahren zu einem der reichsten Polen geworden. Krauze hatte sich gute Kontakte in Politik und Verwaltung aufgebaut, die ihm beim Erwerb und der Entwicklung der Immobilie helfen sollten.
1998 bot Jerzy Halski, Eigentümer der Kancelaria Podatkowa Nowy Świat (KPNS), Krauze die Möglichkeit des Erwerbes der Landfläche an. Halski hatte mit der landwirtschaftlichen Hochschule eine Absichtserklärung zum Erwerb eines Teilstückes von 70 Hektar abgeschlossen und suchte nun einen finanzstarken Partner. Prokom Investments hatte zu diesem Zeitpunkt zwar keine Erfahrung in der Entwicklung von Immobilien; im Rahmen einer Diversifikation schien ein Einstieg in den boomenden Immobilienmarkt Warschaus aber eine sinnvolle Investition. Krauze war also interessiert. Die landwirtschaftliche Hochschule hatte bislang keinen Käufer finden können; für nicht erschlossenes Bauland, dessen Verwendungszweck eher allgemein definiert war, bestand bei Bauträgern keine Nachfrage. Die Hochschulleitung, Halski und Krauze verhandelten von November 1998 bis Oktober 1999 einen Erwerb der 70 sowie weiterer 99 Hektar durch Prokom Investments. Der nach Vertragsabschluss gezahlte Kaufpreis lag bei 370 Millionen Złoty. Wie in Polen oft bei Grundeigentum des Staates oder von Gebietskörperschaften üblich, wurde nicht das Grundstück, sondern nur das Recht auf ewigen Nießbrauch (użytkowanie wieczyste) erworben.
Eines der Portfoliounternehmen der Prokom Investments war der Pharmaproduzent Bioton, an dem sich Prokom Investments 1996 beteiligt hatte. Zur Finanzierung des Erwerbs der landwirtschaftlichen Flächen standen Prokom Investments Erlöse aus dem Verkauf von Anteilen der Bioton (25 %) sowie Bankdarlehen (75 %) zur Verfügung. Die Bankdarlehen wurden mit Aktienpaketen an Prokom Software und Bioton abgesichert.
Die hohe Verschuldung, die Krauze für den Erwerb der Landflächen für das zukünftige Wohngebiet einging, sollte in den Folgejahren, in denen Prokom Investments ungeplante zusätzliche Folgekosten tragen musste, zu einem existentiellen finanziellen Problem werden.
Die polnische Ausgabe von Forbes veröffentlichte im Juni 2005:

„Co więc skłoniło miliardera do wejścia w tak ryzykowną inwestycję? Złośliwi uważają, że była to chęć zbudowania sobie za życia pomnika własnego sukcesu.”

„Was hat also den Milliardär veranlasst, eine so riskante Investition einzugehen? Gehässige Stimmen behaupten, dass es der Wunsch war, sich zu Lebzeiten ein Denkmal des eigenen Erfolges zu errichten.“

Krauze hatte die Zukunft seiner Kapitalgruppe vom Erfolg des Neubauprojektes in Wilanów abhängig gemacht.

### Planungsvoraussetzungen
Ryszard Krauze bestimmte Zbigniew Okoński, Vorstandsmitglied von Prokom Investments und ehemaliger Verteidigungsminister, zum Verantwortlichen für die Entwicklung des Immobilienprojektes.
Zunächst hatte Krauze die Idee, das gekaufte Areal (169 Hektar) in Einzelparzellen aufzuteilen und schnell an andere Bauträger zu verkaufen, um so einen zügigen Return on Investment zu erzielen. Die Distriktverwaltung widersprach dieser Vorstellung jedoch und forderte vor Erteilung von Einzelbaugenehmigungen die Aufstellung eines Masterplanes für die Gesamtentwicklung des Areals, der der besonderen Bedeutung der Nachbarschaft zum Palast entsprechen sollte. Da auch die angesprochenen Bauträger die Einbindung ihrer Objekte in eine tragfähige Entwicklungsplanung für das zu entstehende Stadtviertel sehen wollten, erkannte Okoński, dass die Entwicklung des Gebietes unter der geforderten Leitung von Prokom Investments viele Jahre dauern würde.
Mangels Erfahrung in der Entwicklung großer Wohngebiete nahm Okoński Gespräche mit Stadtentwicklungsgesellschaften und Fachberatern auf. Noch im Jahr 1999 wurde die TrizecHahn Corporation als Planungsentwickler und Projektpartner verpflichtet. Die Leitung für die Erstellung eines Masterplans zur weiteren Entwicklung wurde Guy Perry, einem Stadtentwickler und leitenden Angestellten bei TrizecHahn, übertragen. Gemeinsam mit International Development Management wurde ein Konsortium gegründet, über das 200 Millionen Dollar investiert werden sollten. Als Name des neuen Stadtteils wurde der Ausdruck Miasteczko Wilanów gewählt. TrizecHahn, die bereits das West End City Center in Budapest gebaut hatten, sollte dabei das Handelszentrum entwickeln.

### Masterplan
In Folge von Umstrukturierungen bei TrizecHahn, entschied die amerikanische Unternehmensleitung im Jahr 2000, sämtliche Aktivitäten in Polen zu beenden. Guy Perry gründete daraufhin ein Beratungsunternehmen, die IN-VI Investment Vision, mit der er ab Mitte 2000 weiterhin am Projekt in Wilanów beteiligt war. Sein Ziel war die Errichtung eines mischgenutzten Stadtteils mit Wohn-, Geschäfts- und Freizeitnutzung. Ein autarkes Städtchen sollte entstehen. Perry brachte die Forderungen des New Urbanism in das Projekt ein. Die weitere Planung basierte auf einem Konzept, das die Distriktverwaltung bei dem halbstaatlichen Planungsbüro BPRW (Biuro Planowania Rozwoju Warszawy; im Jahr 2000 privatisiert) in Auftrag gegeben hatte. Der BPRW-Plan beruhte auf dem Entwurf des Architektenbüros DJiO aus dem Jahr 1996. In Verhandlungen zwischen Distrikt, Okoński und Perry (als städtebaulicher Berater von Prokom Investments) wurden Details für die Stadtteilplanung und Baugenehmigungsvergabe festgelegt.
Perry entwickelte die Detailplanung mit Vorgaben für die einzelnen einzubindenden Bauträger. Er überzeugte Okoński von der Profitabilität durch eine Langfriststrategie: kurzfristige Gewinnmaximierung durch schnellen Verkauf und Bebauung einzelner Parzellen würde mittelfristig einen wenig attraktiven Stadtteil und damit geringeren Vermögenswert entstehen lassen. Da zur langfristigen Strategie die einzelnen Bauträger überzeugt werden mussten, nahm Okoński an, dass das Gesamtprojekt innerhalb von 10 bis 12 Jahren zu realisieren sei. Die Gesamtkosten sollten sich auf etwa 1 Milliarde EUR summieren. Stadt- und Distriktverwaltung einigten sich mit Prokom Investments auf den Abschluss einer öffentlich-privaten Partnerschaft, nach der das Unternehmen die Straßeninfrastruktur bauen und die Stadt diese über einen längeren Zeitraum abzahlen würde. Die Vereinbarung ermöglichte Prokom Investments die jederzeitige Anlage von Straßen, die die einzelnen Bauträger als Grundlage einer Investition erwarteten.
Im Herbst 2000 wurde bei der Distriktverwaltung der erste Teil des Masterplans eingereicht, der die Schaffung von rund zwei Millionen Quadratmeter Wohn-, Büro- und Handels- und Dienstleistungsflächen vorsah. Bereits im Januar 2001 wurde der darauf beruhende Bebauungsplan vom Distrikt Wilanów beschlossen und im Amtsblatt der Woiwodschaft Masowien bekanntgegeben.

### Erste Vertragsabschlüsse
Bereits im Dezember 2000 war von Prokom Investments ein zur Errichtung des Tempels der Göttlichen Vorsehung benötigtes fünf Hektar großes Baugrundstück zu Vorzugskonditionen an das Erzbistum Warschau übertragen worden. Im März 1999 hatte sich Krauze dazu mit Primas Józef Glemp geeinigt. Als Gegenleistung sollte die Kirche ein anderes Grundstück in Wilanów, dessen Rückübertragung erwartet wurde, an Prokom Investments weitergeben. Die Grundstücksabtretung vertiefte nicht nur die Kontakte Krauzes zur mächtigen katholischen Kirche Polens, sondern wirkte sich positiv auf die allgemeine Anerkennung des Projektes Miasteczko Wilanów aus.
Nach dem Projektausstieg von TrizecHahn übernahm eine niederländische Entwicklungsgesellschaft die Vermarktung des Handels- und Vergnügungszentrums des neu zu errichtenden Stadtteils. Hauptinvestor sollte dort der Lebensmitteleinzelhändler Auchan werden, der per Vorvertrag rund 15 Hektar Land von Prokom Investments erwarb. Erste Pläne zu dem Zentrum sahen einen exklusiven Einkaufsbereich mit 250 Geschäften, die sich um vier öffentliche Plätze gruppieren sollten, vor. Verbindungswege sollten von Glasdächern bedeckt sein. Außerdem war die Anlage von Restaurants, Kino, Theater und einer Tiefgarage geplant. Die Auswahl Auchans führte zu Widerstand von Konkurrenten. Unter anderem intervenierten Carrefour und die Metro-Gruppe, die ebenfalls Baupläne in der Umgebung hatten, gegen die Erteilung einer Baugenehmigung, da bisherige Bebauungspläne von der Distriktverwaltung zugunsten des Auchan-Projektes in Miasteczko Wilanów geändert wurden.
Erste Wohnanlagen sollten von einem Konsortium israelischer Immobilienentwickler errichtet werden: Olimpia Real Estate Holding, Ben Zakar Gat und Rubanenko. Die geplanten Wohnanlagen hätten Wohnraum für 15.000 Einwohner schaffen sollen. Im Jahr 2001 konnte Prokom Investments das erste Baugrundstück an das Immobilienunternehmen Robyg verkaufen. Das Unternehmen erwarb 8,4 Hektar und ging für den Bau einer Wohnanlage eine 51 %/49-%-Mehrheitspartnerschaft mit Prokom Investments ein. Ebenfalls wurde ein Vertrag über die Errichtung der neuen deutschen Schule abgeschlossen.
Der Verkauf des Baugrundstückes an Robyg erwies sich als profitabel für Prokom Investments. Nach Schätzungen der Zeitschrift Forbes hatte Prokom rund 350 Złoty per Quadratmeter Bauland investieren müssen (Kauf und Erschließungskosten). Der Verkaufspreis lag bei etwa 800 Złoty/Quadratmeter. Durch die Beteiligung am Bauträger verdiente Prokom erneut. Das Beteiligungsmodell setzte Prokom Investments auch bei den Entwicklern Fadesa Polska (einer Tochtergesellschaft der spanischen Fadesa Inmobiliaria) und PKO Inwestycje (Tochtergesellschaft der polnischen PKO Bank Polski) durch. Zur 51 %/49-%-Minderheitsbeteiligung am Bauträger Wilanόw Investments wurde von der Presse berichtet, dass bei 1.900 verkauften Wohneinheiten ein gemeinsamer Gewinn von 120 Millionen Złoty realisiert wurde (18 % Rendite). Der Baulandverkauf an die drei Bauträger betraf etwa 20 % der zu veräußernden Baulandfläche, Prokom Investments erlöste dabei ca. 75 Millionen Dollar.
Anfang 2002 stellte Okoński fest, dass Prokom Investments bis zu diesem Zeitpunkt rund 120 Millionen Dollar für den Erwerb der Landflächen und ersten Infrastrukturbaumaßnahmen sowie Dienstleistungen aufgewandt habe. Es sei geplant, in den nächsten rund fünf Jahren weitere etwa 40 Millionen Dollar in den Kanalisations- und Straßenbau zu investieren. Die Gesamtprojektkosten schätzte Okoński damals auf etwa 1 Milliarde Dollar.

### Baubeginn

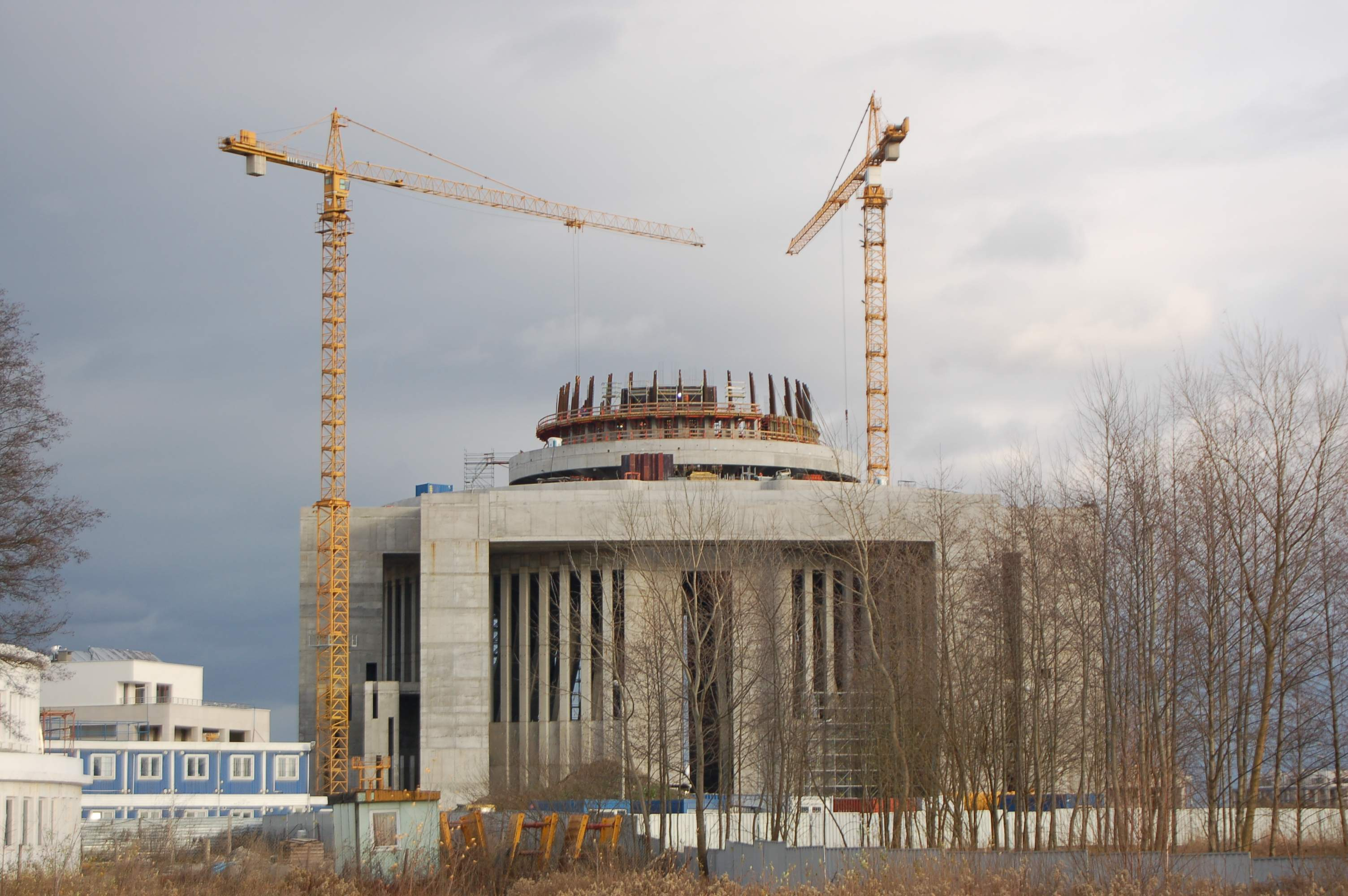
Bauzustand des Tempels der Göttlichen Vorsehung im sechsten Baujahr, November 2009

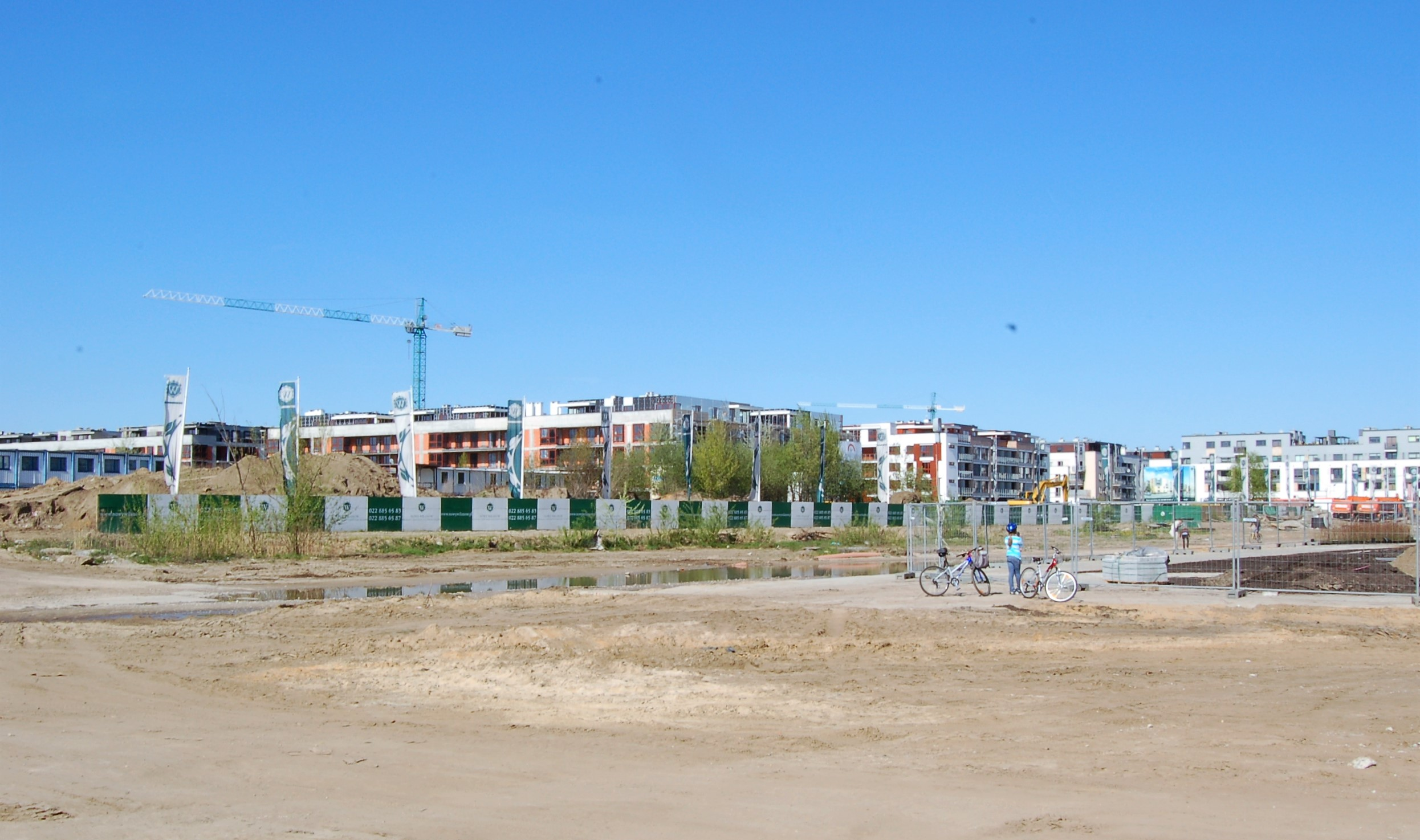
Errichtung einer Wohnanlage im Jahr 2010

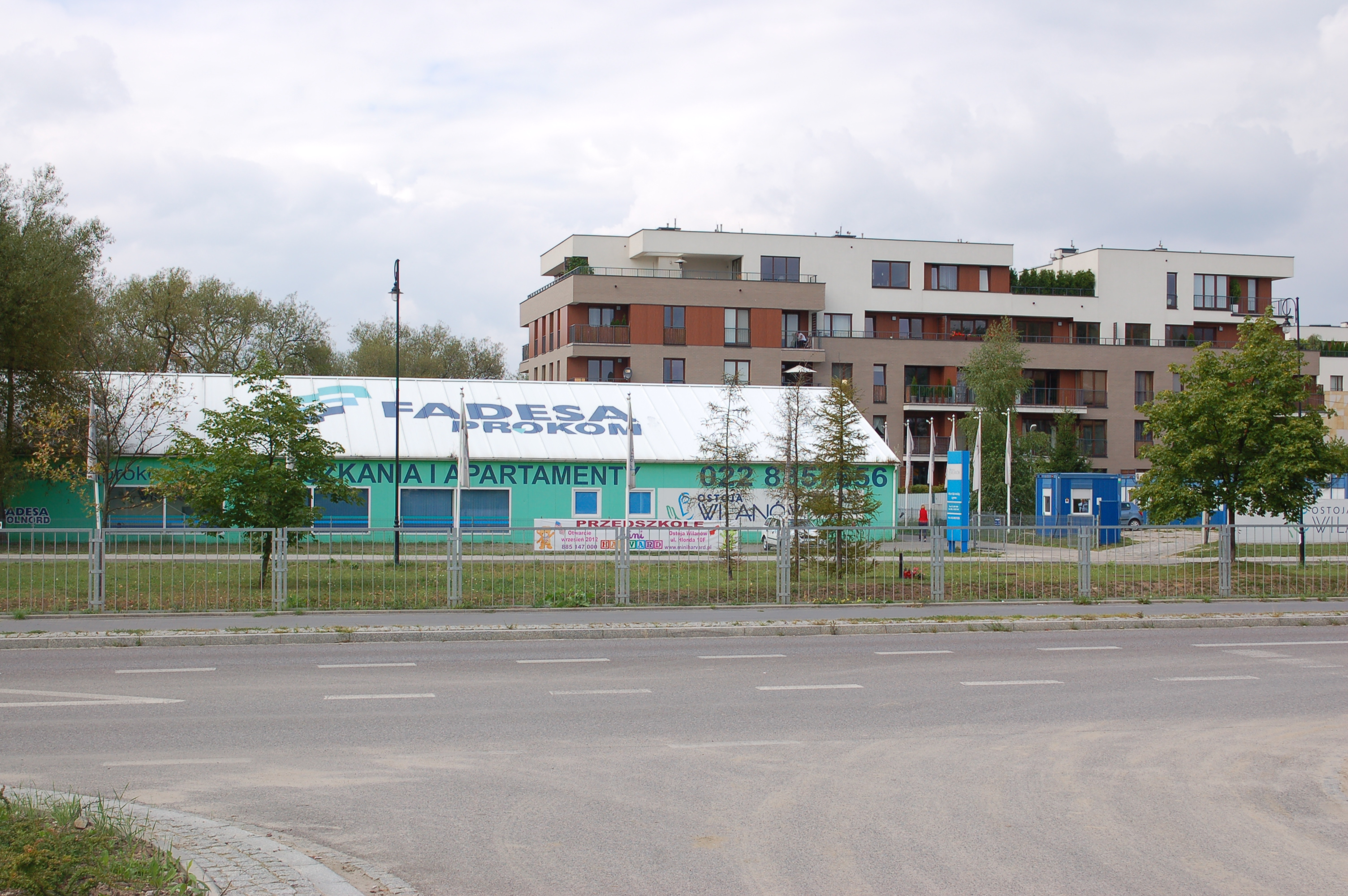
Verkaufspavillon einer Fadesa-Prokom-Wohnanlage im Sommer 2012

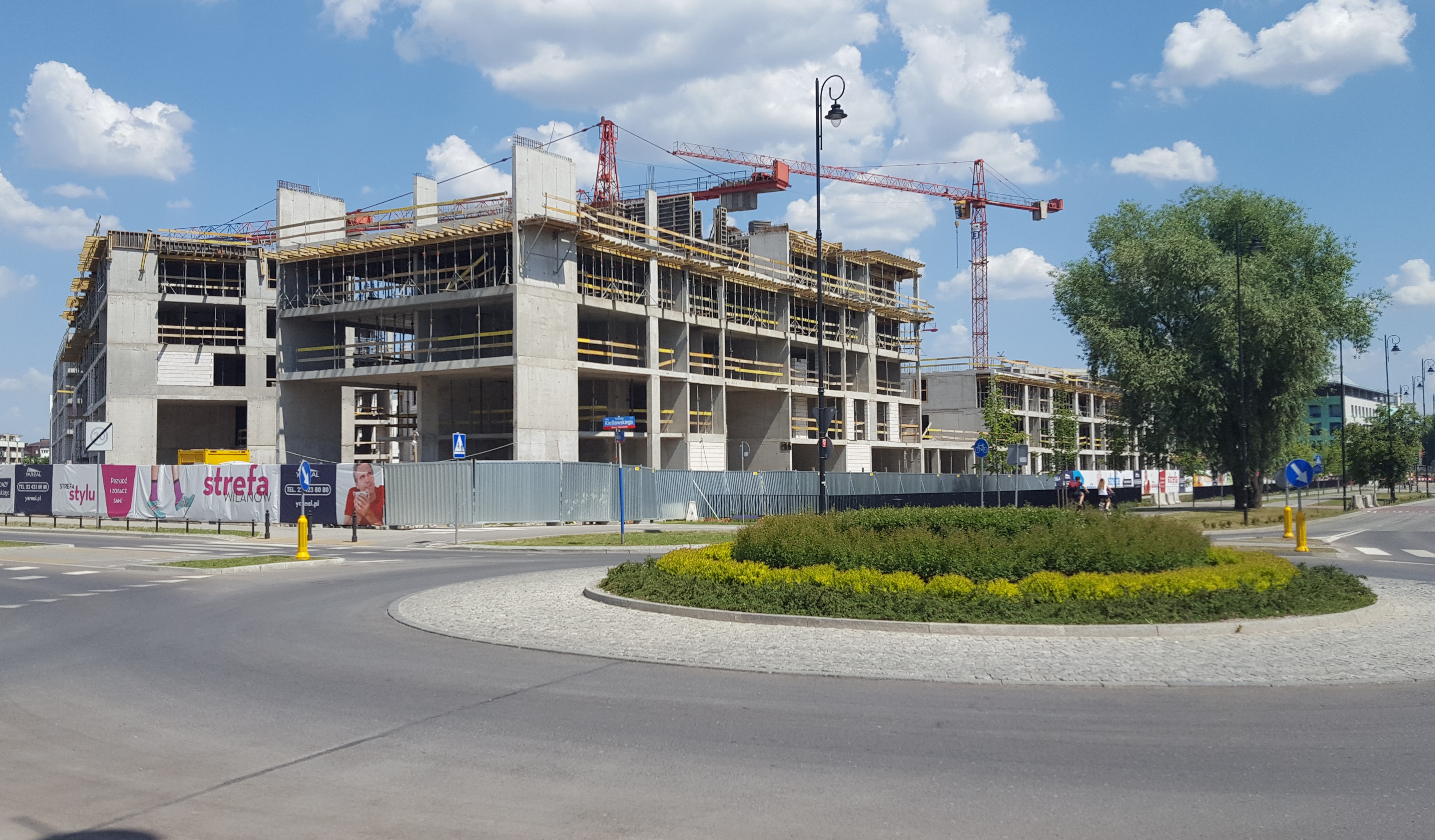
Eines der letzten Bauprojekte in Miasteczko Wilanów: Der Yareal-Neubau auf den Garagen und Fundamenten des abgerissenen Rohbaus zur Wohnanlage des türkischen Investors Deniz, Sommer 2018

Im Jahr 2001 wurde der Grundstein für den Bau eines neuen Rathauses gelegt. Die Bauarbeiten begannen kurz darauf. Robyg begann mit dem Bau der ersten Wohnanlage (“Nowa Rezydencja Królowej Marysieńki”, 1. Phase) Anfang des Jahres 2002. Ende 2003 konnten die ersten Wohnungen übergeben werden, im Mai 2004 zogen erste Bewohner des neuen Stadtteils in die Anlage an der Ulica Klimczaka. Im Jahr 2003 erfolgte der Baubeginn des Tempels der Göttlichen Vorsehung.
Da sich der Abverkauf der Wohnungen (im Anzahlungssystem gemäß Baufortschritt) zunächst besser entwickelte als von den ersten Entwicklern erwartet, konnten schnell weitere Investoren gefunden werden: Im Jahr 2005 gründete die Israel Land Development Company (ILDC) mit dem Bauunternehmen Mill-Yon eine Tochtergesellschaft in Polen, über die Bauland in Miasteczko Wilanów erworben wurde. Der Baubeginn zur Wohnanlage „Aura Park“ fand 2006 statt; Prokom Investments war hier nicht am Bauträger beteiligt. Ebenfalls im Jahr 2006 gründete Prokom Investments mit der BRE Bank-Tochtergesellschaft Skarbiec Towarzystwo Funduszy Inwestycyjnych den Bauträger Skarbiec Nieruchomości 3 und errichtete auf einer Fläche von drei Hektar die Wohnanlage „Wilanόw – Królewskie Przedmieście“. Im Mai 2004 erwarb Skanska ein knapp vier Hektar großes Baugrundstück an der ostwärtigen Zufahrt zum Stadtteil. Der Entwickler plante, hier zwei Bürogebäude sowie ein 4-Sterne-Hotel zu errichten. Das erste Objekt sollte 2006 fertiggestellt sein. Im Jahr 2006 wurden rund 800 Wohneinheiten fertiggestellt, im Folgejahr waren es 1.500. Zum Ende des Jahres 2006 hatte der (gesamte) Bezirk Wilanow rund 15.700 angemeldete Einwohner.
2007 begann der Bau des Medicover-Krankenhauses. 2008 erwarb die zur spanischen Acciona gehörende Acciona Nieruchmości 3,4 Hektar zur Errichtung der „Apartamenty Atmosfera“, die (erste Phase) Ende 2010 übergeben wurden. Auch ein Unternehmen der Hines Interests Limited Partnership erwarb 2008 Baugrund für ein geplantes Wohnprojekt („Apartamenty Impresja“). Ebenfalls 2008 wurde die Errichtung der Wohnanlage von Wilanów Investments begonnen (Joint-venture von PKO Inwestycje und Prokom Investments).

### Übernahme von Polnord
Im August 2007 übertrug Prokom Investments die Rechte an seinem Landbesitz in Miasteczko Wilanów an die Polnord S. A., an der Prokom bereits als Minderheitsgesellschafter beteiligt war. Im Gegenzug erhielt Prokom Investments weitere rund 5 Millionen Aktien von Polnord zu einem Preis von je 126,64 Złoty. Die übertragenen Rechte an der Nutzung von rund 80 Hektar wurden mit 636 Millionen Złoty bewertet.
Als Grund für die Transaktion wurden nicht näher erläuterte Verwaltungsprobleme genannt. Da Krauze über seine Beteiligungen (25,7 %) auch nach der Übertragung noch die Kontrolle über die Entwicklung von Miasteczko Wilanów ausüben konnte, nahmen Wirtschaftsjournalisten an, der Verkauf diene der Steigerung der Bewertung und damit Kreditwürdigkeit von Prokom Investments. Wegen der Übernahme der Flächen und weiteren Entwicklung des Stadtteils sowie damit verbundener Renditeankündigungen, vervielfachte sich der Börsenkurs von Polnord. Zur Verwendung des übernommenen Landbesitzes hatte der damalige Vorstand der Polnord, Wojciech Ciurzyński, ausgeführt, dass 30 Hektar für Infrastrukturbaumaßnahmen an die Stadt verkauft werden sollten. Weiterhin sei der Bau von zusätzlichen Wohnanlagen (390.000 Quadratmeter), Bürogebäuden (180.000 Quadratmeter) und einem Handelszentrum (90.000 Quadratmeter) geplant. Da die Umsatzrendite bei den Projekten etwa 30 % betragen würde, sei über die folgenden Jahre ein Gesamtgewinn von zwei bis 2,3 Milliarden Złoty zu erwarten.
Polnord, die neue Eigentümerin der noch zu bebauenden Flächen in Miasteczko Wilanów, war ein traditionelles Bauträgerunternehmen, dass sich nicht wie vormals Prokom Investments unter Okoński (und mit Unterstützung von Perry) als Generalentwickler/Master Developer im Sinne einer stadtarchitektonischen Projektleitung sah. Vorgaben an Käufer und Entwickler einzelner Bauparzellen und deren Überprüfung wurden reduziert, um einen schnelleren Verkauf dieser Parzellen zu erreichen. Die angekündigten Gewinne konnte Polnord trotz dieser Strategie jedoch nicht erzielen. Der in Folge eintretende Wertverlust der Polnord-Anteile von Prokom Investments verschärfte die zunehmenden finanziellen Probleme Krauzes und führte zu einem Verkaufsversuch im Jahr 2014.

### Negative Entwicklung
Ab Sommer 2007 machten sich die Auswirkungen der Immobilienkrise in den USA auch in Polen bemerkbar. In den Jahren 2008 bis 2010 fielen die Immobilienpreise in Warschau; die Entwicklung betraf auch Miasteczko Wilanów. Ausländische Investoren wollten (oder konnten mangels Finanzierungsmöglichkeit durch Banken) zu der Zeit nicht mehr in das neue Stadtviertel investieren. Die Zurückhaltung der Banken bei Kreditvergabe betraf auch die um Hypothekendarlehen anfragenden Wohnungskäufer. Bereits begonnene Wohnungsbauprojekte wurden zwar nicht eingestellt; auch die Investition der Fadesa-Tochtergesellschaft konnte trotz Insolvenz der Muttergesellschaft abgeschlossen werden. Auchan allerdings entschied, das geplante Handelszentrum nicht zu realisieren. Mitte 2008 teilte auch Skanska mit, den angekündigten Bau des Geschäfts- und Hotelkomplexes nicht zu verwirklichen. Die seit Jahren vor sich hin rostende Bauruine des Rathauses wurde zum Sinnbild des Stillstandes.
Negativer wirkte sich auf den Wohnungsbau und die Immobilienpreise aber zunehmend der Mangel an Infrastruktur aus. Wütende Einwohner beklagten sich, dass die Versprechungen der Wohnungsentwickler nicht eingehalten worden waren; Miasteczko Wilanów entwickelte sich nach Meinung befragter Stadtplaner und Architekten zu einer reinen Schlafstadt, nicht zu der geplanten Stadt-in-Stadt-Struktur. Die in den Verkaufsprospekten genannten Parks, öffentlichen Plätze und Einkaufsmöglichkeiten waren nicht realisiert worden. Dafür vorgesehene Flächen lagen teilweise brach oder waren stattdessen zum Bau weiterer Wohnlagen verkauft worden. Das von verschiedenen Bauträgern als „Gartenstadt“ angekündigte Stadtviertel verfügte nur über wenige Grünflächen. Anstelle des angekündigten lebenswerten Stadtteils Warschaus herrschte nach Ansicht vieler Kritiker triste Vorstadtatmosphäre. Die Idee, zu Beginn des 20. Jahrhunderts in Polen ein Wohnviertel errichten zu können, das den Regeln des New Urbanism folgte, schien gescheitert zu sein. Verkaufschancen für neue Projekte sanken.
Im infrastrukturellen Bereich wurden vor allem die schlechte Verkehrsanbindung und der Mangel an öffentlichen Kindergarten- und Schulplätzen kritisiert. Die vorhandenen Straßen erlaubten keinen Einsatz von Linienbussen und führten aufgrund einer unzureichenden Gesamtverkehrsführung zu erheblichen Staus in den Hauptverkehrszeiten. Ursache dieser Probleme waren Auseinandersetzungen zwischen dem Generalentwickler Polnord und der Stadt- bzw. Distriktverwaltung über die Verantwortung für die Ausführung der jeweiligen notwendigen Investitionen. Beide Seiten warfen sich entsprechende Versäumnisse vor. So weigerten sich städtische Behörden, neue Straßen vor Fertigstellung aller Wohnanlagen zu bauen, weil sie befürchteten, dass diese dann von noch einzusetzendem schweren Baugerät beschädigt werden könnten. Auch die Forderung der Distriktverwaltung nach dem Bau von Bildungseinrichtungen wurde von der Stadt zunächst abschlägig beschieden; besonders der notwendige Erwerb teurer Grundflächen wurde abgelehnt. Ende der 2000er Jahre waren zwar bereits 60 % der Wohnanlagen fertiggestellt, aber erst 30 % der Infrastruktur.
Zusätzlich kam es zwischen Polnord, dem Masterplaner Perry und den einzelnen Bauträgern zu Streit. Das von Perry entwickelte Gesamtkonzept hatte unter dem Druck fallender Verkaufspreise zu wenig verbindliche Kraft. Um Investoren zu gewinnen, wurden Zugeständnisse zu Lasten der Allgemeinheit gemacht. So kam es zu Einzäunungen von Wohnanlagen (Gated communities), die ursprünglich nicht stattfinden sollten, und die nun den öffentlichen Raum weiterhin beschnitten. Die entstandene städtebauliche Freiheit wurde von Investoren ausgenutzt; so wurde beispielsweise die Vorgabe, Tiefgaragen zu errichten, umgangen. Die Bebauung wurde dichter als vorgesehen, womit zusätzlicher Infrastrukturbedarf entstand. Die Tatsache, dass der Masterplan zwar Schulen vorgesehen, nicht aber eine Aufteilung auf öffentlich und privat betriebene Institute vorgenommen hatte, führte zum Ausbleiben öffentlicher Investitionen. Warschauer Stadtplaner wie Marek Sawicki, Grzegorz Buczek oder Pawel Detko warfen den Behörden vor, bei der Bebauungsplanung des Stadtviertels kurzsichtig gehandelt zu haben. Es sei versucht worden, den finanziellen Aufwand des Distriktes durch Abgabe von Aufgaben der öffentlichen Hand an private Investoren zu reduzieren; dieses Prinzip sei gescheitert und am Ende teurer. Schließlich kam es zwischen den Bewohnern von Miasteczko Wilanów (vertreten von den einzelnen Hausverwaltungen), der Distriktverwaltung, Polnord und den Entwicklern sogar zu Auseinandersetzungen, wer für Sauberkeit, Pflege und Ordnung der jeweils umliegenden Grünflächen sowie die Schneeräumung der Bürgersteige und Straßen zu sorgen habe.
Das Projekt Miasteczko Wilanów hatte seit seiner Ankündigung großes Interesse der Medien und Warschauer Bevölkerung hervorgerufen. Anwohner hatten das Gefühl, neidisch betrachtet zu werden. Mit den wachsenden Problemen im neuen Stadtteil schlug dieser Neid in Häme um. Zu der Zeit wurde der Ausdruck „Lemingrad“ geprägt. Ende 2010 lebten in Miasteczko Wilanów 21.800 Einwohner.

### Erneuerung
Zwei Ereignisse führten zu einer Wende. Bei den Gemeindewahlen im Jahr 2010 gehörte Wilanów zu den zwei Distrikten Warschaus, bei denen die Platforma Obywatelska Stimmen verlor. Die Stimmen in Miasteczko Wilanów waren dabei ausschlaggebend. Das Ergebnis war auf die Unzufriedenheit mit der infrastrukturellen Entwicklung und dem verantwortlichen Bürgermeister zurückzuführen. Die Regierungspartei hatte nun nur noch sieben Sitze im Rat, die Interessensvertretung von Miasteczko Wilanów (SMW) erhielt zwei Mandate. Die PO Wilanów zog Konsequenzen: Rafał Miastowski trat als Bürgermeister aus „persönlichen Gründen“ zurück, seinen Posten übernahm Ludwik Rakowski.
Zum anderen konnten Einwohnerinitiativen einen Teil der Bewohner zu Selbsthilfeaktionen motivieren. Da keiner der städtischen oder privaten Träger die versprochenen Maßnahmen zur Verschönerung des Stadtteils umsetzten, wurden die Einwohner von Miasteczko Wilanów im Frühjahr 2010 selbst aktiv. Auf Initiative von IN-VI wurden in einer ersten Gemeinschaftsaktion (“Move and Plant”, Mai 2010) geplante Grünanlagen mit 500 Büschen bepflanzt. Ungenehmigte Werbung (mehrere hundert Plakatwände, Banner und Hinweistafeln) wurden entfernt. Etwa 100 Einwohner beteiligten sich an dieser Maßnahme. In der Folge kam es zu weiteren Aktionen unter der Leitung von IN-VI, die unter anderem zu einer einheitlichen Gestaltung der Bürgersteige und Grünanlagen in der Ulica Sarmacka führten. Der neue Bürgermeister beteiligte sich persönlich an Pflanzaktionen der Einwohner. Schließlich entstand durch ausdauernde Gespräche von IN-VI mit den Verantwortlichen in der Distriktverwaltung und bei den Entwicklern die Bereitschaft, zur Verbesserung der Lebensqualität der mittlerweile rund 20.000 Bewohner von Miasteczko Wilanów beizutragen.
Im Jahr 2011 wurden in Miasteczko Wilanów mit Bezug auf die Einwohnerzahl mehr Wohnungen fertiggestellt als anderswo in Polen (51 Wohneinheiten auf 1000 Einwohner). Damit lebten mehr als 50 % aller Einwohner des Distriktes Wilanów im neuen Stadtviertel. Im Oktober 2014 waren es bereits 29.500 Menschen.

### Jüngere Entwicklung
Die Umsetzung von Infrastrukturmaßnahmen resultierte in einer Aufwertung des Stadtviertels. Neben der Eröffnung von zwei öffentlichen Schulen (Vorschule Nr. 420 im September 2014 und Grundschule Nr. 358 im September 2016) gehörte dazu auch die Ausstattung der Straßen mit einem historisierenden Beleuchtungssystem in Form von sogenannten „Pastoralen“. Trotzdem noch im Jahr 2015 jeder vierte Wohnungseigentümer seine Immobilie verkaufen wollte, führte die Nachfrage nach Wohnraum in Miasteczko Wilanów zu einem Anstieg der Bevölkerung auf rund 35.000 Menschen zu Beginn des Jahres 2018. Damit leben 10.000 bis 12.000 Menschen auf einem Quadratkilometer. Obwohl die Wohnanlagen nur bis zu fünf Stockwerke hoch gebaut werden durften, wurde so die höchste Bevölkerungsdichte Warschauer Stadtteile erreicht. Sie ist dreimal höher als der Warschauer Durchschnitt.
Die Entstehung und Entwicklung von Miasteczko Wilanów verlief teilweise geplant, teilweise nicht. Das Projekt stieß auf und überwand den Widerstand der privaten Wirtschaft sowie Unregelmäßigkeiten des öffentlichen Sektors und nähert sich Ende der 2010er Jahre der Realisierung der Grundideen seiner Planer an. Trotz nicht perfekter Umsetzung wurde die Idee des Stadtteils zur Inspiration für viele Entwickler in anderen Städten.

## Konflikte und Skandale
Wie bei den meisten Infrastrukturprojekten in einer solchen Größenordnung kam es auch in Miasteczko Wilanów zu verschiedenen, medienwirksamen Skandalen. Kleinere betrafen den Bau einzelner Wohnanlagen und Auseinandersetzungen zwischen Bauträgern und Kunden. So kam der Bau der Wohnsiedlung „Oaza“ im Jahr 2016 in die Kritik, weil auf der Baustelle nordkoreanische Arbeiter beschäftigt wurden. Sie wurden von Warschauer Medien als „Arbeitssklaven“ bezeichnet. Zwei Politikern wurde vorgeworfen, bei der Genehmigungserteilung in einem Interessenkonflikt gestanden zu haben.
Auch die Überschwemmungsproblematik wurde öfters thematisiert. Zum einen droht dem Stadtteil nach Meinung mancher Fachleute bei einem möglichen Dammbruch an der Weichsel bei Hochwasser eine Überflutung. Die Dämme im Stadtbereich seien zwar stark genug, um auch einem Jahrhunderthochwasser standzuhalten, der Damm zwischen Konstancin-Jeziorna und Siekierki sei jedoch in einem schlechteren Zustand. Sollte er hier brechen, könnte Weichselwasser den neuen Stadtteil erreichen. Zum anderen ließen in der Vergangenheit mehrmals starke Regenfälle den Służewiecki-Kanal soweit steigen, dass es in angrenzenden Wohnanlagen teilweise zu Wassereinbrüchen in den Kellern kam. Grund war hier oftmals die schlechte Wartung (Entfernung von Pflanzen und Müll) des Kanals. Überregional wahrgenommen und teilweise politisch bedeutsam waren andere Fälle:

### Jacksonlandia
Kurz nach Ankauf der Landflächen des zukünftigen Stadtviertels durch Prokom Investments meldete der Warschauer Rechtsanwalt Stanisław Sołtysiński im Namen von Michael Jackson (bzw. dessen Vertreter Amnon Shiboleth) Ansprüche seines Mandaten auf einen Teil des Grundstückes an. Vorvertragspartei Halski (…) hatte vor Vertragsabschluss mit Krauze bereits 30 Hektar für den Bau eines Vergnügungsparkes an Jackson abgetreten; Krauze war dieser Umstand bei Vertragsunterzeichnung (des ersten Teilvertrages) nicht bekannt. Die geplante Investition von Jackson ging durch die Medien. Fälschlicherweise wurde kolportiert (so durch Gazeta Wyborcza im Mai 1999), Krauze selbst habe die Vereinbarung herbeigeführt und Jackson 70 Hektar seiner Landfläche abgetreten.
Ein solcher Vergnügungspark („Jacksonlandia“) hätte nicht in das Konzept des neuen Stadtteils gepasst. Zur Klärung der Situation flog Okoński nach München, um Jackson anlässlich dessen Auftritt im Olympiastadion München am 27. Juni 1999 zu treffen. Da Jackson während seines Auftrittes stürzte, wurde der Termin (wie auch die weitere Europa-Tour) abgesagt; in Folge sagte der Künstler Pläne zu einem Vergnügungspark in Polen ab, obwohl diese Idee von führenden Regierungspolitikern unterstützt wurde. Michał Strulak (AWS Akcja Wyborcza Solidarność), Bürgermeister von Wilanów, gab im Juli 1999 bekannt, dass in Wilanów kein Vergnügungspark gebaut werden würde. Nach der Absage Jacksons konnte Prokom Investments den Vorvertrag mit Shiboleth aufheben lassen.

### Bau des Rathauses

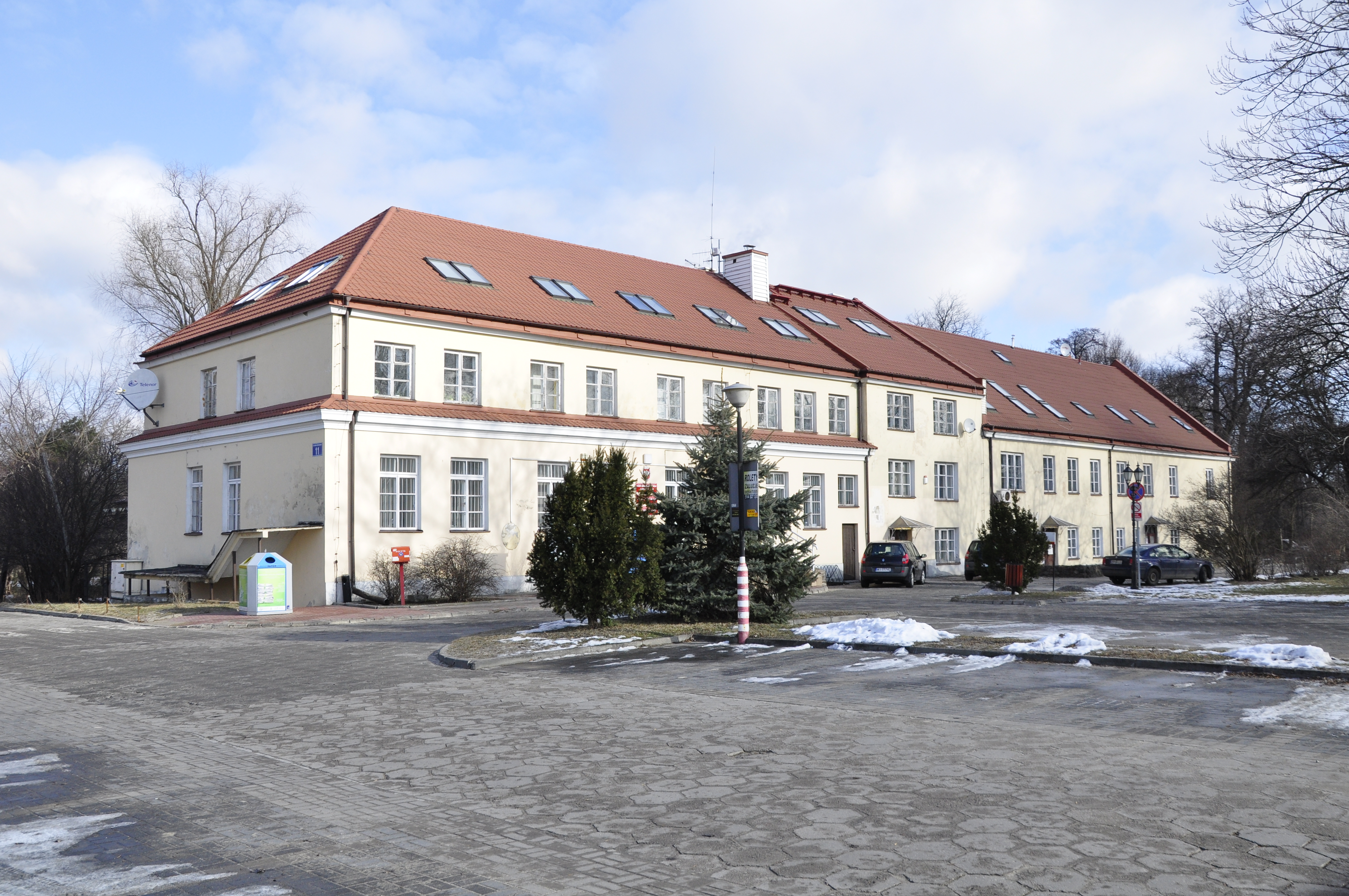
Das von 2002 bis 2014 von der Distriktverwaltung genutzte Gebäude in der Ulica Potockiego Stanisława Kostki

Die Entstehungsgeschichte des im Jahr 2014 fertiggestellten heutigen Rathauses von Wilanów wurde von der Presse als „episch“ bezeichnet. Die Probleme beim Bau und deren Überwindung wurden als stellvertretend für die Entwicklung von Miasteczko Wilanów wahrgenommen.
Seit dem Jahr 2002 nutzte die Distriktverwaltung wegen der Verzögerung des Neubaus provisorisch ein historisches Gebäude in der Ulica Potockiego Stanisława Kostki, das zu dem ehemaligen Brauereikomplex der Wilanówer Herrschaft gehörte. Der Distrikt mietete dieses Gebäude von der Landwirtschaftlichen Universität an.
Im September 2001 fand die Grundsteinlegung für das neue Wilanower Rathaus, ein daneben liegendes Verwaltungsgebäude sowie einer sich anschließenden Wohnanlage am Anfang der zukünftigen Ulica Klimczaka statt. Anwesend waren der polnische Primas Józef Glemp und der türkische Botschafter in Polen. Glemp trug auf der Feier ein Schulgedicht vor, das die Vernichtung der Türken vor Wien durch König Jan Sobieski zum Inhalt hatte, was zu einer leichten Verstimmung der türkischen Diplomaten führte. Das Gesamtprojekt war ein Joint-venture in Form einer öffentlich-privaten Partnerschaft (Ratusz Wilanów Sp. z o.o.) zwischen einem türkischen Bauträger (Deniz Investment Company mit dem Hauptgesellschafter Osman Yildiz) und der Stadtdistriktverwaltung Wilanów. Die Gemeinde hielt 80 % an der Investmentgesellschaft. Der Vertrag sah vor, dass die Deniz Investment Company das Rathaus errichten und im Gegenzug rund 3 Hektar Bauland sowie eine Baugenehmigung für die Errichtung des Bürogebäudes sowie der Wohnanlage erhielt. Der Wert des Grundstückes, welches die Distriktverwaltung beisteuerte, hatte ein Wert von rund 7 Millionen USD. Das mit der Gestaltung der Gebäude beauftragte Architektenbüro war APA Kurylowicz & Associates.

#### Erste Probleme
Der geplante Baubeginn im August 2001 musste um einen Monat verschoben werden, da es zu Problemen um die Erteilung einer Bankbürgschaft über 5 Millionen USD für Deniz Investment Company kam. Die Fertigstellung des Rathauses sollte dennoch termingerecht zum September 2002 erfolgen. Bereits zur Grundsteinlegung wurden Vorwürfe gegen die bislang nicht als Immobilienentwickler hervorgetretene Deniz Investment Company laut. Es war bekannt geworden, dass Deniz Investment Company Schulden (vier Millionen Złoty) gegenüber dem Unternehmer Dariusz Przybyła hatte. Im Rahmen des Vollstreckungsverfahrens hatte ein Gerichtsvollzieher kurzzeitig eine Mehrheit der Gesellschafteranteile für Przybyła übernommen, der sich in Folge als Geschäftsführer der Deniz Investment Company einsetzte. Als er in dieser Funktion den bisherigen Geschäftsführer, Arkadiusz Mazur, des Büros verwies, kam es zur Eskalation mit Morddrohungen. Polizei und Staatsanwaltschaft wurden eingeschaltet.

#### Grundwasserproblematik
Die Ende 2002 begonnenen Erdarbeiten beinhalteten ein Abpumpen von in die Baugrube eindringendem Grundwasser, was zur Ausbildung eines Absenkungstrichters mit einem unerwünschten Absenken des Grundwasserspiegels auch im nahegelegenen Schlosspark von Wilanów führte.

#### Bestechungsskandal

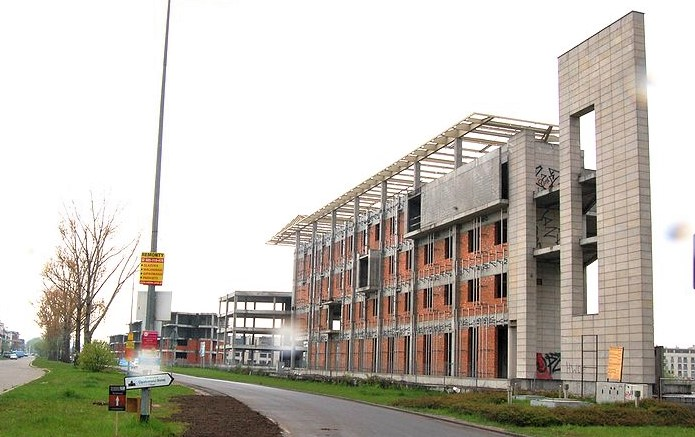
Bauruine des Rathauses im Jahr 2010

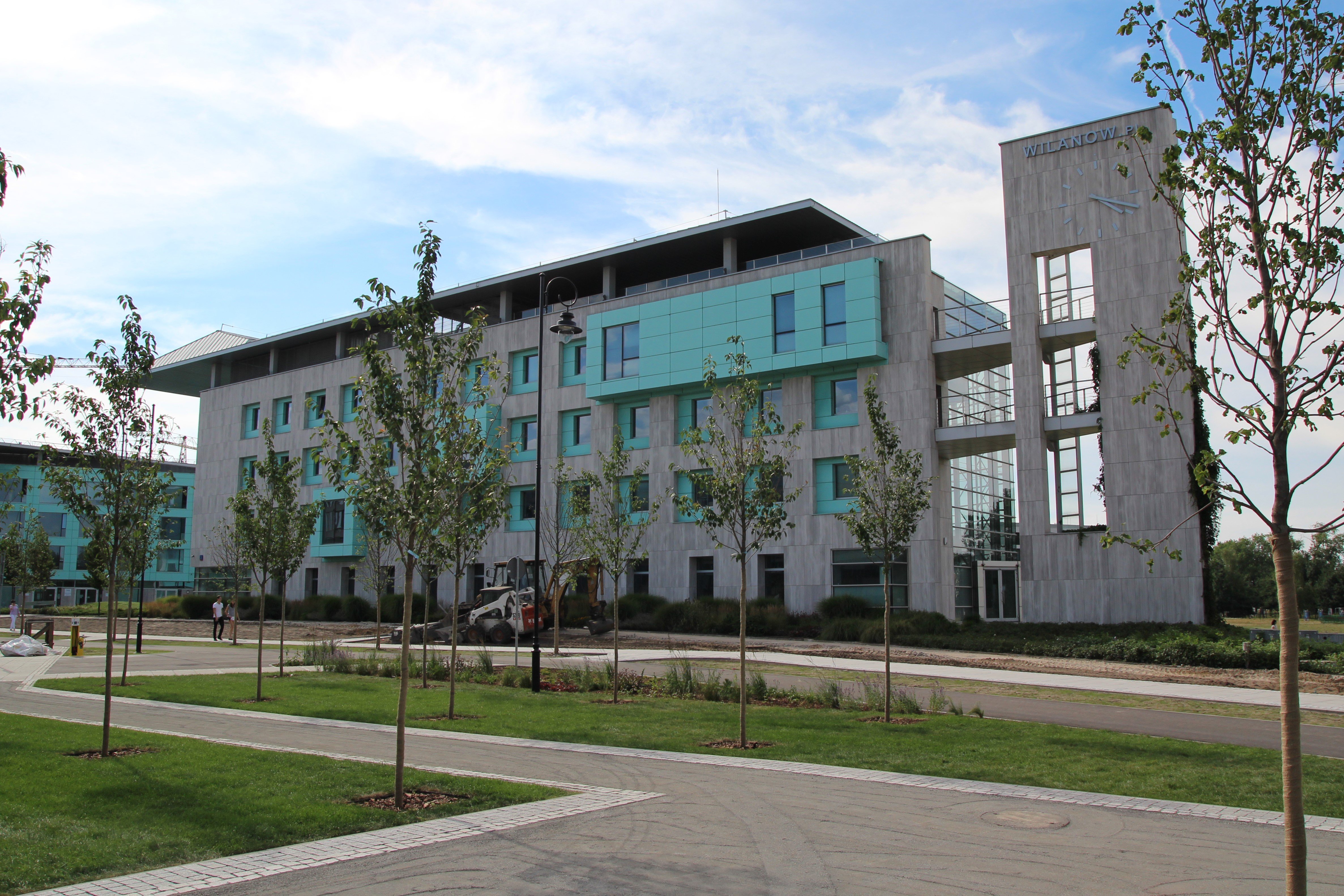
Das fertiggestellte Rathaus im Jahr 2018

Noch im Rohbaustadium wurde der Bürgermeister von Wilanów, Michał Strulak, wegen Bestechungsannahme seitens Mitarbeitern des türkischen Bauunternehmens verhaftet und drei Monate inhaftiert. Im Jahr 2007 nahm das Zentrale Ermittlungsbüro (Centralne Biuro Śledcze) die Mitglieder des Gemeindevorstandes fest, die die Ausschreibung entschieden hatten. Acht Personen wurden angeklagt. Wegen des Todes des vormaligen Bürgermeisters Strulak im Februar 2011 wurde das Verfahren gegen ihn eingestellt. Sein damaliger Stellvertreter, Wojciech Witecki, wurde im Sommer 2011 zu einer zweijährigen Bewährungsstrafe verurteilt. Das Gericht sah es als erwiesen an, dass der Deniz Investment Company Informationen zur Ausschreibung zugespielt worden waren. Weitere Verurteilungen (Bewährungs- und Geldstrafen) wurden gegen weitere ehemalige Mitarbeiter des Rathauses sowie gegen Vertreter der türkischen Gesellschaft ausgesprochen. Insgesamt wurde den Verurteilten vorgeworfen, rund 30.000 USD Bestechungsgelder angenommen zu haben.

#### Stillstand
Die Bautätigkeiten am Rathaus und den weiteren Gebäuden kamen aufgrund der Bestechungsproblemtik sowie finanzieller Probleme bereits im Jahr 2002 praktisch zum Erliegen. Für die nächsten elf Jahre wurden sie nicht wiederaufgenommen; in der Zeit standen die Rohbauten des Projektes als Ruine.
Der Distriktverwaltung gelang es nicht, die der Deniz Investment Company korrekt erteilte Bauerlaubnis widerrufen zu lassen. Ein solcher Widerruf wäre zur Neuausschreibung aber notwendig gewesen, da eine zusätzliche Bauerlaubnis für dasselbe Objekt nicht erteilt werden konnte. Die aufsichtführende Behörde hätte aber erst bei einem zweijährigen Baustillstand die Erlaubnis widerrufen können. Entsprechende Überprüfungen fanden statt. Obwohl nicht sichtbar, behauptete der Bauträger, regelmäßig am Projekt zu arbeiten. Noch im Jahr 2009 konnte die Behörde von der Deniz Investment Company überzeugt werden, dass an den vor sich hinrostenden Gebäuden weiterhin gearbeitet würde.

#### Fertigstellung
Der Weiterbau konnte erst im Jahr 2013 wieder aufgenommen werden. Als Bauunternehmen wurde die Lubliner Baufirma Henpol verpflichtet. Kurz nach Arbeitsbeginn meldete das Unternehmen Konkurs an. Henpol hatte bei Straßenbauaufträgen hohe Verluste realisiert, konnte Gläubiger nicht befriedigen und war vom Gericht unter Konkursverwaltung gestellt worden. Von einem anderen Unternehmen wurde der Bau mit einer leichten Verzögerung von 27 Tagen abgeschlossen. Da der ursprünglich geplante Bau wegen des starken Einwohnerzuwachses von Miasteczko Wilanów bereits zu klein geworden war, wurde ein Teil der Funktionen in das vormals als Bürohaus konzipierte zweite Gebäude ausgelagert. Hier sind heute u. a. das Standesamt und eine Polizeistation eingerichtet.

### Verkauf der Kanalisation
Da es auf dem landwirtschaftlichen Gelände bei Erwerb durch Prokom Investments keinerlei Infrastruktur gab, musste das Unternehmen zunächst die notwendigen Bauarbeiten für die Kanalisation von Frischwasser, Abwasser und Regenwasser vornehmen. Insgesamt wurden mehr als 10 Kilometer Rohre und Sammelanlagen verlegt. Im Jahr 2006 wurde die Kanalisation des neuen Stadtteils an die neu erbaute, städtische „Kläranlage Süd“ (Zakład Południe) in Wilanów-Zawady angeschlossen.
1999 war zwischen Krauze und der Distriktverwaltung eine Vereinbarung abgeschlossen worden, der die zukünftige, kostenfreie Übertragung dieses Netzes an die öffentliche Hand vorsah. Als Bedingung zur Erfüllung dieser Verpflichtung wurde eine Nichterhöhung der Pacht für den Nießbrauch des Grundes vereinbart. Diese Vereinbarung konnte vom Distrikt allerdings nicht eingehalten werden, da nicht er, sondern die ANR – Agencja Nieruchomości Rolnych (Agentur für landwirtschaftliches Eigentum) in Vertretung des Eigentümers des Grundes, des Ministeriums für Staatsvermögen, für die Erhebung der Pacht zuständig war. Die Vereinbarung von 1999 war vom damaligen Bürgermeister des Bezirkes, Michał Strulak, unterzeichnet worden; es ist nicht bekannt, wieso er die Verpflichtung zur Nichterhöhung der Pacht akzeptierte; Strulak starb 2011. Die ANR erhöhte in den nächsten Jahren unter Protest von Prokom Investments regelmäßig die Pacht. Prokom Investments erklärte die Vereinbarung von 1999 in Folge für hinfällig und forderte die Investitionskosten für den Bau der Kanalisation von der Stadt zurück.
Mit dem Verkauf des Prokom-Besitzes in Miasteczko Wilanów an Polnord im Jahre 2007 übernahm der neue Eigentümer auch diese Forderungen gegen die Stadt. Polnord bestand auf einen Verkauf des Kanalisationsnetzes an die städtische Wasserversorgungsgesellschaft MPWiK. Der Wert des Netzes wurde (inklusive Zinsen) auf rund 100 Millionen Złoty beziffert. Nachdem der Streit auch im Jahr 2012 nicht beigelegt war, kam es zu Befürchtungen der Bewohner von Miasteczko Wilanów, dass Polnord sie wegen Nutzung der Wasserinfrastruktur auf bis zu 150 Millionen Złoty verklagen könnte, um so MPWiK unter Zugzwang zu setzen. Im Sommer 2014 eskalierten die Auseinandersetzungen zwischen Polnord und der Stadt. Das Unternehmen drohte im Sommer mit der Abschaltung des gesamten Kanalisationssystems zum September 2014. In Folge der Drohung übernahmen Mitarbeiter von MPWiK die Pumpstationen mit Gewalt und behaupteten, dass sie „in einem Zustand höherer Notwendigkeit“ handeln würden. Das Unternehmen reichte daraufhin Klage auf Zahlung von 57 Millionen Złoty zzgl. Zinsen (insgesamt 70 Millionen Złoty) für das Abwassernetz ein. Da die kommunale Wasser- und Abwassergesellschaft den Anspruch bestritt, folgte 2016 die Einreichung einer Folgeklage gegen die Stadt über weitere 52 Millionen Złoty für den Bau des Regenwasser-Entwässerungssystems.
Ein erstes Gerichtsurteil vom 3. November 2016 bezog sich auf die Verjährung von Anspruchsfristen. MPWiK wurde zu einer Zahlung für die verursachten Kosten der Abwasserentsorgung für einen Zeitraum ab 36 Monaten vor Klageeinreichung verurteilt. Ältere Ansprüche wurden abgewiesen.

### Verkauf des Straßennetzes
Auch bei der Finanzierung des notwendigen Straßennetzes kam es zu juristischen Auseinandersetzungen und Medienberichten. Im Rahmen der Grundsatzvereinbarungen zwischen Distrikt und Prokom Investments hatte das Unternehmen vor Baubeginn Grundstücke im Wert von rund 90 Millionen Złoty an den Distrikt kostenfrei abgetreten. Weiteren Landbedarf sollte die öffentliche Hand durch Ankauf decken. In Folge musste Prokom Investments gemäß dem vom Rat aufgestellten Flächennutzungsplan weitere Grundstücke in einer Größenordnung von 10 Hektar zum Bau von Straßen (u. a. Ulica Klimczaka, Ulica Branickiego und Aleja Rzeczpospolitej) bereitstellen. Über die Bezahlung und Bewertung dieser Grundflächen zerstritten sich die Parteien. Im Jahr 2009 forderte der neue Eigentümer dieser Ansprüche, Polnord, die Stadt zur Bezahlung der Flächen auf.
Zunächst hatte die Stadt und später als Aufsichtsinstanz auch die Woiwodschaft Masowien eine Verpflichtung zur Zahlung abgelehnt. Im Dezember 2011 entschied das Wojewódzki Sąd Administracyjny (WSA, erste Instanz der Verwaltungsgerichtsbarkeit in Polen) zugunsten Polnords. Die Stadt legte Einspruch ein, der im Jahr 2012 vor dem Naczelny Sąd Administracyjny (NSA, oberstes Verwaltungsgericht) letztinstanzlich abgewiesen wurde. Nach Ansicht der Richter führte die Festlegung der Straßenbebauung zu einem Entschädigungsanspruch Polnords. Das Gericht bezifferte den Anspruch jedoch nicht. Die folgenden Verhandlungen zwischen Unternehmen und Stadt zur Bewertung der Grundstücke führten zu keinem Ergebnis. Die Forderung Polnords (322 Millionen Złoty) basierte auf einer Bewertung des Landes (180 Millionen Złoty) zuzüglich Schadensersatzes und Zinsen (142 Millionen Złoty). Die hohe Bewertung der Grundstücke spiegele den Anstieg der Grundstückspreise (durch fortschreitende Erschließung und Bebauung) in Miasteczko Wilanów wider. Der Schadensersatz berücksichtige auch Kosten (beispielsweise der notwendigen Finanzierung), die dem Unternehmen durch den Vertragsbruch der Stadt entstanden seien. Polnord zeigte sich kompromissbereit; das Unternehmen sei bereit, Ratenzahlung oder die Abtretung stadteigener Grundstücke zu akzeptieren. Die Stadt bestritt den Anspruch in der Höhe. Am 28. Juni 2013 reichte Polnord beim Warschauer Bezirksgericht Klage gegen die Stadt ein. Zwischenzeitlich hatte Polnord die Forderungen für 250 Millionen Złoty an die Polski Bank Przedsiębiorczości verkauft, um notwendige Liquidität zu sichern. Auch die aus diesem Verkauf entstehenden Verluste forderte das Unternehmen von der Stadt zurück. Erstinstanzlich wurde die Stadt im Jahr 2015 zu einer Schadensersatzzahlung von 47 Millionen Złoty verurteilt.

### Grundstücksankauf durch Gemeinde

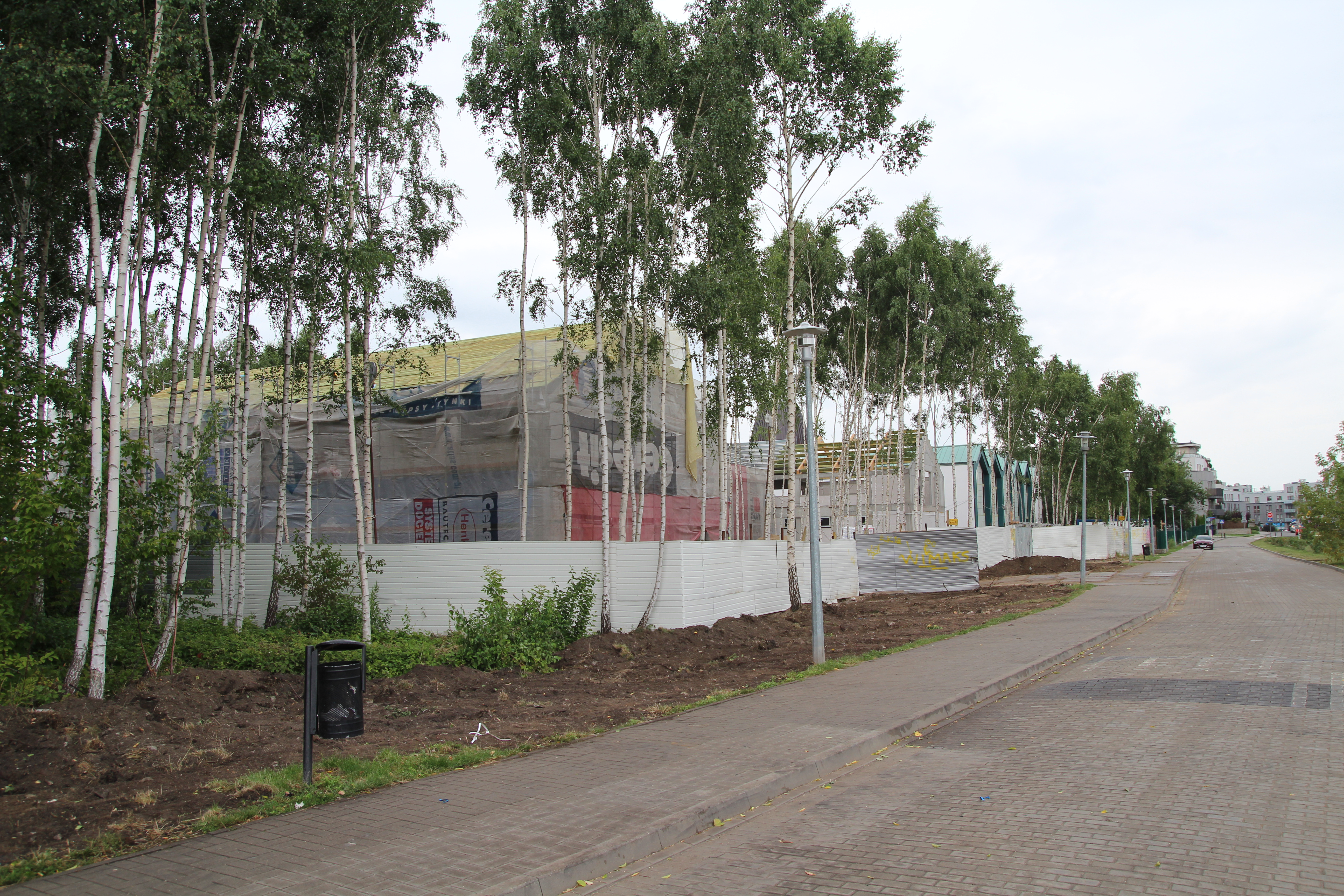
Bau eines öffentlichen Schulgebäudes im Sommer 2018

Öffentliche Kritik wurde an dem teuren Ankauf von Baugrundstücken zur Errichtung von Schulen durch die öffentliche Hand geübt. Bei den Vereinbarungen mit Prokom Investments zur Bebauung des Gebietes hatten Distrikt und Stadt es versäumt, Grundstücke für den Bau öffentlicher Schulen und Kindergärten in Miasteczko Wilanów zu erwerben. Da die Wohnbebauung in den Folgejahren dichter ausfiel als geplant, die Anzahl junger Familien im Stadtteil stark anstieg und die Forderungen nach entsprechenden Schulplätzen zunahmen, musste die Stadt Land von den zwischenzeitlichen Grundbesitzern zu einem hohen Kaufpreis erwerben. Verschiedene Bauträger hatten die benötigten Grundstücke von Prokom und später Polnord zur Bebauung mit Wohnanlagen erworben und waren nicht interessiert, sie zu Einstandspreisen verkaufen. Auch die Stadt weigerte sich zunächst, die von Verkäufern aufgerufenen Preise für einen Ankauf zu akzeptieren.
Im Jahr 2009 verkaufte Polnord der Stadt ein Grundstück von 4,5 Hektar an der Ledóchowska-Straße für 42 Millionen Złoty. 2017 gelang der Ankauf eines Grundstücks mit einer Fläche von etwa 1.600 Quadratmetern für rund 1,5 Millionen Złoty – zu klein, um dort eine Schule zu bauen. Die Distriktverwaltung bemühte sich um eine Erweiterung durch Zusatzankäufe, nachdem die Stadt ein Budget 30 Millionen Złoty für die Errichtung von Schulen genehmigt hatte. Ein geeignetes Anschlussgrundstück wurde von der Eigentümerin, der Vastint, jedoch nicht abgegeben. Schließlich gelang der Erwerb eines der geeigneten Grundstücke. Für kolportierte 15 Millionen Złoty konnten etwa 1,3 Hektar vom Entwickler Robyg übernommen werden. Die bezahlten Preise lagen um ein Vielfaches über dem ursprünglichen Einkaufspreis von Prokom Investments.

### Kontroverse um Einkaufszentrum

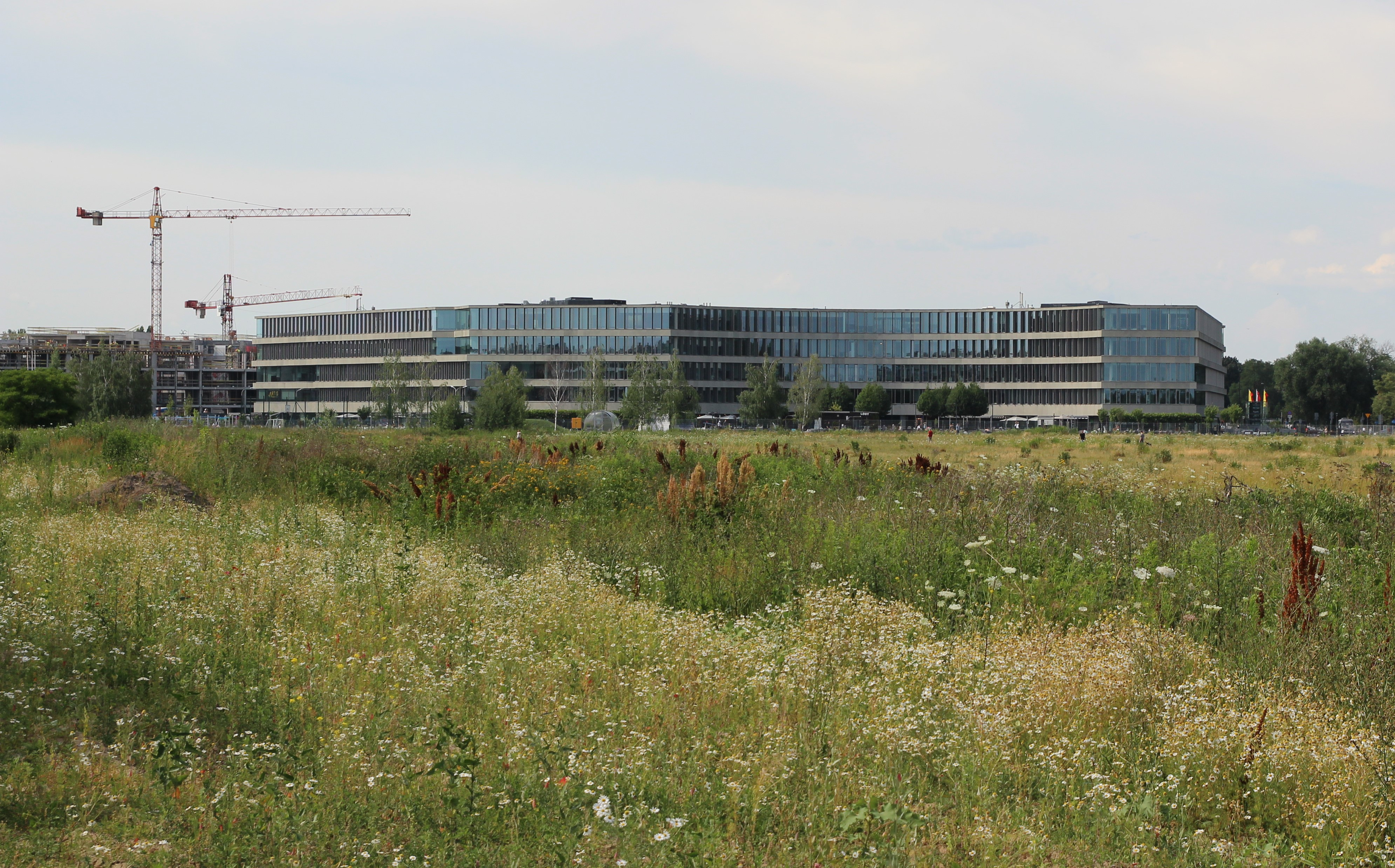
Bauplatz für das geplante Einkaufszentrum „Galeria Wilanów“ bzw. „Zielone Tarasy Wilanów“

Der Bebauungsplan für Miasteczko Wilanów sieht zwischen Ulica Przyczółkowa und der Ulica Gieysztora ein Einkaufs- und Vergnügungszentrum vor. Das zu bebauende Grundstück umfasst rund 70.000 Quadratmeter. Der Masterplan fordert eine Kombination von Einzelhandel, Gastronomie, Entertainment- und Kulturbereichen (die sich in die Architektur der Wohnanlagen integriert) um so ein Zentrum für die Bewohner des Stadtteils schaffen. Um die Gestaltung dieses Objektes gibt es seit 2001 medienwirksame Auseinandersetzungen. Nach dem Ausscheiden von TrizecHahn konnte Auchan als Entwickler für das Gebiet gewonnen werden. Im Jahr 2007 entschied das französische Unternehmen jedoch, nicht in Wilanów zu investieren.

#### GTC als Co-Entwickler
Im Jahr 2010 kam es zu dem Abschluss eines Vertrages zwischen Polnord und dem börsennotierten Immobilienentwickler Globe Trade Centre über die Gründung eines gemeinsamen Unternehmens zur Errichtung des Handels- und Vergnügungszentrums. Der Baubeginn war für das zweite Halbjahr 2010 geplant. Das als „Galeria Wilanowska“ bezeichnete Objekt sollte zum Jahreswechsel 2013/2014 eröffnet werden. Schnell konnten – noch vor Baubeginn – Vorverträge zur Vermietung von Verkaufsflächen an Einzelhandelsketten wie H & M, Reserved und weiterer Unternehmen der LPP, sowie mit der Drogeriekette Rossmann und dem Supermarktbetreiber Carrefour unterzeichnet werden. Ebenso wurde eine Vereinbarung mit Cinema City Poland über die Anlage eines Multiplex-Kinos mit 11 Sälen abgeschlossen. Der Entwurf zum Objekt stammte von den Architekturbüros APA Wojciechowski und Moshe Tzur.
In den Folgejahren kam es Auseinandersetzungen zwischen den Entwicklern und den Baubehörden des Distriktes bzw. der Stadt; bis zum Jahr 2018 wurde keine Baugenehmigung erteilt. Verschiedene Interessensgruppen stellten sich gegen das vorgeschlagene Projekt. Neben zwei Bewohnerorganisationen aus Miasteczko Wilanów legten auch Anwohnervereine der Stadtteile Wilanów Wysoki und Wilanów Niski sowie das Palastmuseum Wilanów Einspruch ein. 2014 lehnte die Baubehörde die Errichtung ab und forderte eine Nachbesserung des Projektes mit der Schaffung zusätzlicher Grünflächen. Im Jahr 2016 lehnten die im Stadtrat vertretenen Parteien PO, PiS sowie unabhängige Stadträte erneut die Genehmigungserteilung ab. Die Räte forderten eine Gestaltung der als zu massiv empfundenen Anlage, die sich an den Bedürfnissen lokaler Nutzer sowie der Berücksichtigung der historischen Nachbarschaft auszurichten habe. Der Entwickler legte erfolglos Berufung gegen die Entscheidung ein. Die Baubehörde legte daraufhin eine Liste von 19 entscheidungsrelevanten Änderungsvorgaben vor. Im September 2017 waren vier der angesprochenen Streitpunkte noch nicht einvernehmlich geklärt. So war der Entwickler der Forderung der Gemeinde nach Aufteilung des geplanten Großgebäudes in mehrere Einzelgebäude sowie der Anlage eines Untergrund- anstatt Dachparkplatzes nicht nachgekommen. Ebenso war vom Entwickler noch eine Vorgabe des obersten Verwaltungsgerichts vom April 2017 zu einer Umweltauflage umzusetzen. Erneut wurde die Genehmigung verweigert.
Als Eigentümer des zu bebauenden Grundstückes musste GTC im Jahr 2016 5 Millionen Złoty an die ANR für den dauerhaften Nießbrauch des Landes bezahlen. GTC warf Perry im Verlauf der Auseinandersetzungen vor, in einem Interessenskonflikt zu stehen. Nach der Beendigung der Beratertätigkeit Perrys bei GTC, habe die von ihm und seiner Frau geleitete Anwohnervertretung begonnen, Stellung gegen das Projekt zu beziehen. Perry wies die Vorwürfe zurück.

#### Neues Projekt 2018
Im Juni 2018 kam es zu einer Änderung des Bebauungsplans durch den Distrikt. Der Plan sah nun den Bau von vier separaten Gebäuden und die Anlage einer großzügigen, baumbestandenen Freifläche entlang der Ulica Gieysztora vor. Die zwei als Einkaufszentrum zu nutzenden, mittleren Gebäudeteile können im Obergeschoss miteinander verbunden werden. Von GTC wurde daraufhin ein als „Zielone Tarasy Wilanów“ (Grüne Terrassen Wilanów) bezeichnetes Projekt des Architekturbüros von Thomas Pucher vorgelegt. Die öffentlich zugänglichen Flächen dieses Projektentwurfs beinhalten Terrassen und Dachgärten.

### Skandal um Interessenskonflikt
Ende 2010 wurde bekannt, dass die Frau des stellvertretenden Bürgermeisters von Wilanów, Jolanta Lasota, als Geschäftsführerin einer Tochtergesellschaft der Polnord in Lublin, der Lublin Property, angestellt war. Medien spekulierten, dass die Funktion zu einem Interessenskonflikt bei ihrem Ehemann führe. Ihm wurde vorgeworfen, Polnord bei der Erteilung von Baugenehmigungen und -auflagen begünstigend behandelt zu haben. Aufgrund der Vorwürfe trat Lasota von seiner Funktion zurück. Kurz darauf wurde die Leitung der Distriktverwaltung komplett ausgetauscht.

## Bewohnerinitiativen
Die Einwohner von Miasteczko Wilanów nehmen über zwei Stadtteilorganisationen Einfluss auf die Entwicklung des Gebietes und lassen sich über Ratsmitglieder in der Distriktverwaltung vertreten:

### Stowarzyszenie Mieszkańców Miasteczka Wilanów
Stowarzyszenie Mieszkańców Miasteczka Wilanów (Verein der Einwohner von Miasteczko Wilanów) wurde im Jahr 2007 gegründet. Die Nichtregierungsorganisation wird durch einen 10-köpfigen Vorstand vertreten. Das Hauptziel des Vereins ist es, sich zugunsten der Stadtviertelgemeinschaft für die Umsetzung des Masterplanes zur Entwicklung von Miasteczko Wilanów einzusetzen.

### Fundacja Nasze Miasteczko
Im April 2014 wurde Fundacja Nasze Miasteczko (Stiftung Unser Städtchen) gegründet. Hier können sich Einwohner des Stadtviertels aktiv einbringen, um an Aktivitäten in und für Miasteczko Wilanow teilzunehmen (beispielsweise Pflanzaktionen). Die Stiftung will den Stadtteil in den Bereichen Kultur, Soziales, Bildung und Sport weiterentwickeln. Eine medienwirksame Aktion der Stiftung war der erfolgreiche Widerstand gegen die Platzierung der als unpassend empfundenen Skulptur „Die Pyramide der menschlichen Bedürfnisse Hierarchie“ von Tadeusz Dębski am Strand von Wilanów.

## Infrastruktur

### Rathaus
Ab dem 15. Juli 2013 erfolgte die Fertigstellung der beiden Gebäude, die Abteilungen der Distriktverwaltung beherbergen. Architekten waren Kuryłowicz & Associates, die Baufertigstellung erfolgte durch die MPRO – Miejskie Przedsiębiorstwo Robót Ogrodniczych. Am 30. September 2014 waren die Bauarbeiten abgeschlossen. Die Gebäude sind viergeschossig, enthalten eine technische Etage im vierten Stock. Das Dach besteht aus Stahl. Die Wände wurden in Steinverkleidung sowie mit patiniertem Kupferblech und in Aluminiumschreinerei hergestellt. Die Nutzfläche beträgt 5.312 Quadratmeter. Das Rathausensemble erhielt eine Preisnominierung zum Plebiscytu Polska Architektura 2014.

### Kirche

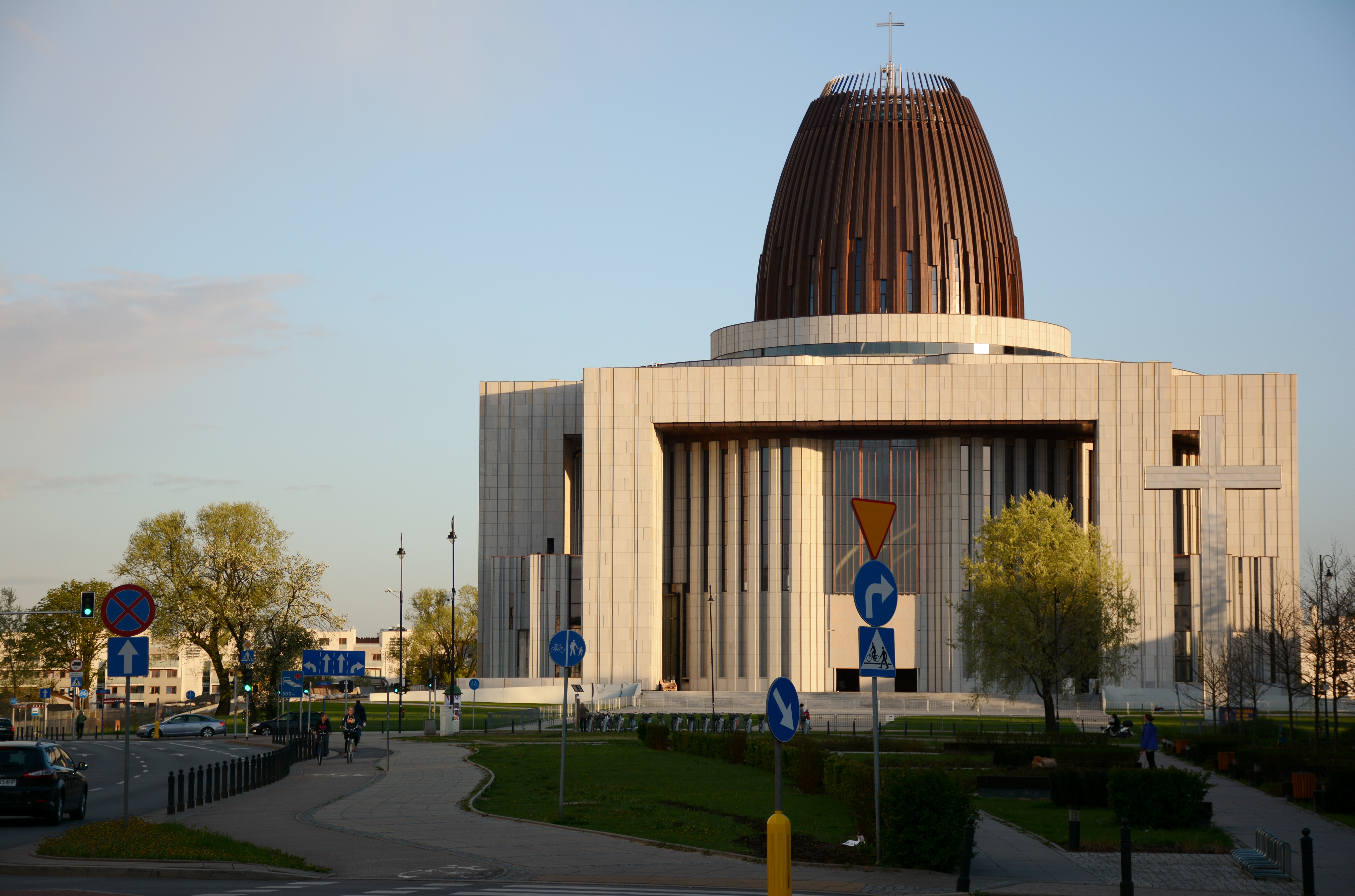
Der Tempel der Göttlichen Vorsehung

Der Grundstein zu dem Kirchengebäude wurde am 2. Mai 2002 in Anwesenheit von Kardinal Józef Glemp gelegt; er war von Papst Johannes Paul II. auf dessen apostolischer Reise nach Polen im Jahr 1999 gesegnet worden. Der Stein ist aus Granit gefertigt und enthält ein vermutetes Bruchstück des Felsens vom Jerusalemer Golgatahügel sowie von einem Mauerrest (Fundament) des ursprünglich im heutigen Warschauer Botanischen Gartens geplanten Tempelstandorts.
Ein Jahr später wurde mit dem Bau begonnen. Ab dem Jahr 2004 kam es zu einer mehrjährigen Einstellung der Bauarbeiten; 2008 wurde die Arbeit auf Anweisung durch den Warschauer Erzbischof Kazimierz Nycz wieder aufgenommen. Am 11. November 2016 erfolgte die Eröffnung des Tempels.
Der Entwurf stammt von den Architekten Szymborski & Szymborski. Das Gebäude ist eine Rotunde mit einer ovalen Kuppel. Es wurde als einteiliger Innenraum mit mehreren Stockwerken konzipiert. Von außen wird das Gebäude von einer würfelartig anmutenden Struktur wuchtiger Pfeiler und Streben bestimmt. Der Tempel der Göttlichen Vorsehung ist die höchste Kirche der polnischen Hauptstadt – die Höhe mit dem Kreuz beträgt 75 Meter. Rund 30 Tonnen Kupfer wurden zur Verkleidung der Kuppel verwendet. Der Tempel verfügt über eine Nutzfläche von etwa 3000 Quadratmetern. Das Innere der Hauptkirche bietet Platz für bis zu 4000 Gläubige. In einer Höhe von 26 Metern befinden sich Museen zu Stefan Wyszyński und Johannes Paul II. Im unteren Geschoss des Tempels befindet sich ein Pantheon bedeutender Polen. Hier sind unter anderem der letzte Präsident der polnischen Exilregierung, Ryszard Kaczorowski, der Außenminister Krzysztof Skubiszewski und der Dichter Jan Twardowski bestattet.
Die Baukosten des Tempels und der Museen werden bei der endgültigen Fertigstellung etwa 250 Millionen Złoty betragen haben. Im Jahr 2017 wurde der Kirche vom polnischen Architekturportal Bryla.pl der Negativpreis „Makaberität des Jahres 2016“ (Makabryłą Roku) verliehen.

### Bildung

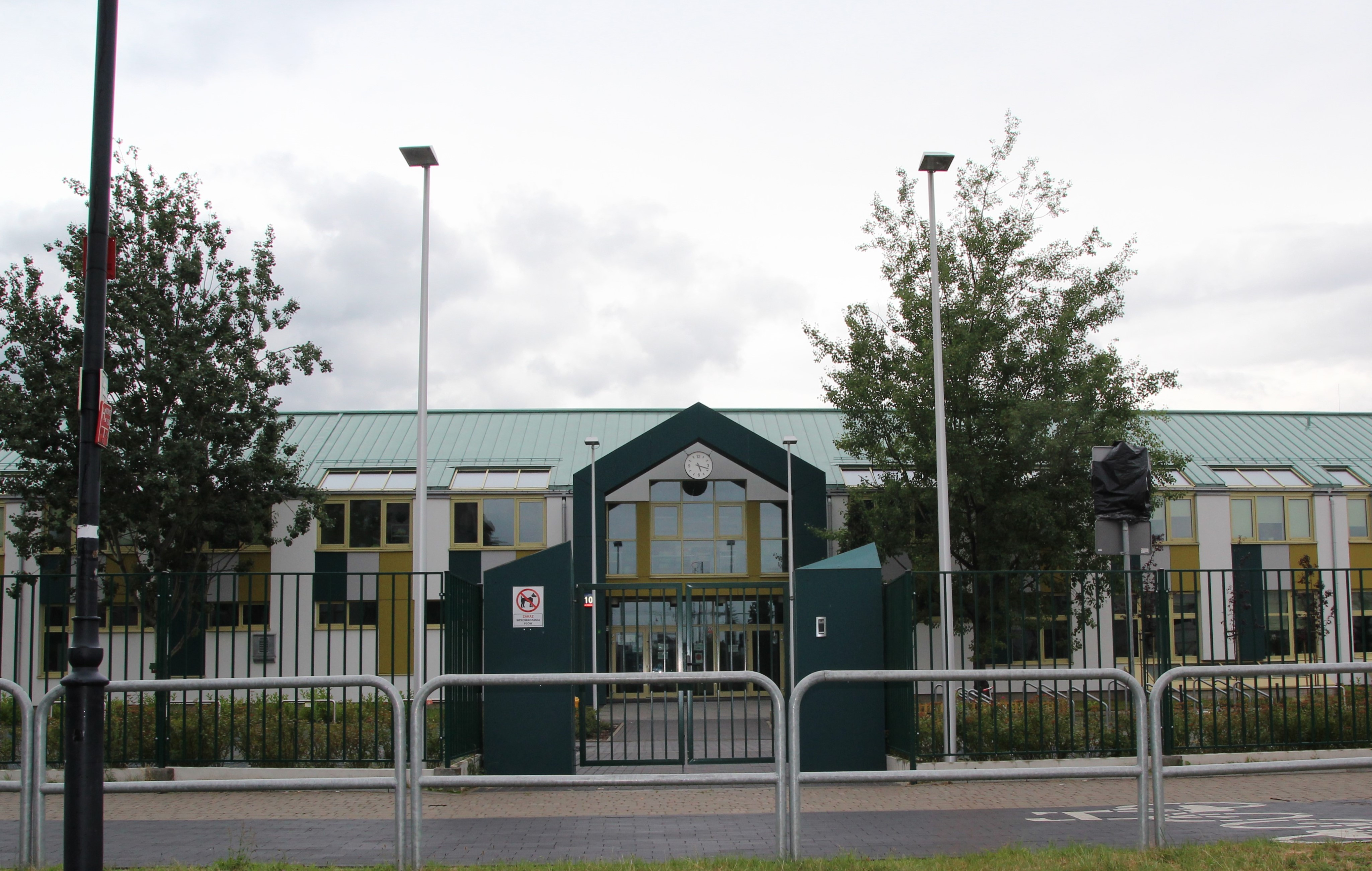
Öffentliche Grundschule SP 358

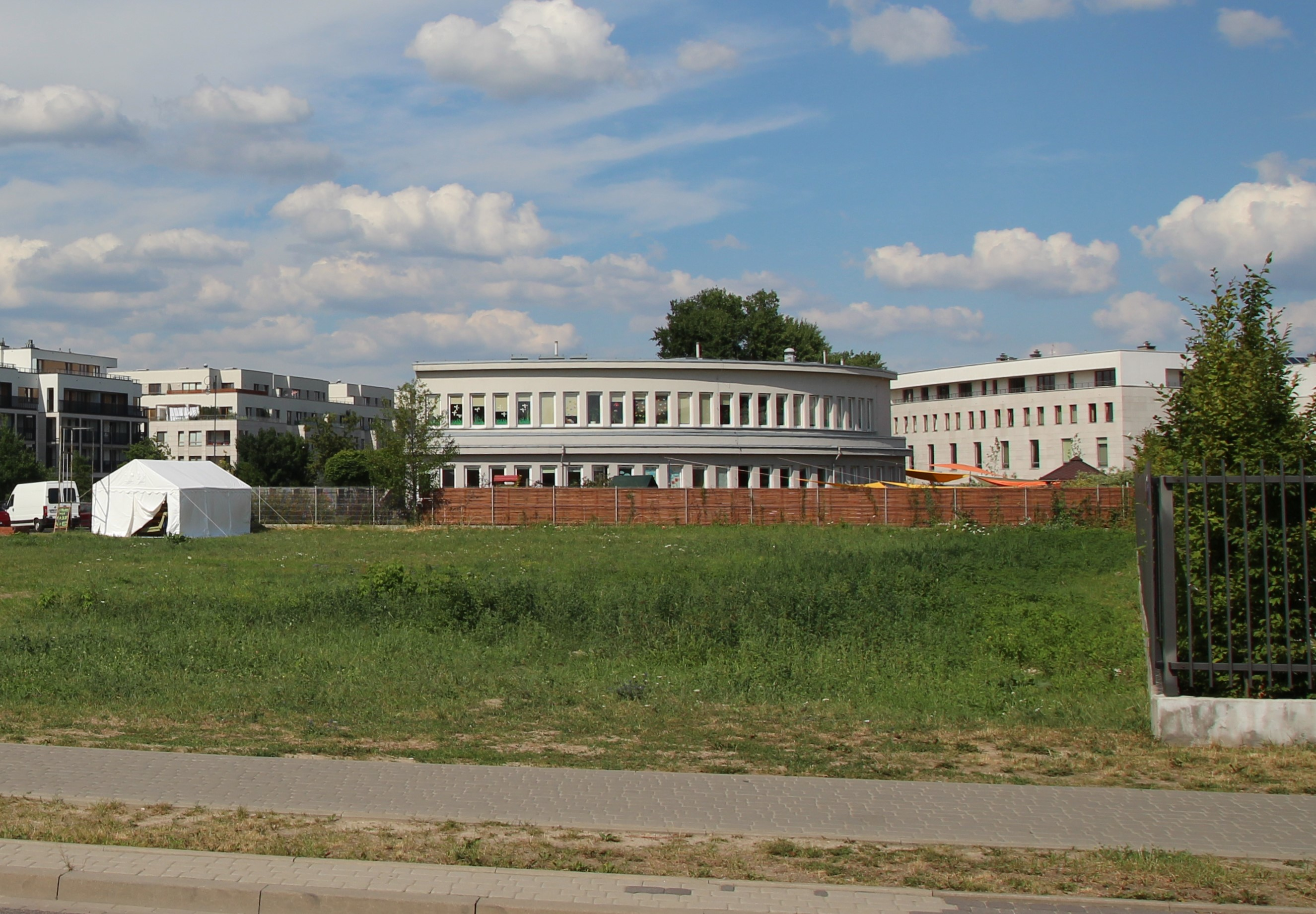
Der deutsche Kindergarten an der Ulica Hlonda

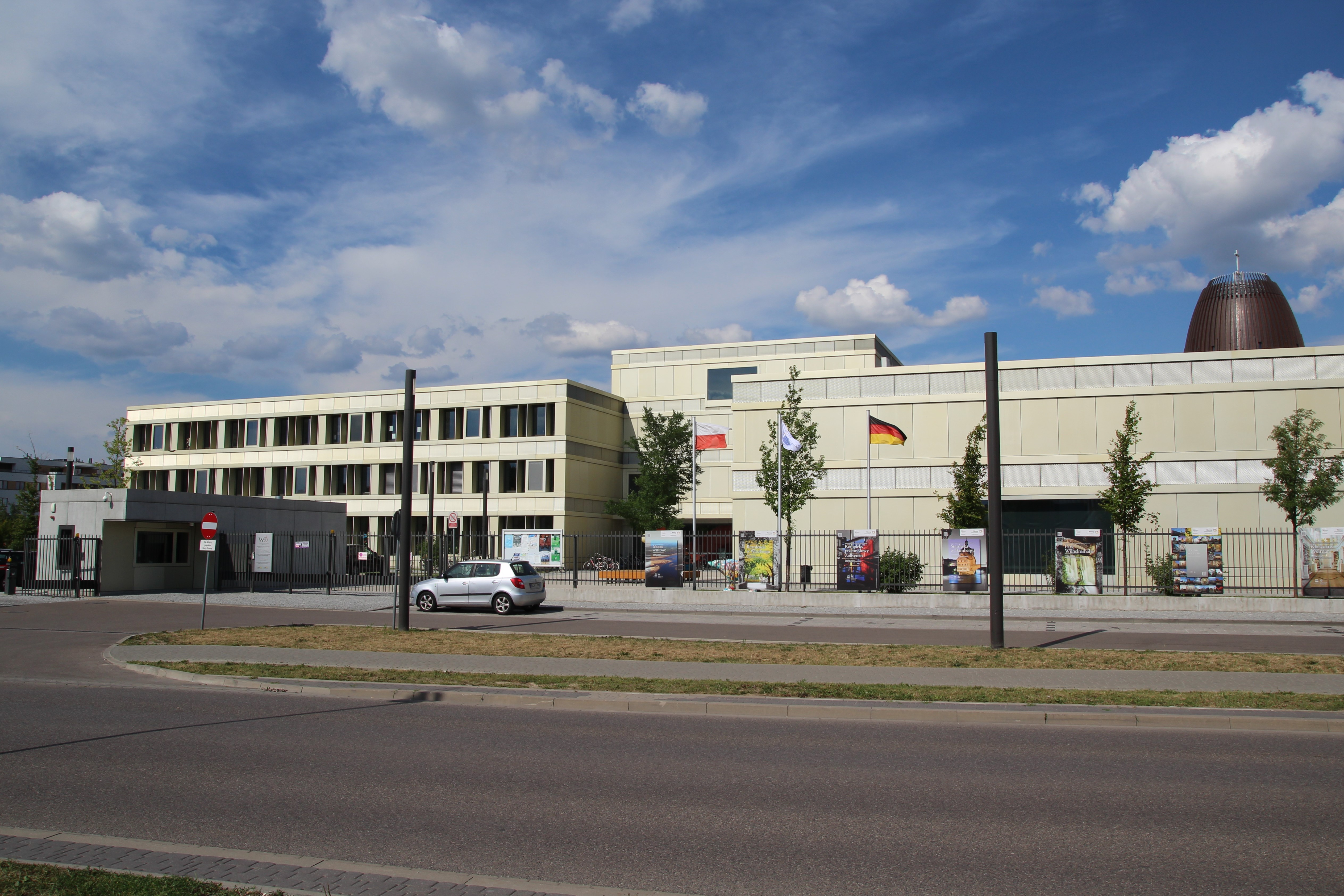
Die 2014 eröffnete Willy-Brandt-Schule

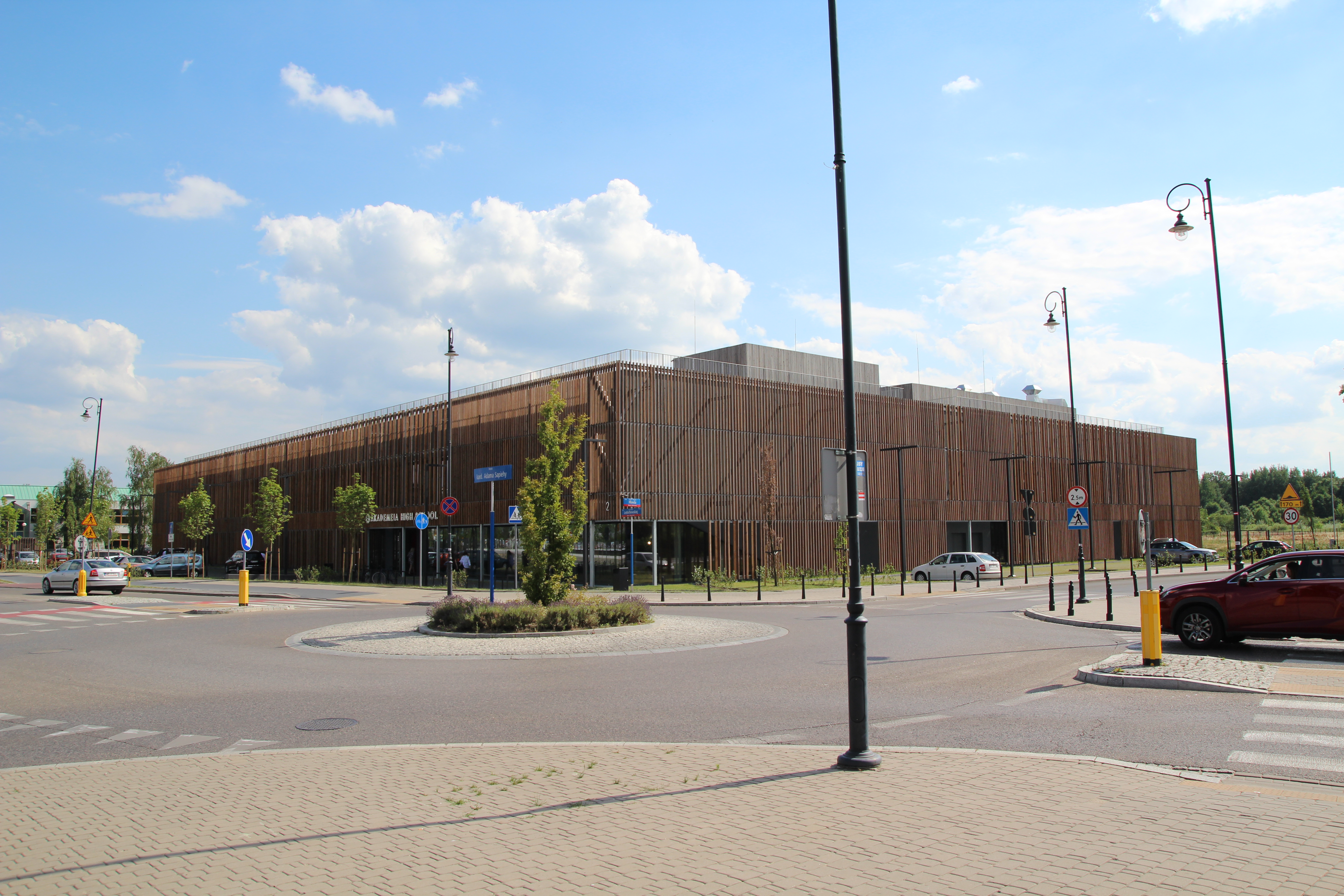
Private Oberschule Akademeia

Aufgrund der Attraktivität von Miasteczko Wilanów für junge Familien besteht in dem Stadtteil ein großer Bedarf an öffentlichen Kindergärten und Schulen. Da der Distrikt verabsäumt hatte, solche zu planen, entstanden in den 2000er Jahren zunächst mehrere private Kindergärten. Schüler mussten Schulen in anderen Stadtteilen besuchen. Ab 2015 kam es dann auch zum Bau von öffentlichen Einrichtungen. Schulen und Kindergärten befinden sich vorwiegend am Westrand von Miasteczko Wilanów.

#### Öffentliche Einrichtungen
An der Ulica Ledóchowskiej und der Ulica Hlonda liegen die öffentlichen Kindergärten Nr. 420 und Nr. 424 sowie die öffentliche Grundschule SP 358. Ein rund 15.000 Quadratmeter großes Grundstück zum Bau einer weiteren Grundschule erwarb der Distrikt in den Jahren 2017 und 2018 an der Verlängerung der Oś Królewska (Höhe Ulica Zdrowej). Hier soll eine dreigeschossige Anlage für 750 Schüler entstehen. Für das Grundstück bezahlte die Gemeinde etwa 20 Millionen Złoty; die Fertigstellung ist bis September 2020 geplant. Außerdem reichte die Distriktverwaltung im Frühjahr 2018 bei der Stadt einen Antrag auf Änderung des Bebauungsplanes für ein zwei Hektar großes Grundstück hinter dem Tempel der Göttlichen Vorsehung ein. Hier sollen statt bisher geplanter Wohnblöcke ein Komplex aus öffentlichem Kindergarten, Vorschule und Grundschule entstehen.

#### Deutscher Kindergarten
Der deutsche Kindergarten Warschau befindet sich seit Frühjahr 2018 in einem Gebäude in der Ulica Hlonda 3 in unmittelbarer Nachbarschaft zur deutschen Schule. Er verfügt über etwa 80 Plätze und orientiert sich in seinem pädagogischen Konzept am Orientierungsplan für Bildung für Kindergärten in Baden-Württemberg. Die Gestaltung der Kleinkindgruppe (Kinder ab einem Alter von 20 Monaten) folgt dem Prinzip der vorbereiteten Umgebung nach dem Ansatz Maria Montessoris. Die Kinder im Alter von vier bis sechs Jahren besuchen die Vorschule, in der eine gezielte Deutsch-Sprachförderung umgesetzt wird.

#### British Primary School
Die Privateinrichtung beinhaltet einen Kindergarten und eine Grundschule. Das Institut liegt an der Ulica Hlonda 12. Die noch junge Schule (Eröffnung 2015) hatte im Jahr 2018 einen Status als Mitgliedschaftskandidat am COBIS (Council of British International Schools), einer Koordinierungsstelle privater britischer Auslandsschulen. Eine Vollmitgliedschaft bei COBIS wird angestrebt.

#### Deutsche Schule (Willy-Brandt-Schule)
Bis 2014 befand sich die deutsche Schule Warschau in einem Gebäude in der Ulica Wandy Rutkiewicz in Wilanów. Bereits im Jahr 2000 wurde der Ankauf eines Grundstückes für einen Neubau mit Prokom Investments verhandelt. Damit gehörte die deutsche Schule zu den ersten institutionellen Investoren in Miasteczko Wilanów. Die Schule liegt an der Ulica Ledóchowskiej und grenzt an das Grundstück des Tempels der Göttlichen Vorsehung. Der Baubeginn erfolgte 2013, die Fertigstellung 2014. Der Komplex auf dem 20.000 Quadratmeter großen Grundstück besteht aus vier einzelnen Baukörpern für Grundschule, Gymnasium, Aula und Sporthalle. Sie sind an den Ecken miteinander verbunden. Die Bruttogrundfläche beträgt 9.420 Quadratmeter, die Nutzfläche 5.765 Quadratmeter. Die Gebäude verfügen über 34 Klassenräume, 17 Fach- und Vorbereitungsräume, eine 560 Quadratmeter große Aula und eine große Zweifeldsporthalle sowie diverse Verwaltungs- und Sozialräume. Im Außenbereich gibt es Sport- und Freizeitanlagen. Das Projekt stammt von Staab Architekten; die Gesamtkosten des Baus betrugen rund 18,9 Millionen Euro. Die Grundschule verfügt über 125 Plätze, im gymnasialen Teil (Sekundarstufen I und II) können 400 Schüler unterrichtet werden.

#### Akademeia High School
Akademeia ist eine private Oberschule, die polnische Schüler auf ein Studium an den Universitäten in Cambridge und Oxford vorbereiten soll. Sie wurde im Jahr 2006 von Andrzej Dethloff gegründet, erste Unterrichtsräume lagen am Plac Trzech Krzyży. Der Bau eines Schulgebäudes in Miasteczko Wilanów wurde 2015 beschlossen. Die Investmentgesellschaft Tacit (u. a. Eigentümer des Hochhauses Cosmopolitan Twarda 2/4) übernahm die Finanzierung und verpflichtete sich vertraglich zur Vermietung des Objektes zu Sonderkonditionen an die Schule. Im September 2017 wurde das neue Gebäude bezogen. Die Architekten von Medusa Group entwarfen ein Gebäude auf rechteckigem Grundriss in U-Form, dessen rückwärtiger Mittelbau in Atriumform ausgestaltet ist. 2017 wurde das Projekt wegen seines ökologisch-nachhaltigen Ansatzes mit dem polnischen Preis für Nachhaltige Architektur (PLGBC Green Building Award) ausgezeichnet. Das Gebäude verfügt über eine Nutzfläche von 4961 Quadratmetern; rund 1000 Quadratmeter des Daches sind bepflanzt, hier werden auch in der Küche verwendete Nutzpflanzen angebaut. Die Schule verfügt über moderne Laboratorien für biologische, chemische und physikalische Experimente und Forschung und bietet die Möglichkeit, im Sommer Unterricht im Freien durchzuführen.
Weitere private Schulgebäude sind im Bau oder geplant. Dazu gehört die private, zweisprachige Einstein-Grundschule an der Ulica Hlonda 20.

### Medizinische Versorgung

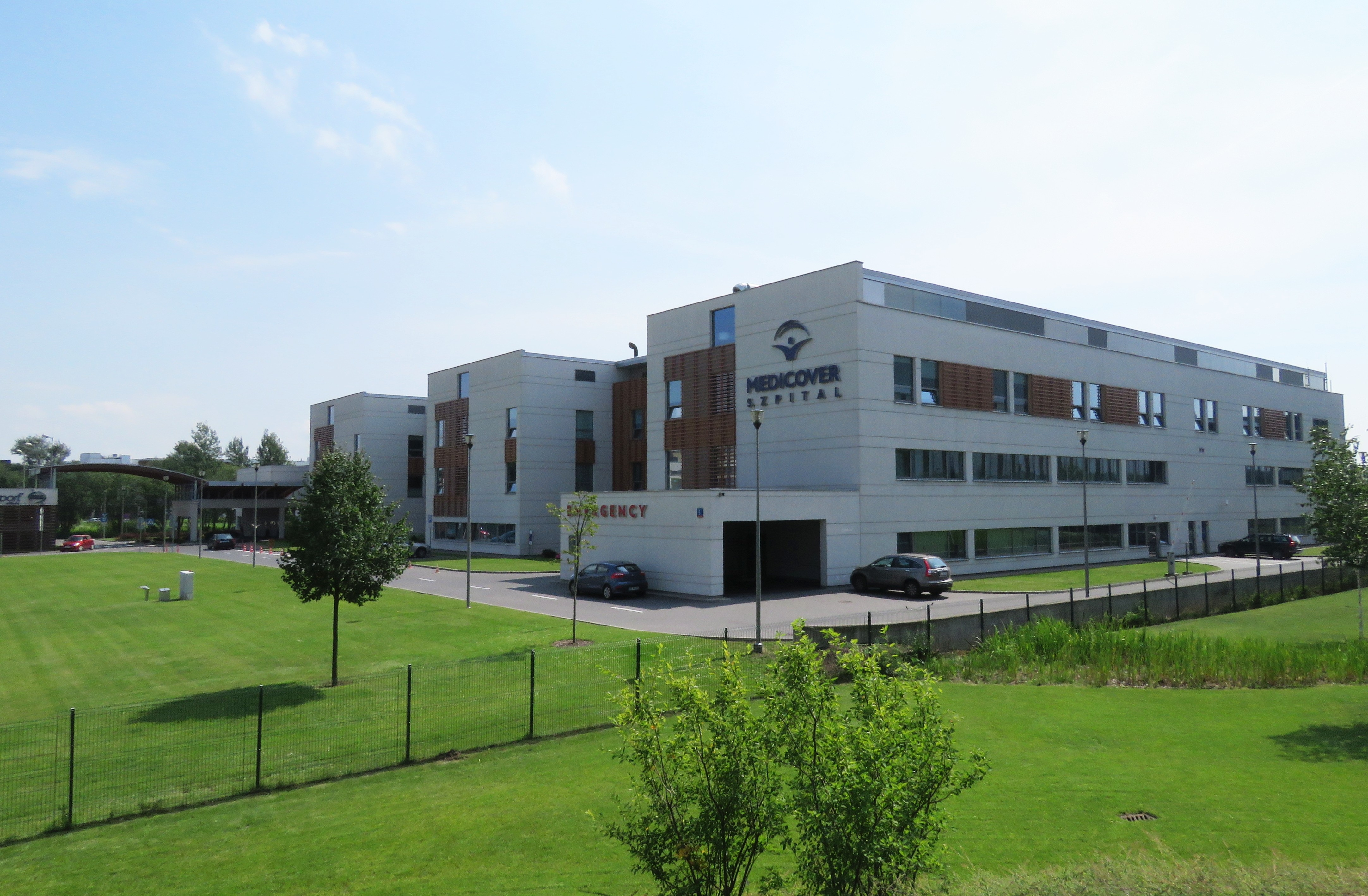
Das Medicover-Krankenhaus an der Aleja Rzeczypospolitej 5

Die Gesundheitsversorgung erfolgt im Stadtteil über staatliche und private Anbieter. Eine öffentliche Kinderklinik (Przychodnia Lekarska dla Dzieci) befindet sich in der Ulica Klimczaka 4.

#### Private Kliniken
Private Polikliniken entstanden vorwiegend in den 2000er Jahren an mehreren Stellen des Stadtteils. Dienstleistungen dieser Einrichtungen (Meditnel, Citymed, Zdrowia Wilanów, Unicare, CMP Wilanów, Eskupalek) werden in der Regel nicht vom polnischen staatlichen Gesundheitsfonds NFZ der staatlichen Sozialversicherungsanstalt ZUS finanziert. Die landesweit tätigen, privaten Gesundheitsunternehmen Enel-Med, Luxmed und Medicover unterhalten ebenfalls größere Polikliniken in Miasteczko Wilanów.

#### Szpital Medicover
Das Medicover-Krankenhaus in Miasteczko Wilanów ist das erste und größte private Allgemeinkrankenhaus Polens. Es verfügt über 180 Betten und eine medizinische Personalstärke von 170 Ärzten, 80 Krankenpflegern und 29 Technikern (Radiologie und Ultraschall). Das Krankenhaus besteht aus acht Abteilungen: Anästhesiologie, Chirurgie, Gynäkologie, Geburtshilfe, Innere Medizin, Kardiologie, Pädiatrie und Plastische Chirurgie/Ästhetische Chirurgie. Daneben werden eine Intensivstation, ein Diagnostikzentrum und ein Beratungszentrum betrieben. Im Haus befinden sich auch ein Restaurant, eine Apotheke sowie ein Hotel für Angehörige der Patienten. Das Krankenhausgebäude wurde von dem Architekturbüro Atelier 7 entworfen. Es verfügt über eine Nutzfläche von rund 22.000 Quadratmetern. Die Bauarbeiten wurden im April 2009 abgeschlossen, die Baukosten beliefen sich auf etwa EUR 40 Millionen.
Im Jahr 2007 teilte ein Vertreter von Polnord mit, dass der Verkaufspreis des Grundstücks weit unter dem damaligen Marktpreis (ca. 2.500 Złoty) gelegen habe, da das Krankenhaus eine notwendige Einrichtung für die Bewohner des Stadtteils gewesen sei.

### Verkehr

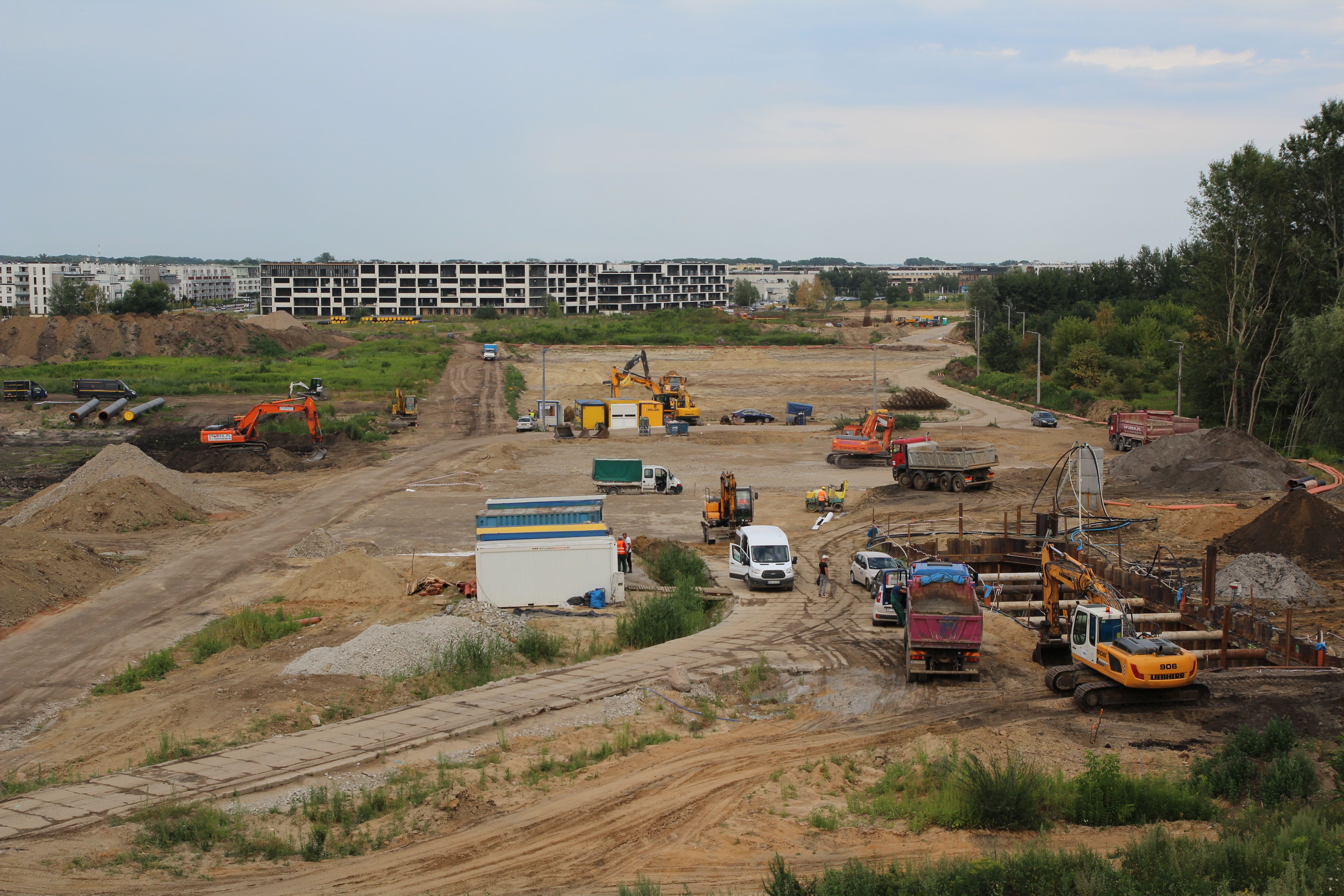
Der Bau der Schnellstraße 2 als südliche Begrenzung von Miasteczko Wilanów im Sommer 2018

Miasteczko Wilanów wird durch individuellen sowie öffentlichen Personennahverkehr erschlossen.

#### Straßenverkehr
Wesentliche Verkehrsadern sind die Straßen Aleja Rzecyspospolitej, Oś Królewska, Ulica Klimczaka, Ulica Sarmacka sowie Ulica Branickiego. Bis zum Jahr 2023 sind Verlängerungen der Oś Królewska sowie der Ulica Branickiego zum Distrikt Ursynów (Verbindung zur Ulica Ciszewskiego und zur Ulica Płaskowickiej) vorgesehen. Ein Problem bei der Umsetzung dieses Ausbaus ist der Naturschutzstatus der Böschung von Ursynów (Natura 2000). Bis 2024 soll eine Verlängerung der Aleja Rzecyspospolitej als Ulica Wiedeńska zum Wilanówer Stadtteil Powsin erfolgen.
Der Ausbau des südlichen Autobahngürtels (Droga ekspresowa S2) soll bis August 2020 fertiggestellt sein. Dann wird Miasteczko Wilanów über die westlich gelegene Anschlussstelle Ursynów Wschód sowie die östliche Anschlussstelle an der Ulica Przyczółkowa erreichbar sein.

#### Buslinien
Die Warschauer Verkehrsbetriebe (ZTM Zarząd Transportu Miejskiego w Warszawie) unterhalten mehrere Bushaltestellen der Linien Nr. 522 (zum Zentrum) und Nr. 217 (zur Metrostation Wilanowska) in Miasteczko Wilanów. Die beiden Linien verkehren über die Aleja Rzecyspospolitej bis zur Endstation Ulica Branickiego, Haltestellen befinden sich u. a. an den Kreuzungen zur Oś Królewska und Ulica Klimczaka. Außerdem ist der Stadtteil über Bushaltestellen an der Ulica Sobieskiego, Aleja Wilanowska und der Ulica Przyczółkowa an die Bustraßen der Linien E2, 116, 130, 139, 163, 164, 180, 317, 200, 251, 264, 339 sowie 519 angeschlossen.

#### Geplanter Bau einer Straßenbahn
Von 2019 bis 2021 soll eine Straßenbahnverbindung nach Miasteczko Wilanów gebaut werden. Die neue Linie, die teilweise auf bereits vorhandenen Trassen verlaufen wird, soll in fünf Bauabschnitten entstehen. Die Gesamtlänge wird 18 Kilometer betragen – vom Stadtdistrikt Wola (Warschau) bis nach Wilanów. Der vierte und fünfte Bauabschnitt (D und E) betrifft die Verbindung mit den bestehenden Trassen entlang der Ulica Puławska und Aleja Niepodległości (jeweils auf Höhe der Ulica Racławicka). Die zwei Endstationen sollen an der Ulica Przyczółkowa und der Ulica Branickiego/Ulica Herbu Janina errichtet werden. Ein Großteil der neuen Trasse wird entlang der Ulica Sobieskiego und der Aleja Rzecyspospolitej verlaufen. Der Neubau wird die größte Investition in das Straßenbahnnetz Warschaus seit Beginn der 1990er Jahre sein. Bauherr ist die Tramwaj Warszawskie. Erste Schätzungen belaufen sich auf Baukosten in Höhe von rund 300 Millionen Złoty.

#### U-Bahn-Anschluss
Im Vorwahlkampf zu den Kommunalwahlen 2018 kündigte der Kandidat der Prawo i Sprawiedliwość (PiS) für die Funktion des Stadtpräsidenten, Patryk Jaki, an, im Falle seiner Wahl zwei weitere U-Bahnlinien in Warschau bauen zu lassen, von denen eine eine Station in Miasteczko Wilanów erhalten solle. Dem Vorschlag wurde von einem Vertreter der aktuellen Stadtpräsidentin, Hanna Gronkiewicz-Waltz, umgehend als unrealistisch widersprochen.

### Bürogebiet

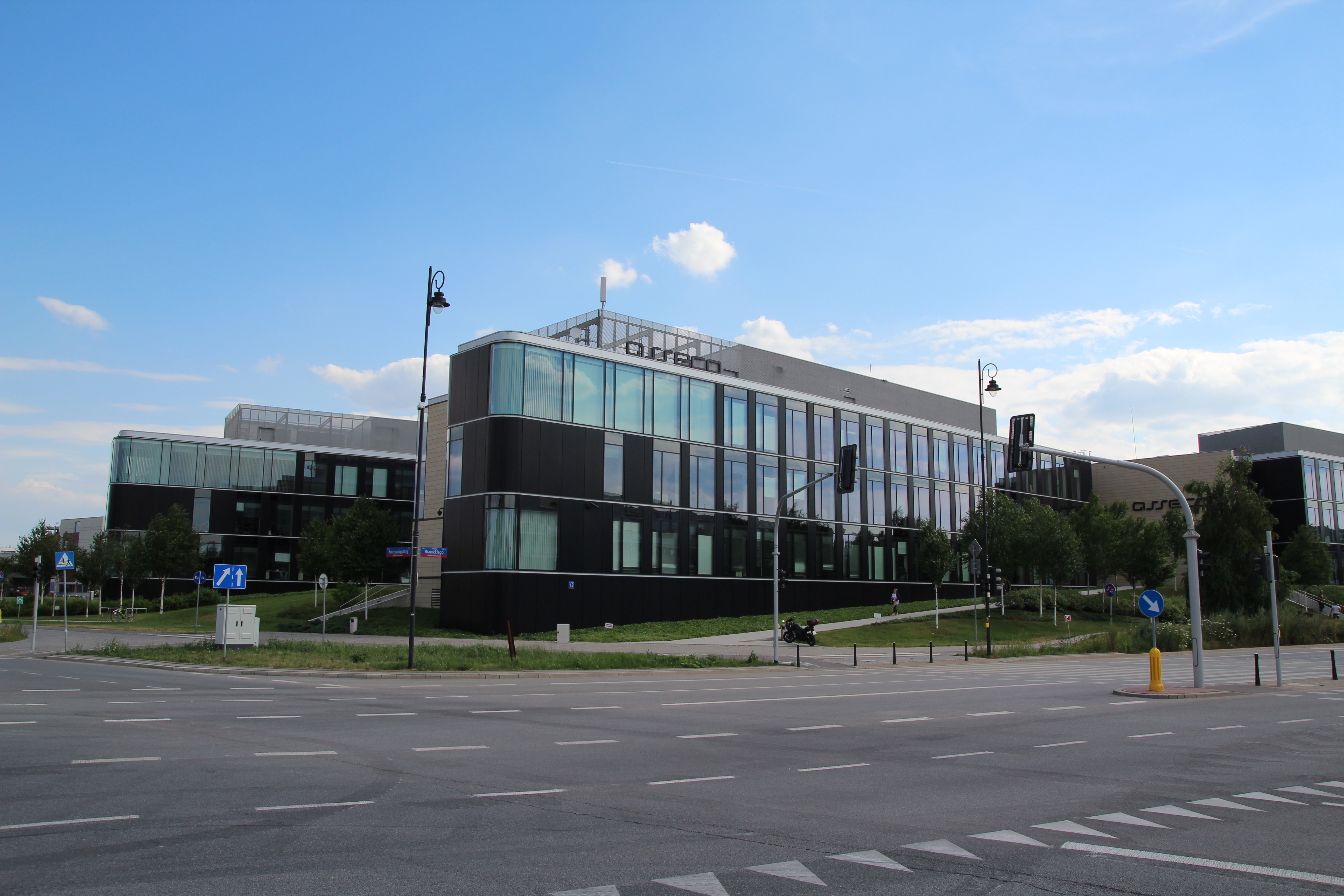
Bürogebäude des Software-Unternehmens Asseco; Teil des Wilanów Office Parks

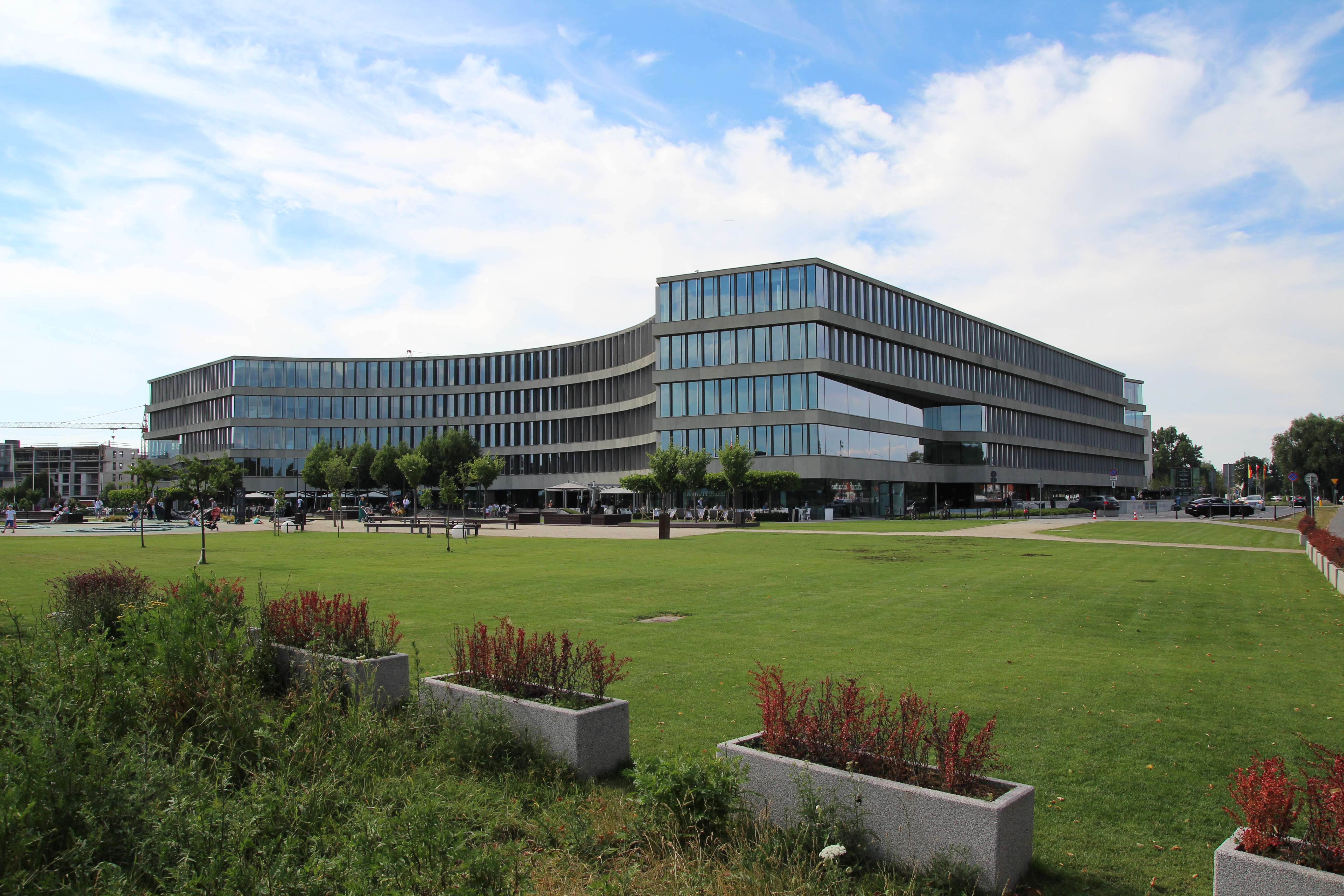
Die Südseite des „Royal Wilanów“ mit Restaurants im Erdgeschoss und den Außenanlagen

Im Süden von Miasteczko Wilanów liegen der Wilanów Office Park und das kleinere Robyg Business Center. Ursprünglich war vom Entwickler Polnord vorgesehen, für den Wilanów Office Park 18 freistehende, bis zu vier Geschosse hohe Bürogebäude in einer großzügig gestalteten Grünanlage mit Gewässern zu errichten. Insgesamt sollten hier auf einem Gebiet von 17 Hektar rund 140.000 Quadratmeter Bürofläche entstehen. Dieses Bürogebiet sollte das Wohngebiet im Süden von der bis 2019 zu bauenden Stadtautobahn S2 abgrenzen. Teilweise wurde das zukünftige Bürogelände auch als Technologie-Park (Park Technologiczny) bezeichnet. Die Entwürfe für die Gesamtanlage stammten von zwei Architekturbüros: HRA Architekci entwarf den nördlichen Teil, Mąka Sojka Architekci den südlichen Bereich.
Die ersten Gebäude entstanden ab 2010, die Vermietung war bereits ab dem Jahr 2009 Cushman & Wakefield übertragen worden. Die Bautätigkeit für bislang drei Gebäude wurde 2014 abgeschlossen. Diese ersten drei Gebäudekomplexe umfassen eine vermietbare Bürofläche von 21.600 Quadratmeter. Das Gebäude A (Ulica Branickiego 13) ist eine unsymmetrische, aus fünf miteinander verbundenen Flügeln bestehende Anlage mit drei oberirdischen Geschossen und abgerundeten Fenstern an den Flügelstirnseiten; es wurde auf die Bedürfnisse von Asseco Poland zugeschnitten und im Juni 2012 an das Softwarehaus verkauft. Es bietet Platz für 1.200 Mitarbeiter, die Baukosten lagen bei rund 120 Millionen Złoty.
Die beiden anderen Bürogebäude (Ulica Branickiego 15 und 17) wurden unter ökologischen Nachhaltigkeitsaspekten konzipiert. Beide wurden BREAM-zertifiziert. Hier haben Unternehmen wie Pol-Aqua, CSL Behring, Polnord SA, Hill & Knowlton, Triumph International oder Levi Strauss & Co. angemietet. Ende 2018 erwarb die Polski Holding Nieruchomości die beiden Objekte.
Polnord teilte zur Einstellung der Bauarbeiten an weiteren geplanten Bürogebäuden mit, dass es schwierig sei, die Büroflächen zu vermieten. Begründet wurde das mit der schlechten Verkehrsanbindung; die Ulica Branickiego soll erst im Jahr 2019 mit Ursynów verbunden werden. Deshalb entschied der Bauträger, anstelle weiterer Bürogebäude leichter zu verkaufende Wohnanlagen zu errichten. Die Änderung des Bebauungsplanes und die Genehmigung durch den zuständigen Baudezernenten des Distriktes Wilanów führte zu Protesten von verschiedenen Institutionen. Die neuen Pläne seien weder mit dem ursprünglichen Masterplan zu vereinbaren, noch sei es sinnvoll, Wohngebäude direkt an der Schnellstraße zu errichten. Im Verlauf wurde dem Dezernenten durch den Bürgermeister die Entscheidungsbefugnis für weitere Planänderungen entzogen; dieser Entzug betraf aber nicht mehr eine bereits genehmigte Wohnanlage. Das erste Apartmenthaus der neuen Siedlung „Brzozowy Zakątek“ wurde Anfang 2017 fertiggestellt.
Das Robyg Business Center wurde in den Jahren 2012 bis 2015 am südlichen Ende von Miasteczko Wilanów errichtet. Ursprünglich sollte es aus drei Gebäuden bestehen: zwei Bürogebäuden mit 10.000 bzw. 25.000 Quadratmetern Nutzfläche und einer freistehenden Garage. Bislang wurde nur das kleinere Bürogebäude sowie der umstrittene mehrgeschossige Garagenbau realisiert. Das Bürogebäude besteht aus fünf oberirdischen Geschossen. Es verfügt über Gewerbeflächen (Einzelhandel, Fitnesscenter) sowie eine Bürofläche von 6000 Quadratmetern. Der Entwurf stammt von dem Architekturbüro Atelier 3 Girtler & Girtler. Gemeinsam mit dem Parkhaus verfügt das Gebäude über 1000 Parkplätze. Auch hier wurde der Plan zum Bau weiterer Büroflächen aufgegeben. Anstelle des zweiten Bürokomplexes wurde ebenfalls eine Wohnanlage (Ulica Herbu Janina 3) errichtet.
Neben dem Bürogelände an der Ulica Branickiego befindet sich an der prestigeträchtigen Zufahrt von Miasteczko Wilanów gegenüber dem Palast in Wilanów das Bürogebäude Royal Wilanów. Hier bildet es mit dem Rathaus eine architektonische Einheit, die mit den angrenzenden Grün- und Spielflächen zu einem vielgenutzten Freizeitbereich der Bewohner geworden ist. Der Bau des Gebäudes begann im August 2013 und wurde im August 2015 abgeschlossen. Es besteht aus drei unterirdischen sowie fünf oberirdischen Geschossen und verfügt über 921 Tiefgaragenparkplätze. Die Architektur stammt von JEMS Architekci. Die Gesamtnutzfläche beträgt rund 35.000 Quadratmeter, von denen etwa 30.000 auf Büros entfallen. Der Rest (Unter- und Erdgeschoss) wird von Einzelhändlern und Restaurants genutzt. Die Investitionskosten beliefen sich auf rund 212 Millionen Złoty. Bauträger war Grupa Capital Park. Das Gebäude wurde vom British Research Establishment mit der Auszeichnung BREEAM für seine ökologische Nachhaltigkeit zertifiziert.

### Parks und Sportanlagen

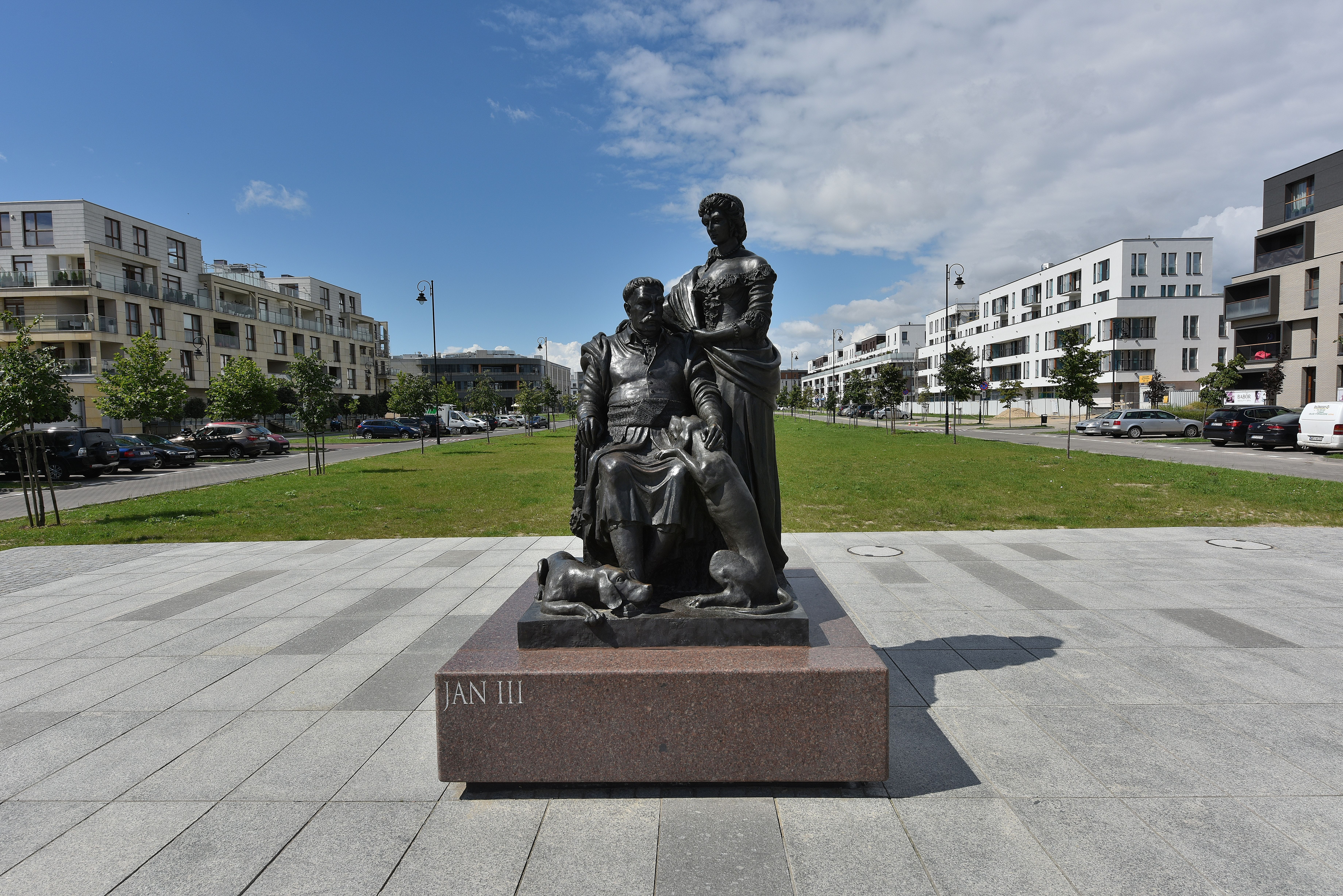
Sobieski-Denkmal an der Oś Królewska

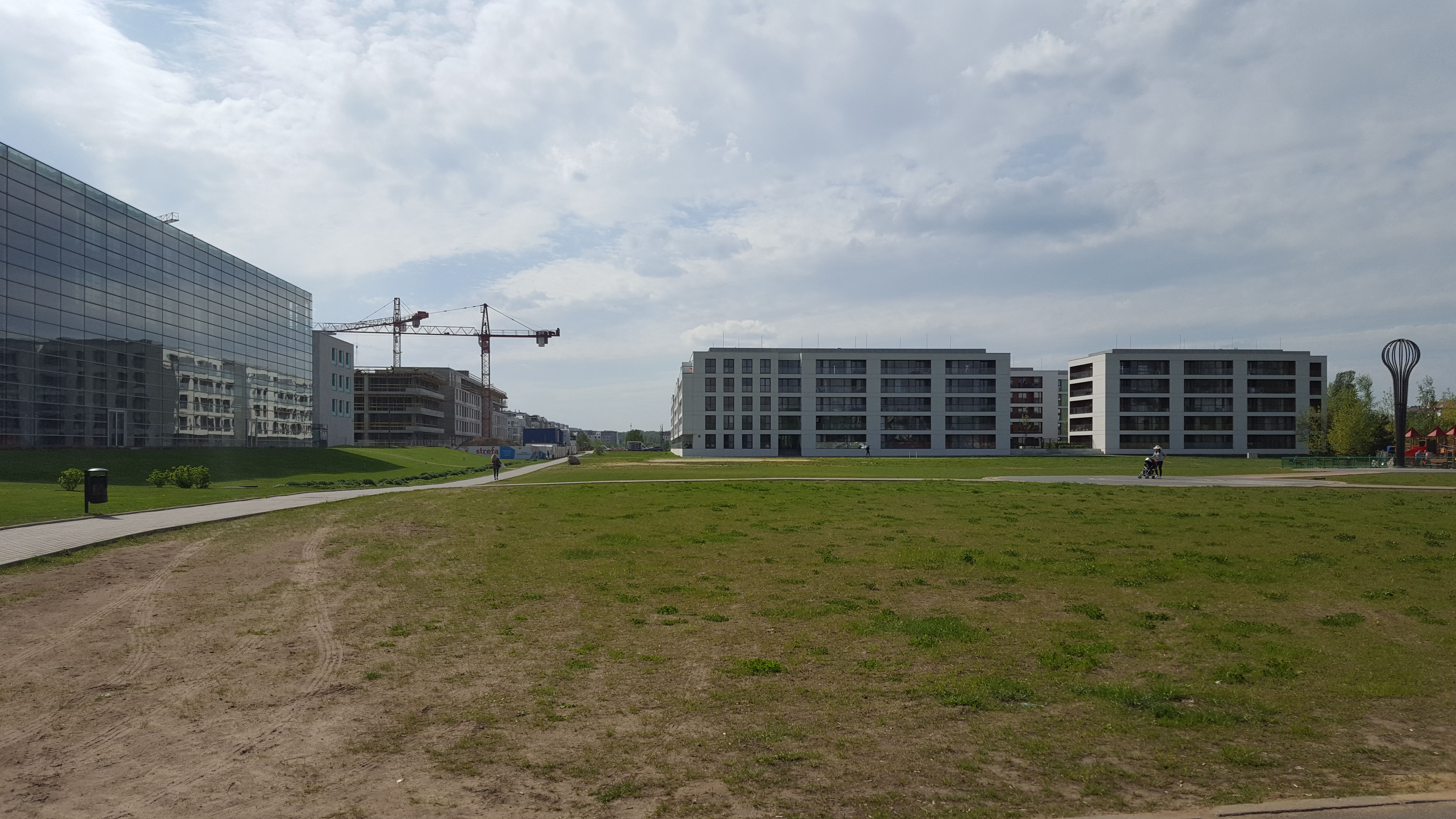
Die als Plaza (Strand) bezeichnete Freifläche, die zwischen Schlossanlage und Miasteczko Wilanów liegt, soll nach dem Wunsch der Bewohner zukünftig zu einem Park entwickelt werden

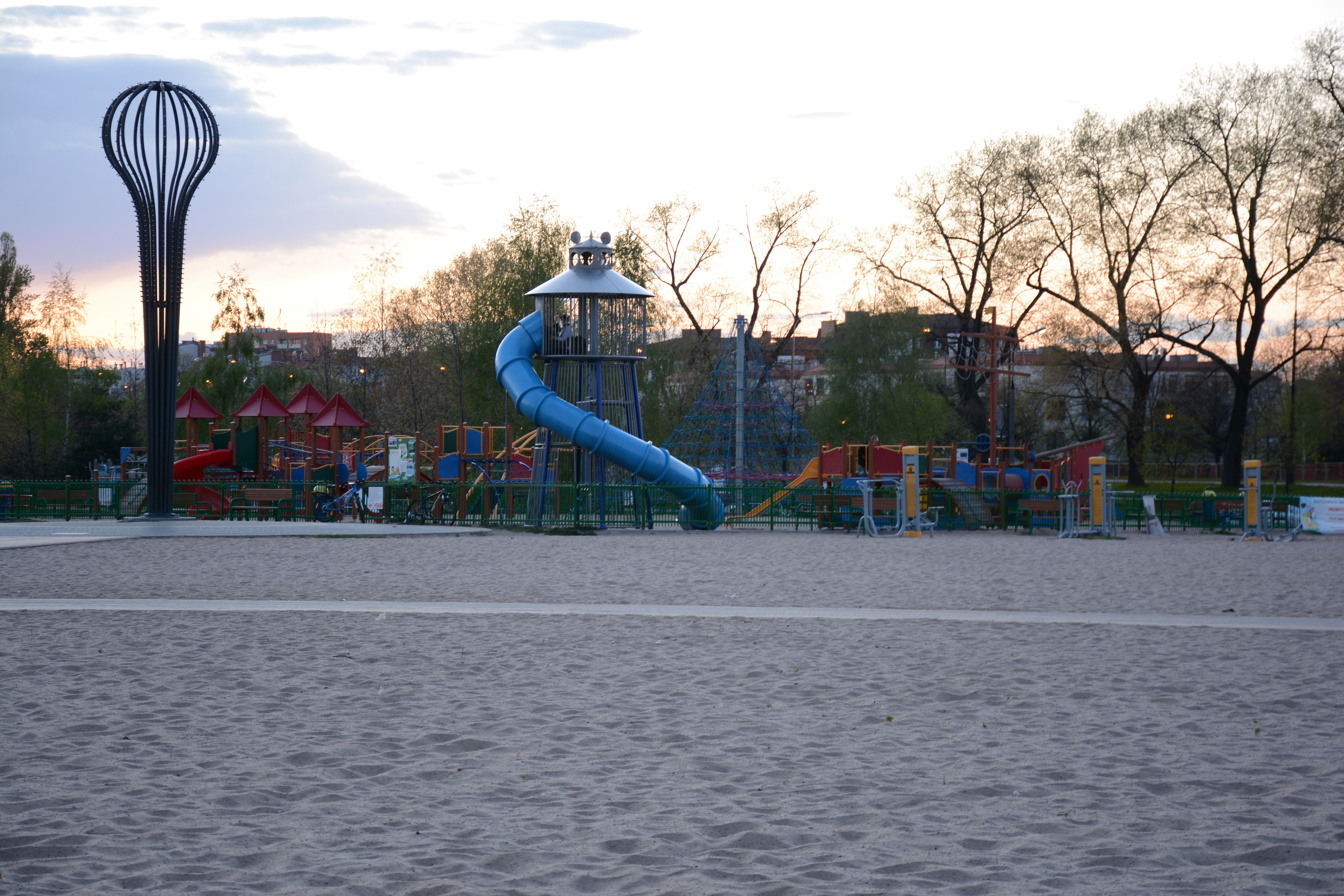
Die „Bulawa“ und der Spielplatz auf dem bis zum Jahr 2016 bestehenden Wilanówer Strandgelände

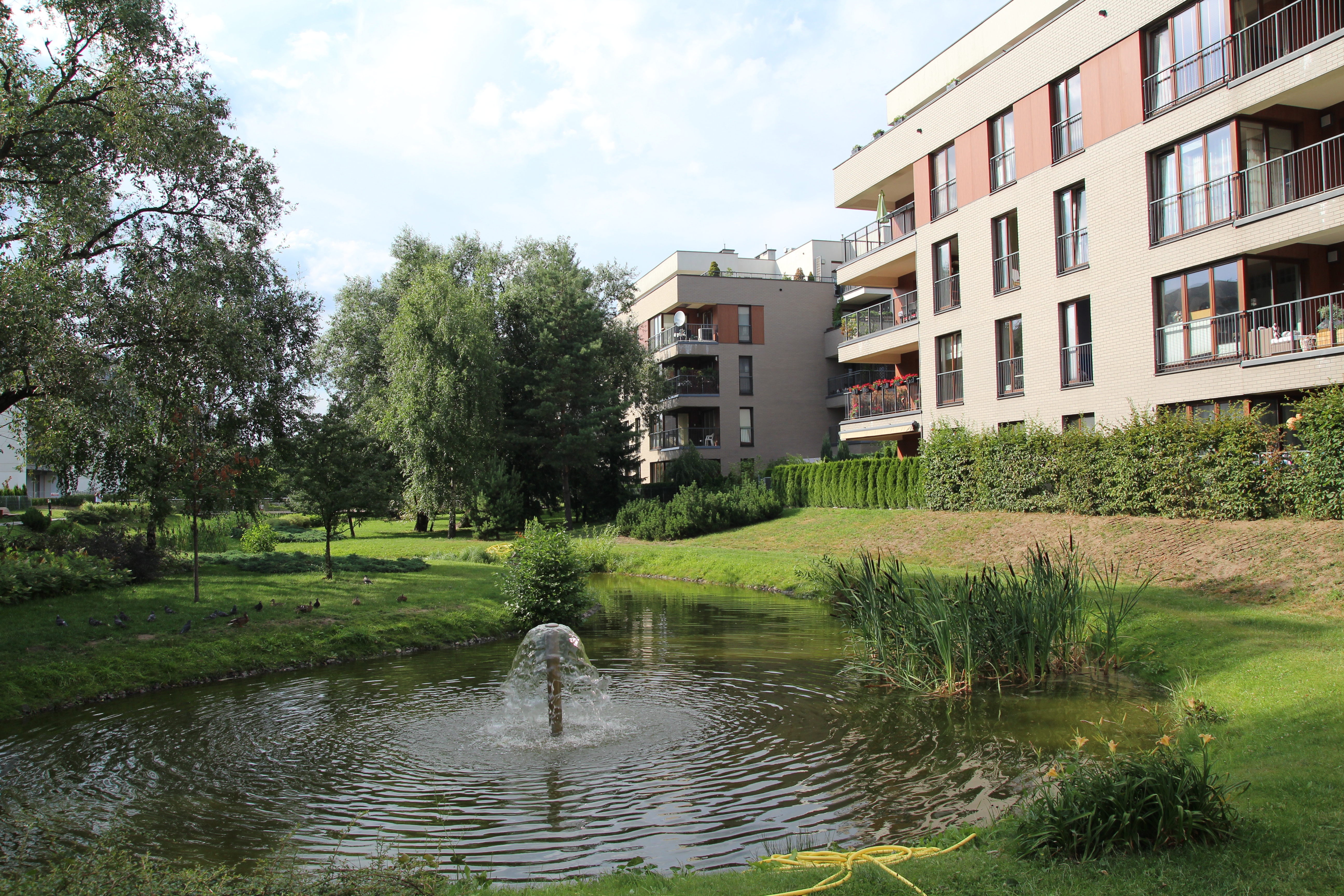
Parkanlage im Ostoja-Wohngebiet

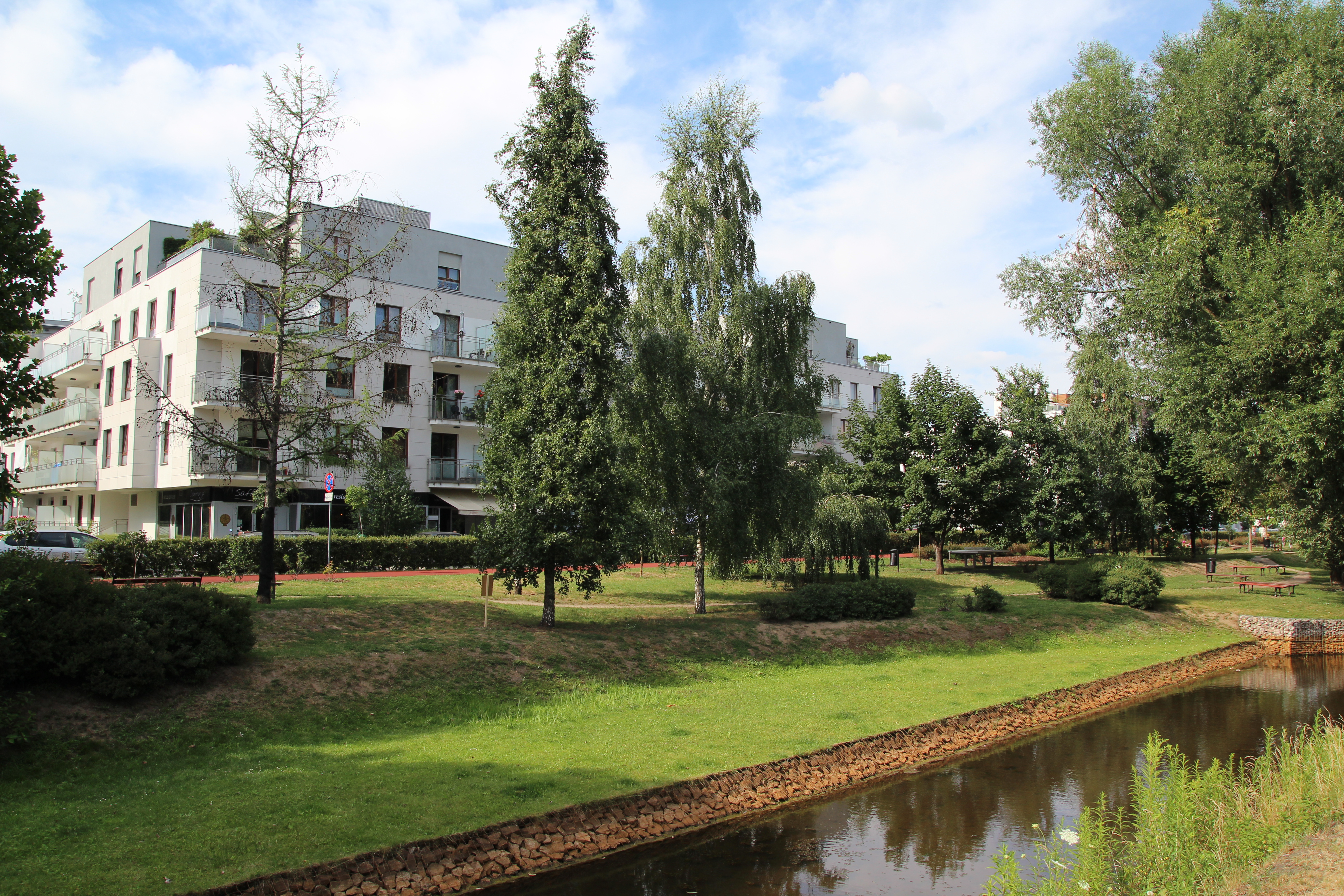
Park entlang des Kanals und der Ulica Klimczaka

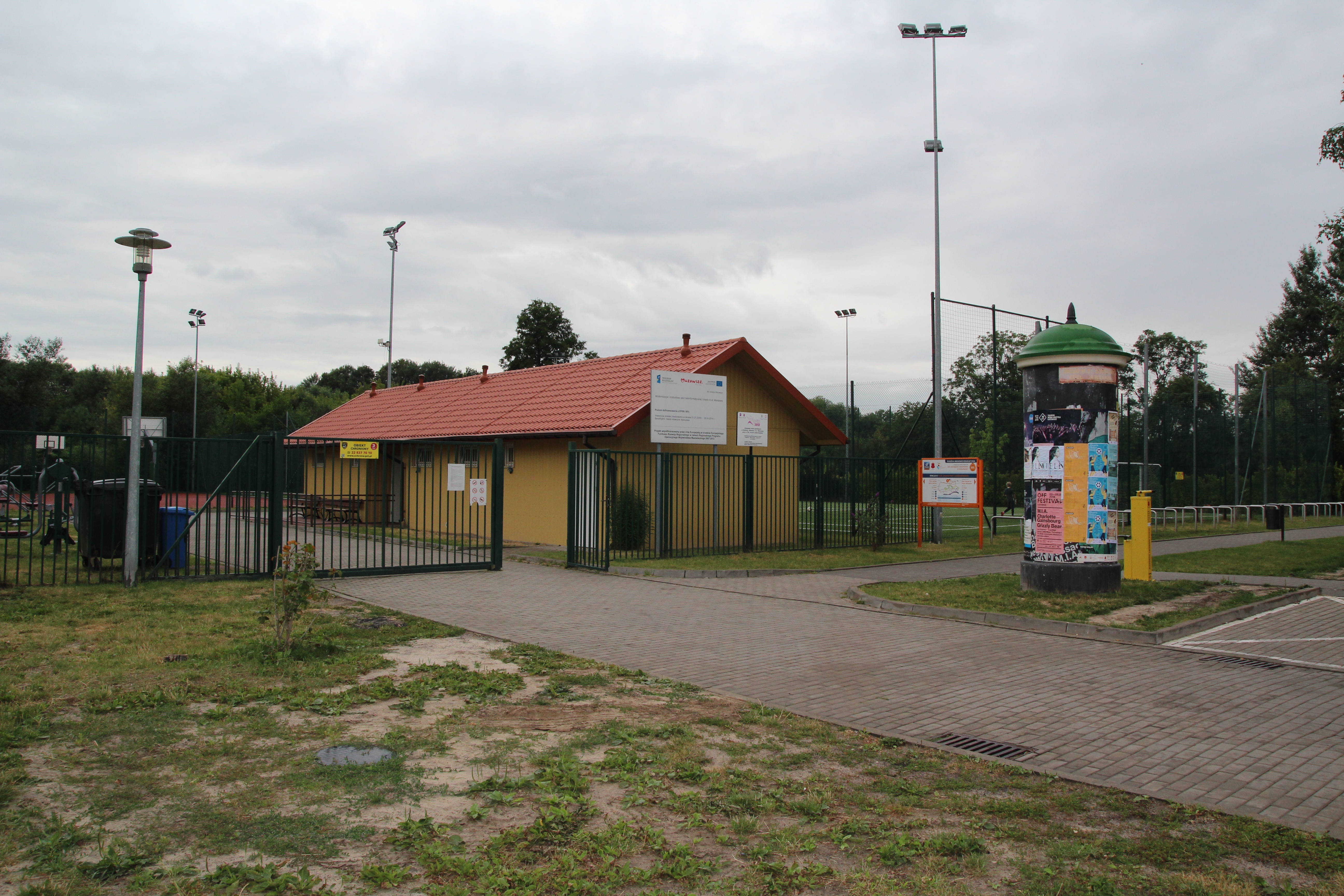
Öffentliche Sportanlagen in der Ulica Worobczuka

An der Straßenkreuzung Aleja Wilanowska und Ulica Przyczółkowa liegt gegenüber dem Palastensemble ein rund 20.000 Quadratmeter großes, brachliegendes Grundstück. Diese Fläche grenzt im Süden an die Verlängerung der Oś Królewska und im Westen an die Wohnanlage Royal Park. Das von 2011 bis 2016 als „Plaża“ (Strand; eine Zeitlang war die Fläche mit Sand von der Ostsee (Gdynia) bedeckt und diente im Sommer als Veranstaltungsort für Sport- und Kinderveranstaltungen oder auch Freiluft-Konzerte und Filmvorführungen) bekannte Feld soll zukünftig zu einem Park mit Gastronomieangeboten und einem kleinen Amphitheater gestaltet werden. Derzeit befinden sich hier ein Kinderspielplatz, ein Hundetrainingsplatz sowie einige Fitnessgeräte. In der Mitte wurde im Jahr 2001 eine Skulptur des Wilanower Künstlers Tadeusz Dębski aufgestellt. Die neun Meter hohe, aus Messing errichtete „Buława Sobieskiego“ soll an den Streitkolben von Jan III. Sobieski und die Befreiung Wiens durch die polnischen Truppen erinnern; im Volksmund wird sie als „Trzepaczka“ (Schneebesen) bezeichnet. Nach Dębskis Vorstellung ist sie die Miniatur eines hier zu errichtenden, 72 Meter hohen Turms („Buła Sobieski“), der mit einer Aussichtsplattform und Restaurant ausgestattet sein soll.
Zwei Verkehrsachsen in Miasteczko Wilanów sind parkartig ausgebaut: Oś Królewska und Ulica Klimczaka verfügen über bepflanzte Kanalufer, daneben gibt es Grünflächen mit Spielplätzen und Wasserspielen entlang der beiden Straßen. In der Klimczaka-Parkanlage wurde eine Laufbahn angelegt. An der Kreuzung der Oś Królewska/Ulica Sarmacka befindet sich ein Denkmal von Sobieski. Das als „Pierwszy Obywatel Wilanowa“ (Erster Bürger Wilanóws) betitelte Denkmal wurde im Jahr 2014 per Beschluss des Warschauer Stadtrates von seinem vorherigen Standort (Einweihung im Jahr 2001) an der Kreuzung Przyczółkowa/Klimczaka an die Oś Królewska verlegt. Bildhauer des 1997 ausgeschriebenen Werkes ist Edward Jeliński. Die bronzene Figurengruppe stellt den sitzenden König mit seiner neben ihm stehenden Frau „Marysieńka“ und zwei Jagdhunden dar.
In Miasteczko Wilanów wurde der erste private Park Polens des 21. Jahrhunderts gegründet. Der rund 20.000 Quadratmeter große, im Westen liegende Park Ostoja mit altem Baumbestand ist zutrittsbeschränkt, er gehört zur „Ostoja“-Siedlung und der Zugang ist nur Bewohnern der dazugehörenden Wohnanlagen gestattet. Der Zutritt wird mit einem Chipkartenleser geregelt.
Die einzelnen Wohnanlagen verfügen in ihren Innenhöfen über Gartenanlagen mit Spielplätzen; diese Bereiche sind nur teilweise öffentlich zugänglich. Die Parks der Wohnanlagen „Ostoja“ und „Oaza“ verfügen über Gewässer.
Neben den Sportanlagen der Schulen existiert ein kleines Outdoor-Sportgelände am Westrand des Stadtteils in der Ulica Worobczuka. Die Anlage verfügt über einen Basketball- sowie einen Fußballplatz.

## Demografie
Die Einwohner von Miasteczko Wilanów gehören dem aufstrebenden neuen Mittelstand Polens an, ihr sozialer Status ist ähnlich. Das Durchschnittsalter unter den Erwachsenen liegt bei 35 bis 40 Jahren. Der Anteil an jungen Familien ist sehr hoch. Auch der Anteil an angemeldeten Ausländern ist für Warschau überdurchschnittlich. Aufgrund der hohen Geburtenquote und der andauernden Schaffung neuen Wohnraums in Miasteczko Wilanów ist Wilanów der am schnellsten wachsende Stadtdistrikt Warschaus. Im Zeitraum von 2004 bis 2015 verdoppelte sich die Anzahl der Einwohner des Distriktes. Bis zum Jahr 2050 wird ein weiteres Wachstum von bis zu 144 % prognostiziert.
Es wird geschätzt, dass etwa die Hälfte der erwachsenen Bewohner von Miasteczko Wilanów in Warschau (vor allem in Wilanów und Ursynów) oder der südlichen Umgebung Warschaus (wie Konstancin-Jeziorna oder Piaseczno) geboren wurden.

### Ausbildung, Berufstätigkeit und Finanzen
Die Arbeitslosigkeit im Stadtteil ist gering. Sie betrug 2015 nur 0,6 %. Die durchschnittliche Wochenarbeitszeit liegt oberhalb 40 Stunden. Gearbeitet wird häufig in internationalen Unternehmen, die im rund sechs Kilometer entfernten Stadtteil Służewiec Przemysłowy (genannt: „Mordor“) des Distriktes Mokotów angesiedelt sind. Viele Einwohner sind auch freiberuflich tätig. Die Einwohner des (gesamten!) Distriktes Wilanów verfügten im Jahr 2017 über die dritthöchste Kaufkraft (nach Innenstadt und Mokotów) unter den Warschauer Stadtteilen (EUR 12.841/Person/Jahr). Da die meisten Wohnungen über die Aufnahme von Bankkrediten erworben wurden, ist die Verschuldungsrate der Bewohner hoch. Ein Teil der Darlehen wurde auf Schweizer-Franken-Basis aufgenommen; eine Verschlechterung des Wechselkurses führt teilweise zu finanziellen Problemen. Im Distrikt Wilanów leben die bestausgebildeten Frauen des Landes.

### Familie und Kinder
Die hohe Geburtenrate unter den Bewohnern des Stadtteils schlägt sich in dem Anstieg der (natürlichen) Bevölkerungsentwicklung (Differenz zwischen Geburtenrate und Sterberate) des Distriktes nieder. Im Jahr 2005 (Beginn der Bautätigkeit in Miasteczko Wilanów) betrug die Rate der Bevölkerungsentwicklung im Distrikt Wilanów 0,83. Im Jahr 2010 lag sie bereits 13,25. Damit erreichte Wilanów die höchste Geburtenrate Polens (18 Geburten auf 1000 Einwohner gegenüber 9,6 Geburten landesweit); eine Ausnahme zu dem globalen Trend, dass besserausgebildete Frauen weniger Kinder zeugen. Die Adipositas-Rate unter Kindern ist die geringste Warschaus.

### Politische Einordnung und Selbstverwaltung
Die Bewohner von Miasteczko Wilanów sind – da gut ausgebildet und beruflich erfolgreich – selbstbewusst. Die Wahlbeteiligung gehört zu den höchsten in Polen; im Jahr 2010 beteiligten sich 76,81 % an der Präsidentschaftswahl. Der Wunsch nach Ordnung ist ausgeprägt; die Bereitschaft, für die gewünschte Lebensqualität und Umgebung gemeinschaftlich einzutreten, ebenfalls. Im Jahr 2011 wurde in dem Stadtteil kein Verkehrsunfall registriert. Die Kriminalitätsrate ist die niedrigste unter allen Stadtteilen Warschaus. Negativentwicklungen in anderen Stadtteilen (z. B. Verkehr, Werbung) sollen in Miasteczko Wilanów verhindert werden. Die Zustimmung zu landesweiter liberaler Politik ist groß. Bei der Präsidentschaftswahl im Jahr 2010 erreichte der Kandidat der Platforma Obywatelska (PO), Bronisław Komorowski, hier ein Rekordergebnis von 85 %. Bei den ebenfalls 2010 stattfindenden Regionalwahlen konnte die PO sich im Distrikt Wilanów zwar erneut durchsetzen, musste aber den Verlust von zwei Sitzen im Rat hinnehmen. Diese gingen an unabhängige Vertreter des Stadtteils Miasteczko Wilanów. Politisch rechte Medien und Kommentatoren bezeichnen den Stadtteil wegen der Homogenität seiner Einwohner und deren klarer politischer Ausrichtung als „Lemingrad“.

## Auszeichnungen
Miasteczko Wilanów erhält seit Jahren weltweite Aufmerksamkeit. Auf internationalen Branchenveranstaltungen (wie MIPIM) wird zum Projekt regelmäßig vorgetragen. Verschiedene Gebäude in Miasteczko Wilanów wurden für ihre Architektur oder Umweltverträglichkeit ausgezeichnet. Aber auch das Stadtviertel als Ganzes wurde mehrfach prämiert:
- Zweimal (2001 in New York City und 2002 in Genf) wurde das Projekt auf Sitzungen der Vereinten Nationen präsentiert und dort als Beispiel für seine ausgewogen-nachhaltige Planung anerkannt.[E 22][E 159]

- Im Jahr 2008 erhielt Miasteczko Wilanów den „Excellence Award“ des internationalen Fachplanerverbandes ISOCARP. Der Preis wurde für die Bereitschaft von Privatinvestoren, öffentliche (stadtplanerische) Bedürfnisse zu erfüllen, gewährt. Dazu gehöre die Umsetzung eines Stadt-in-der-Stadt-Masterplanes, der eine Mischbebauung (Leben und Arbeiten) vorsieht sowie die Integration in die städtische Umgebung.[E 24] Miasteczko Wilanów war das einzige ausgezeichnete Projekt des Wettbewerbs, das nicht von der öffentlichen Hand, sondern von einem privaten Investor entwickelt worden war.[E 60]

- 2010 wurde der Stadtteil mit dem „Global Award of Excellence“ des Urban Land Institutes (ULI) ausgezeichnet. Miasteczko Wilanów war das einzige Projekt Europas, das die Auszeichnung in dem Jahr erhielt.[E 160][E 161]

- Im Guangzhou International Award for Urban Innovation-Wettbewerb des Jahres 2012 in Guangzhou erreichte Miasteczko Wilanów die Anerkennung als „Deserving city“.[E 21]

## Bekannte Bewohner
Die Fluktuation unter den Bewohnern im Stadtteil ist groß. Unter anderem wohnten oder leben hier bekannte Persönlichkeiten aus Politik, Kultur und Unterhaltung, wie:
- Danuta Błażejczyk (* 1953, Sängerin)
- Edyta Górniak (* 1972, Sängerin)
- Anna Guzik (* 1976, Schauspielerin)
- Marcin Hakiel (* 1983, Tänzer)
- Patryk Jaki (* 1985, Politiker)
- Tomasz Kaczmarek, (* 1976, Politiker)
- Jacek Poniedziałek (* 1965, Schauspieler)
- Joanna Sydor (* 1975, Schauspielerin)
- Andrzej Zieliński (* 1962, Schauspieler)